# Presidenza di Abraham Lincoln
(Messaggio al Congresso del 4 luglio 1861)
La presidenza di Abraham Lincoln ebbe ufficialmente inizio il 4 marzo 1861, con l'insediamento; Lincoln fu il 16º Presidente degli Stati Uniti d'America. La sua presidenza finì con il suo assassinio avvenuto per mano dell'attore John Wilkes Booth al Teatro Ford di Washington. Colpito alla testa la sera del 14 aprile 1865, morì il giorno dopo, all'età di 56 anni, 42 giorni dopo aver inaugurato il proprio secondo mandato.
Lincoln rappresentò il primo esponente del neonato Partito Repubblicano eletto alla massima carica degli Stati Uniti d'America. Diresse e condusse alla vittoria dell'Unione nella guerra di secessione americana, la cui durata coincise in sostanza con la sua presidenza.
Entrò in carica a seguito delle elezioni presidenziali del 1860 ove vinse battendo altri tre candidati; quasi tutti i suoi voti provennero dagli Stati Uniti d'America nord-orientali e dagli Stati Uniti d'America medio-occidentali, in quanto i Repubblicani ebbero fin dall'inizio un ben poco seguito nel profondo Sud. Ex appartenente del Partito Whig, il suo programma elettorale era totalmente contrario all'espansione della schiavitù nei territori del West.
La sua elezione fu un'accelerazione in direzione del conflitto. Durante le sedici settimane trascorse dal giorno dell'elezione a quello dell'insediamento, sette Stati schiavisti dichiararono la loro secessione dall'Unione e formarono gli Stati Confederati d'America. Dopo aver prestato giuramento, il nuovo presidente si rifiutò di accettare qualsiasi risoluzione che avrebbe portato alla separazione del Sud dall'Unione. Il conflitto iniziò poche settimane dopo, con l'attacco confederato nella battaglia di Fort Sumter, un'installazione federale situata ai confini delle Confederazione.
Lincoln fu chiamato ad occuparsi degli aspetti politici e militari, affrontando sfide in entrambi. Nella sua qualità di comandante in capo ordinò la sospensione del diritto costituzionale garantito dall'habeas corpus nello Stato del Maryland, per reprimere le azioni a favore dei confederati; egli divenne anche il primo presidente a varare un programma militare di ampio respiro.
Mentre l'Unione affrontava parecchie sconfitte in occasione dell'apertura del "Fronte Orientale", Lincoln rimosse numerosi comandanti militari, per giungere infine a nominare tenente generale Ulysses S. Grant, che aveva già guidato l'Unione a varie vittorie sul "Fronte Occidentale". Il proclama di emancipazione nel 1863 liberò circa un milione di schiavi nel territorio confederato e stabilì l'emancipazione come obiettivo di guerra dell'Unione.
Nel 1865 Lincoln favorì l'approvazione del XIII emendamento, il quale rese incostituzionale la schiavitù. Lincoln stimolò anche altre importanti leggi nazionali, tra cui il primo Homestead Act, che consentiva l'acquisto di terreni del demanio da parte di privati cittadini, i Morrill Land-Grant Acts, che istituivano finanziamenti a istituti di istruzione agricola a livello universitario, e i Pacific Railroad Acts, sulla costruzione di una ferrovia transcontinentale.

Firma autografa del presidente.

Si ricandidò nel 1864, appoggiato dal Partito di Unione Nazionale (National Union Party), costituito dal Partito Repubblicano e dai Democratici del Nord favorevoli alla guerra (i "War Democrats"). Anche se temette di perdere il confronto, riuscì invece ad ottenere una larga vittoria contro il proprio ex subordinato, il generale George McClellan. Pochi mesi dopo le elezioni presidenziali del 1864 Grant pose sostanzialmente fine alla guerra battendo definitivamente l'esercito confederato del generale Robert Edward Lee. L'omicidio di Lincoln dell'aprile del 1865, cinque giorni dopo la resa di Lee, lasciò ad altri la sfida di ricostruire la nazione (vedi Era della Ricostruzione) così duramente provata. Gli succedette il vicepresidente in carica Andrew Johnson, proveniente dal Partito Democratico e candidatosi con Lincoln nell'ambito del Partito di Unione Nazionale.
Dopo la morte, fu ritratto come il liberatore degli schiavi, il salvatore dell'Unione e il martire primo per la causa della libertà. Gli storici politici hanno da molto tempo tenuto Lincoln nel massimo conto, sia per i successi da lui ottenuti sia per le peculiari caratteristiche personali. Accanto a George Washington e Franklin Delano Roosevelt è stato costantemente valutato sia dagli studiosi che dal pubblico nella classifica storica dei presidenti degli Stati Uniti d'America come uno dei tre migliori di tutti i tempi, spesso come il migliore.

## Elezioni presidenziali del 1860

Bandiera della campagna presidenziale repubblicana del 1860.

Lincoln, ex membro del Congresso per il Partito Whig, emerse come uno dei maggiori candidati alla presidenza per il Partito Repubblicano a seguito della sfida, perduta di stretta misura, a Stephen A. Douglas nelle elezioni di medio termine per il Senato in Illinois. Sebbene non avesse l'ampio seguito di cui godeva il senatore William H. Seward dello Stato di New York, il candidato più in vista, Lincoln ritenne che avrebbe potuto riuscire ad emergere come candidato presidenziale alla "Convention" nel corso delle votazioni; passò quindi gran parte del biennio 1859-60 per costituire una rete di sostenitori. Il "discorso di Cooper Union" del 27 febbraio 1860 a New York fu ben accolto dalle élite degli Stati Uniti d'America nord-orientali. Lincoln si posizionò nel centro moderato del Partito; si opponeva ai tentativi di espandere la schiavitù nei territori del West, ma non appoggiava apertamente l'abolizionismo.
Alla prima votazione della Convention nazionale repubblicana di maggio a Chicago, terminò in seconda posizione subito dietro a Sewart; ignorando la forte richiesta di Lincoln di "non fare contratti che mi leghino" i suoi più vicini collaboratori manovrarono per fargli ottenere la nomination alla terza votazione. I delegati votarono poi il senatore del Maine Hannibal Hamlin come candidato alla vicepresidenza.

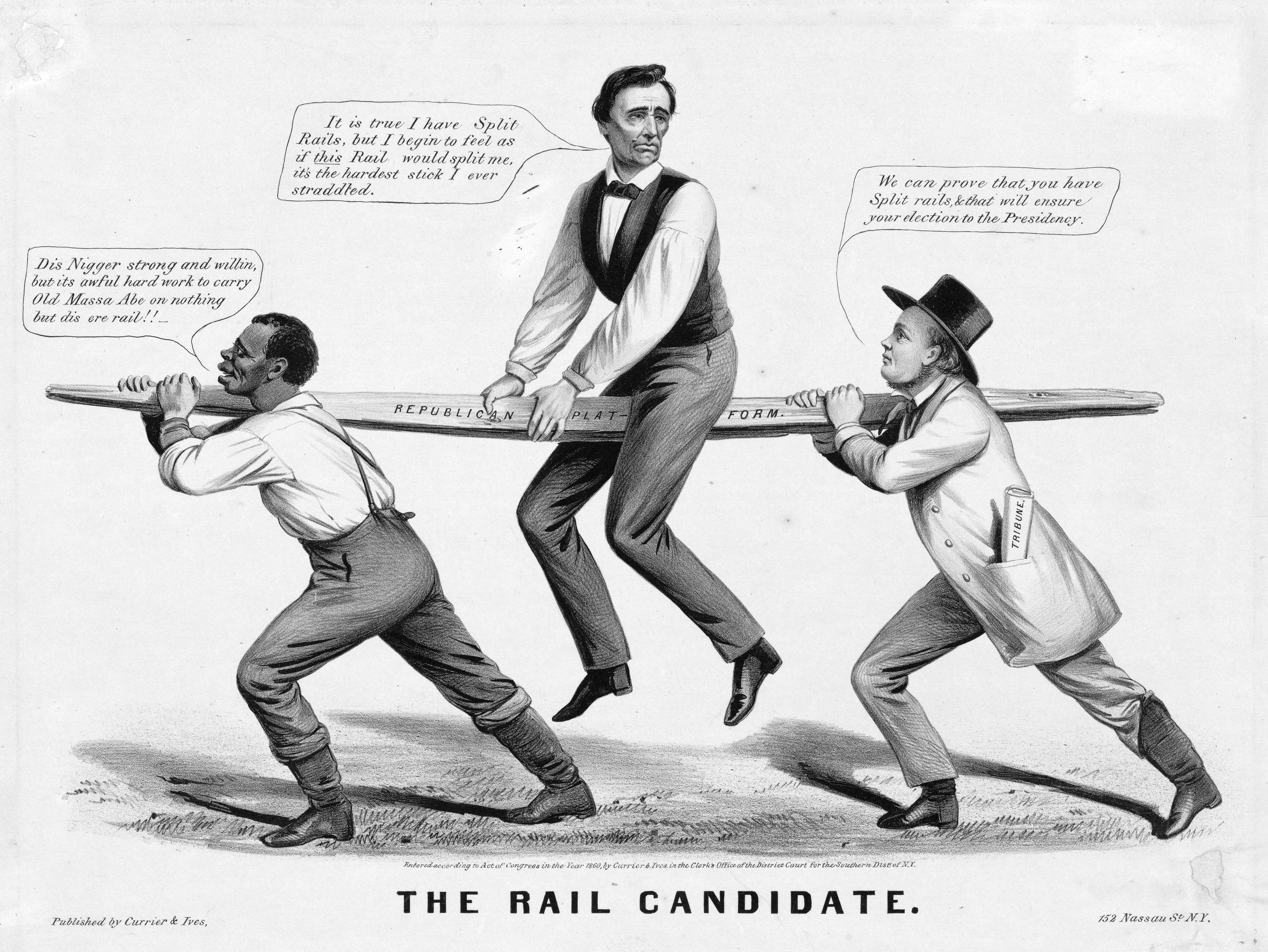
"Il candidato ferroviere". La candidatura di Lincoln nel 1860 è raffigurata come sostenuta dalla questione della schiavitù, uno schiavo sulla sinistra e l'organizzatore di Partito sulla destra che lo trasportano come fosse in portantina.

Il programma elettorale si opponeva nettamente all'estensione della schiavitù nei territori occidentali, ma nel contempo s'impegnava non interferire negli affari interni dei singoli Stati; si chiedeva inoltre l'istituzione di dazi doganali protezionisti e investimenti federali nei trasporti, come il completamento di una ferrovia transcontinentale. Fu infine promessa ai coloni la disponibilità di terreni demaniali all'Ovest.
La Convention nazionale democratica si riunì in aprile, ma fu interrotta quando non si riuscì a trovare un accordo su un candidato comune. Una seconda convenzione si riunì a giugno e nominò Stephen A. Douglas, ma diverse delegazioni di Stati schiavisti si rifiutarono di sostenerlo, in quanto chiedevano un candidato a loro apertamente favorevole. I democratici sudisti tennero perciò una convenzione separata che nominò l'allora vicepresidente John C. Breckinridge quale proprio candidato.
Nel frattempo un gruppo formato da ex Whig e da Know Nothing fondò il "Partito dell'Unione Costituzionale" e nominò John Bell per la carica presidenziale. Breckinridge e Bell avrebbero fatto campagna soprattutto al Sud, mentre Lincoln e Douglas furono in competizione per il voto nordista. I repubblicani erano fiduciosi, prevedendo che i democratici divisi avessero poche probabilità di vincere.

Risultati delle Elezioni presidenziali negli Stati Uniti d'America del 1860.

Alle elezioni, Lincoln vinse tutti gli Stati del Nord tranne uno, ottenendo una maggioranza di grandi elettori pari a 180 contro i 72 per Breckinridge, i 39 per Bell e i 12 per Douglas; raccolse anche la maggioranza dei voti popolari, conquistando il 40% dei voti utili con 1.766.452 preferenze contro 1.376.957 per Douglas, 849.781 per Breckinridge e 588.879 per Bell. La partecipazione fu dell'82,2% degli aventi diritto, la seconda più alta nella storia statunitense. Nonostante la vittoria di Lincoln, il Partito Repubblicano non riuscì però a conquistare la maggioranza in nessuna delle due camere parlamentari.

## Periodo di transizione

Mappa della crisi secessionista del 1861:
Stati secessionisti prima del 15 aprile
Stati secessionisti dopo il 15 aprile
Stati in cui si permetteva la schiavitù, ma che non si sono separati.
Stati dell'Unione dove la schiavitù è stata messa al bando.
Territori sotto il controllo dell'Union Army

Stati secessionisti prima del 15 aprile
      Stati secessionisti dopo il 15 aprile
      Stati in cui si permetteva la schiavitù, ma che non si sono separati.
      Stati dell'Unione dove la schiavitù è stata messa al bando.
      Territori sotto il controllo dell'Union Army

### Minacce di secessione
Subito dopo la vittoria di Lincoln, gli Stati schiavisti del Sud cominciarono a considerare l'ipotesi della secessione; il processo fu avviato dalla Carolina del Sud. L'entrata in carica era prevista a marzo del 1861; nel frattempo era ancora presidente il democratico James Buchanan, piuttosto favorevole alle istanze sudiste. Dichiarò che la secessione era illegale, ma nel contempo sostenne che il governo federale non aveva alcun mezzo per opporsi; Lincoln non aveva alcun ruolo ufficiale, mentre la crisi precipitava. Tuttavia riceveva consigli da ogni parte; molti volevano che Lincoln fornisse rassicurazioni nei riguardi del Sud, dicendo che i loro interessi non sarebbero stati minacciati. Riconoscendo che tali parole contro i diritti degli schiavi gli avrebbero alienato la base repubblicana, e stimando che mostrarsi inflessibili sull'indistruttibilità dell'Unione avrebbe potuto far infiammare i sudisti ancora di più, scelse la politica del silenzio; pensò che senza alcun atto o minaccia concreta, i sudisti fedeli all'Unione sarebbero alfine riusciti a riportare i loro Stati nell'Unione. Raccogliendo il suggerimento di un mercante del Sud, Lincoln fece un appello indiretto agli Stati del Sud, fornendo all'amico senatore Lyman Trumbull elementi da inserire in un suo discorso pubblico. I Repubblicani elogiarono il discorso di Trumbull, i Democratici lo attaccarono.
A dicembre sia la Camera che il Senato formarono comitati speciali per affrontare la crisi incombente. Lincoln dichiarò a diversi parlamentari che vi era ancora lo spazio per negoziare su alcune questioni, come quella della riconsegna degli schiavi fuggitivi, della schiavitù a Washington e del commercio interno di schiavi. Tuttavia chiarì che si opponeva inevitabilmente a qualsiasi cosa che avrebbe permesso l'espansione della schiavitù in qualsiasi altro nuovo Stato o territorio. Il 6 dicembre scrisse al membro del Congresso William Kellogg, della commissione della Camera: "non intraprendere alcuna proposta per un compromesso sull'estensione della schiavitù. Nell'istante in cui tu lo facessi, ci avrebbero nuovamente sottomessi, tutta la nostra fatica andrebbe sprecata e prima o poi dovrebbe essere ricominciata. Douglas sicuramente tenterà di reintrodurre la sua "sovranità popolare". Rifiutala totalmente. Lo strappo deve arrivare ed è meglio accada adesso anziché dopo".

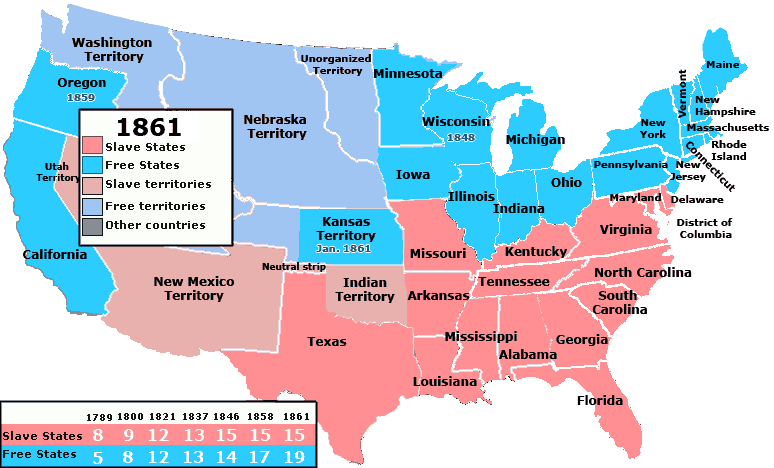
Con l'ammissione del territorio del Kansas nel gennaio del 1861 vi erano 19 Stati liberi e 15 schiavisti.

Verso la metà di dicembre, il senatore del Kentucky John Jordan Crittenden, presidente della commissione senatoriale, propose un pacchetto di sei emendamenti costituzionali (noti come "compromesso Crittenden"); questi avrebbero garantito il mantenimento della schiavitù nei territori federali a Sud del 36°30′ parallelo, mentre l'avrebbero proibita nei territori a Nord ed inoltre i nuovi Stati avrebbero deciso lo status da adottare all'interno delle loro frontiere non appena proclamati. Al Congresso sarebbe stato impedito di abolire la schiavitù in qualsiasi Stato o distretto (compresa Washington) e di interferire nel commercio interno degli schiavi. Nonostante le pressioni di Seward e Weed, Lincoln rigettò il compromesso. Sempre contrario all'espansione della schiavitù nei nuovi territori, in privato invitò i senatori repubblicani ad opporsi al compromesso, che così non fu approvato dal Congresso.

### La crisi si aggrava
(Raimondo Luraghi, Storia della guerra civile americana, BUR, 1994, Vol. I, p. 191.)
Lincoln credette che le minacce del Sud non sarebbero state seguite da azioni e che la crisi si sarebbe disinnescata col trascorrere del tempo, come già era accaduto nel 1820 e nel 1850. Ma i sudisti erano estremamente preoccupati dalla sua elezione e dall'impegno contro la schiavitù. Il 20 dicembre la Carolina del Sud votò un'ordinanza di secessione e nell'arco dei quaranta giorni seguenti altri sei Stati la seguirono: Mississippi, Alabama, Louisiana, Florida, Texas e Virginia. 
A febbraio vennero creati gli Stati Confederati d'America; come presidente provvisorio fu eletto Jefferson Davis. Malgrado ciò, l'Arkansas, la Carolina del Nord, il Tennessee, la Virginia, il Delaware, il Maryland, il Kentucky e il Missouri ancora schiavisti rimasero parte dell'Unione.

Nel febbraio 1861 vennero compiuti i due ultimi sforzi politici nel tentativo di preservare l'Unione. Il primo fu compiuto da un gruppo di 131 delegati di ventuno Stati (tra cui sei ex ministri, 19 ex governatori, 14 ex senatori, 50 ex deputati, 12 giudici della Corte suprema e un ex presidente, John Tyler) che tennero una "Conferenza di pace" presso l'Hotel Willard a Washington. La Conferenza adottò e presentò al Congresso una proposta di emendamento costituzionale in sette punti, del tutto simile al precedente "compromesso Crittenden"; venne respinta dal Senato e non fu mai esaminata dalla Camera. Il secondo tentativo fu la proposta di un emendamento costituzionale per cui i singoli Stati sarebbero stati protetti sia dalle decisioni del Congresso sia da eventuali futuri emendamenti costituzionali; conosciuto comunemente come "emendamento Corwin" (dal nome dell'autore Thomas Corwin), ebbe l'approvazione del Congresso e inviata ai parlamenti statali per la ratifica; ma non ne venne fissato un termine temporale per cui non fu mai approvato.

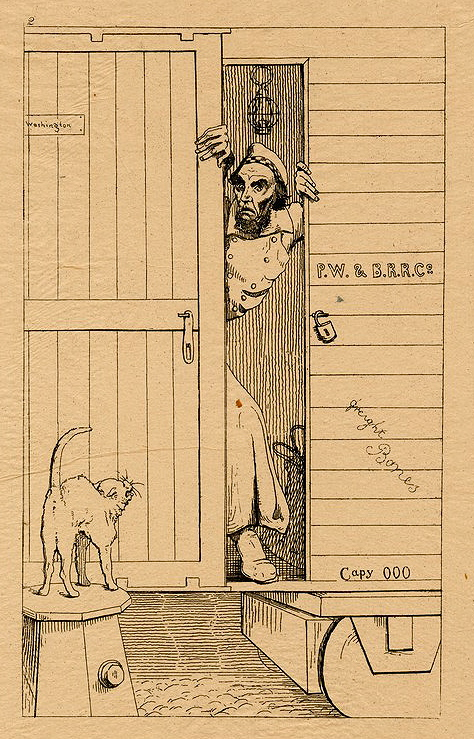
"Passaggio attraverso Baltimora". Il presidente eletto Lincoln ritratto ignominiosamente in una vignetta satirica per essersi nascosto in un vagone bestiame travestito da donna. Vignetta di Adalbert J. Volck, 1863.

### Arrivo a Washington

Gli occhialini indossati dalle guardie del corpo di Lincoln durante il suo viaggio in treno attraverso Baltimora. Manufatto nella collezione del museo National Park Service al Ford's Theatre National Historic Site di Washington. Foto di Carol M. Highsmith.

L'11 febbraio Lincoln salì su un treno speciale che nel corso delle successive due settimane lo avrebbe condotto a Washington; nel corso del viaggio parlò diverse volte al giorno. Mentre i suoi discorsi rimasero per lo più estemporanei, il loro messaggio fu coerente: non aveva alcuna intenzione ostile nei confronti del Sud, ma la secessione non era accettabile e intendeva far applicare le leggi.
Numerose voci circolarono durante il viaggio su un complotto per uccidere Lincoln. Samuel Felton, presidente della "Philadelphia, Wilmington and Baltimore Railroad", assunse il detective Allan Pinkerton per investigare sui rapporti secondo cui i secessionisti avrebbero potuto tentare di sabotare la linea ferroviaria lungo il tragitto. Nel condurre la sua indagine, Pinkerton ottenne informazioni indicanti un possibile attentato alla vita del presidente; sarebbe stato realizzato a Baltimora. Secondo le fonti, quando Lincoln fosse giunto in città una banda di uomini armati avrebbe deviato l'attenzione della polizia locale, dando agli assassini designati un'occasione per ucciderlo. A causa di ciò, il programma del viaggio venne modificato, le strade carrozzabili fatte chiudere al traffico e i fili telegrafici tagliati, il tutto per accrescere la sicurezza del presidente. Vestito con un lungo cappotto da donna, una grande sciarpa avvolta stretta al viso e un berretto di lana calcato sul capo, attraversò Baltimora assieme agli accompagnatori alle tre del mattino del 23 febbraio. Giunse in sicurezza nella capitale poche ore dopo. L'arrivo senza preavviso, in contrasto col programma pubblicato, e l'abbigliamento non convenzionale portò i suoi avversari e i vignettisti satirici ad accusarlo di essere in privato dedito al travestitismo. Lincoln incontrò Buchanan e i leader del Congresso poco dopo; lavorò anche per completare la composizione del suo governo, incontrando i senatori repubblicani per avere il loro parere.

## Primo insediamento
(Ralph Waldo Emerson.)
Consapevole che il suo discorso inaugurale sarebbe stato ascoltato in un'atmosfera ricolma di paure e ansietà e nel bel mezzo di un paesaggio politico quanto mai instabile, Lincoln cercò l'aiuto di colleghi e amici mentre lo preparava. Tra coloro a cui richiese un consiglio vi fu Orville Hickman Browning, che lo portò a cancellare alcune frasi ritenute troppo aggressive (compresa quella che diceva "è mio preciso intento di recuperare le proprietà federali e i luoghi che sono stati perduti"); chiese anche all'ex rivale nonché segretario di Stato designato William H. Seward di rivederlo.
Seward esercitò tutta la sua revisione presentando a Lincoln un'analisi di sei pagine in cui offriva 49 proposte di modifica; il presidente eletto ne inserì 27 nel progetto finale.

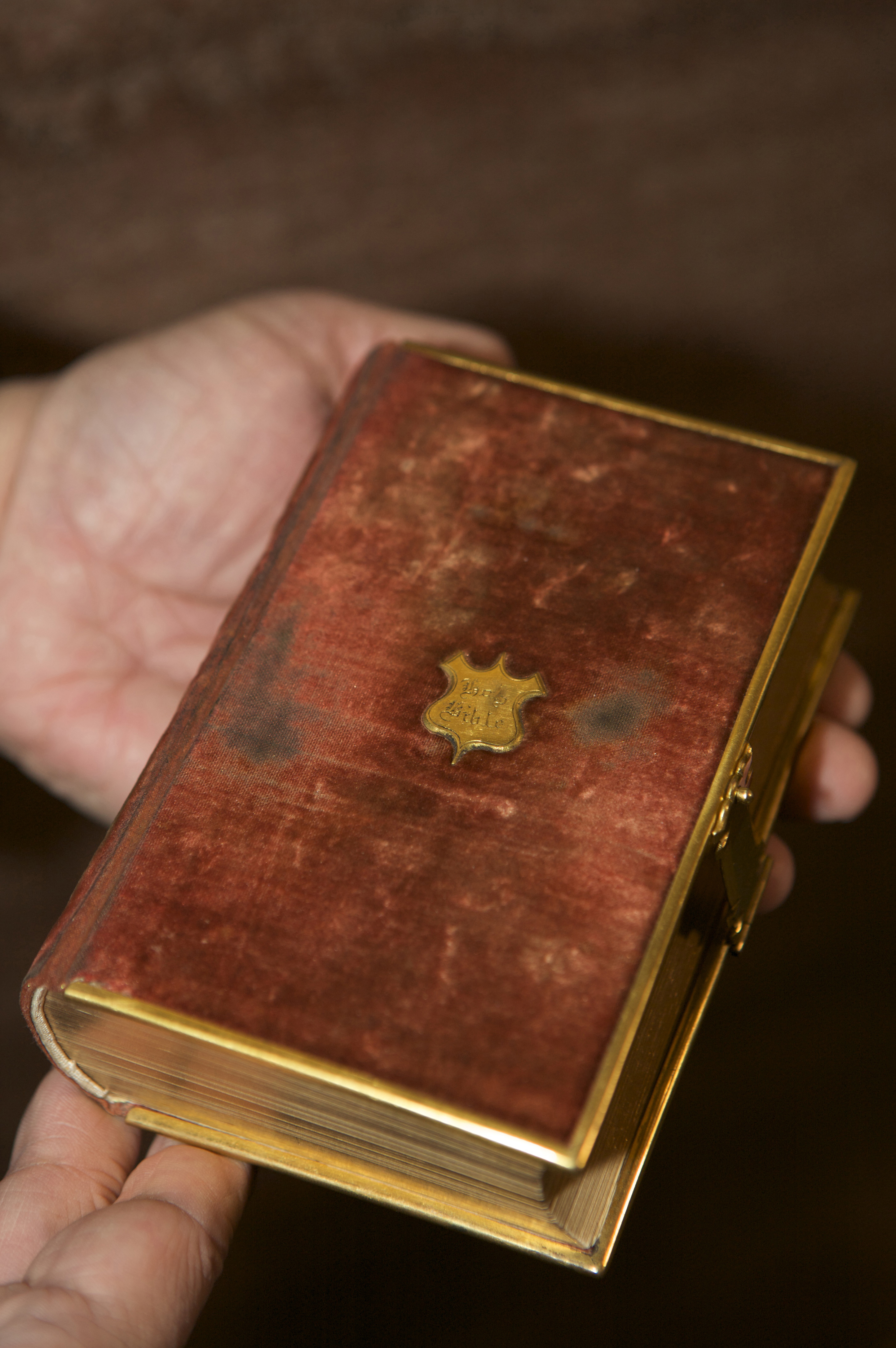
La Bibbia di Lincoln su cui prestò giuramento solenne il neopresidente; sarebbe stata utilizzata anche da Barack Obama e Donald Trump.

La prima cerimonia d'insediamento presidenziale avvenne il 4 marzo 1861 nel portico est del Campidoglio (Washington). Il presidente della Corte suprema Roger Brooke Taney presiedette al giuramento d'ufficio.

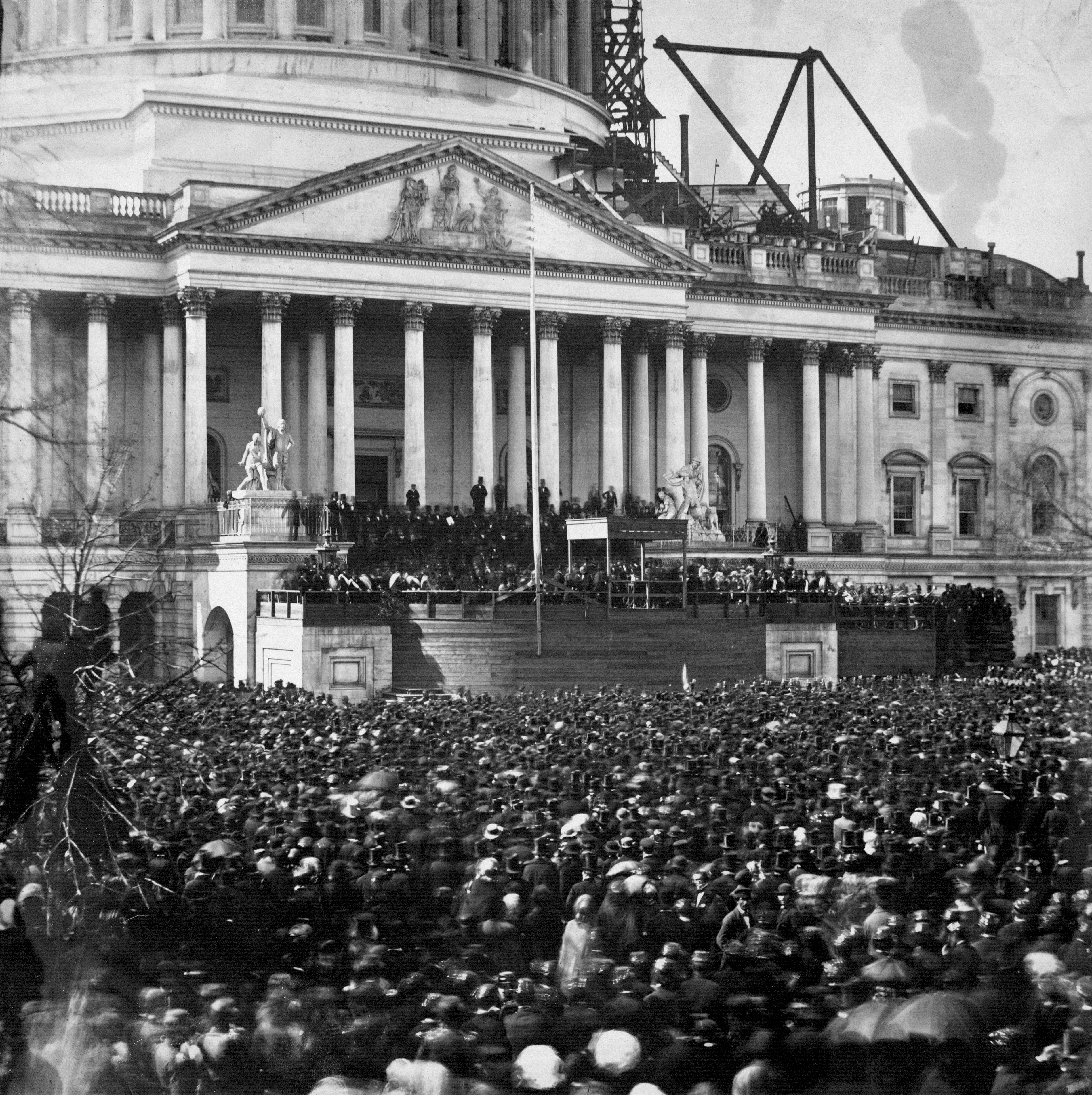
La cerimonia d'insediamento di fronte al Campidoglio.

Prima di prestare il giuramento Lincoln pronunziò il discorso inaugurale. Iniziò tentando di rassicurare il Sud che non aveva alcuna intenzione o autorità costituzionale di interferire con la schiavitù negli Stati ove questa già esisteva. Promise inoltre di far rispettare la Fugitive Slave Law e parlò favorevolmente di un emendamento costituzionale in via di definizione che avrebbe preservato la pratica schiavista in quegli Stati in cui attualmente esisteva. Assicurò anche gli Stati che si erano già separati che non sarebbero stati aggrediti senza provocazione. Dopo queste dovute assicurazioni tuttavia dichiarò anche che la secessione era "l'essenza dell'anarchia" e che era il suo primo dovere quello di "reclamare, mantenere, occupare e possedere le proprietà appartenenti di diritto al governo".
Concentrandosi su coloro che nel Sud erano ancora indecisi sulla scelta secessionista, Lincoln mise in contrapposizione "quelli che in una zona o in un'altra cercano di distruggere l'Unione così come esiste attualmente" con "coloro che amano davvero l'Unione". Nei suoi commenti conclusivi si rivolse direttamente ai secessionisti e ribadì la propria convinzione sul fatto che nessuno Stato poteva separarsi dall'Unione per decisione propria; sottolineò l'impegno morale che intendeva "conservare, proteggere e difendere" le leggi della propria terra. Concluse indirizzando un messaggio fermo ma conciliante:
L'appello accorato rimase inascoltato. Poco più di un mese dopo i cannoni sudisti sottoposero a bombardamento Fort Sumter e la bandiera degli Stati Uniti d'America fu sostituita dalla bandiera degli Stati Confederati d'America: la battaglia di Fort Sumter sarebbe stata l'aggressione che avrebbe imposto al presidente di reagire.
Partiti politici
  Repubblicano
  National Union Party
| Presidente                     |  | Abraham Lincoln         | 1861 - 1865 |  |  |
| Vicepresidente                 |  | Hannibal Hamlin         | 1861 - 1865 |  |  |
| Vicepresidente                 |  | Andrew Johnson          | 1865        |  |  |
|                                |  |                         |             |  |  |
| Segretario di Stato            |  | William H. Seward       | 1861 - 1865 |  |  |
| Segretario al tesoro           |  | Salmon Portland Chase   | 1861 – 1864 |  |  |
| Segretario al tesoro           |  | William P. Fessenden    | 1864 – 1865 |  |  |
| Segretario al tesoro           |  | Hugh McCulloch          | 1865        |  |  |
| Segretario alla Guerra         |  | Simon Cameron           | 1861 – 1862 |  |  |
| Segretario alla Guerra         |  | Edwin McMasters Stanton | 1862 - 1865 |  |  |
| Procuratore generale           |  | Edward Bates            | 1861 – 1864 |  |  |
| Procuratore generale           |  | James Speed             | 1864 - 1865 |  |  |
| Direttore generale delle poste |  | Montgomery Blair        | 1861 - 1864 |  |  |
| Direttore generale delle poste |  | William Dennison        | 1864 – 1865 |  |  |
| Segretario alla Marina         |  | Gideon Welles           | 1861 - 1865 |  |  |
| Segretario degli Interni       |  | Caleb Blood Smith       | 1861 – 1862 |  |  |
| Segretario degli Interni       |  | John Palmer Usher       | 1863 - 1865 |  |  |

## Amministrazione
Gli avvenimenti salienti della presidenza Lincoln furono i seguenti:
1861
- adozione della bandiera degli Stati Confederati d'America;
- battaglia di Fort Sumter, che diede l'avvio alla guerra di secessione americana;
- proclamazione della secessione da parte della Virginia;
- sospensione dell'Habeas corpus;
- proclamazione della secessione da parte del Tennessee;
- proclamazione di Richmond come capitale degli Stati Confederati d'America;
- proclamazione di neutralità da parte del Kentucky, che durò fino a quando le forze Confederate non entrarono nello Stato;
- proclamazione della secessione da parte della Carolina del Nord;
- morte di Stephen A. Douglas;
- prima battaglia di Bull Run;
- abolizione della flagellazione quale punizione militare da parte dell'Union Army;
- battaglia di Wilson's Creek;
- elezione ufficiale di Jefferson Davis a presidente confederato;
- battaglia di Mount Zion Church;

1862
- battaglia di Hampton Roads, prima delle operazioni navali nella guerra di secessione americana;
- annullamento della Fugitive Slave Law da parte dell'Unione;
- campagna peninsulare;
- battaglia di Shiloh;
- battaglia di New Orleans;
- morte dello scrittore Henry David Thoreau;
- battaglia di Memphis;
- campagna del Nuovo Messico;
- campagna della Virginia settentrionale;
- campagna del Kentucky;
- guerra di Piccolo Corvo;
- campagna del Maryland;
- battaglia di Antietam;
- annuncio del proclama di emancipazione
- campagna di Manassas
- invenzione della mitragliatrice Gatling da parte di Richard Jordan Gatling;
- battaglia di Fredericksburg;
- campagna di Vicksburg;

1863
- inizio dei lavori di costruzione della First Transcontinental Railroad;
- campagna di Tullahoma;
- battaglia di Chancellorsville;
- fondazione dell'Università statale del Kansas;
- organizzazione del territorio dell'Arizona;
- organizzazione del territorio dell'Idaho;
- assedio di Vicksburg;
- campagna di Gettysburg;
- ammissione della Virginia Occidentale nell'Unione;
- campagna di Knoxville;
- discorso di Gettysburg;
- campagna di Bristoe;
- campagna di Mine Run;
- campagna di Chattanooga;

1864
- inizio della lunga marcia dei Navajo;
- campagna della Valle dello Shenandoah (1864);
- campagna del Red River;
- battaglia di Cold Harbor;
- istituzione del cimitero nazionale di Arlington;
- campagna terrestre;
- campagna di Bermuda Hundred;
- campagna di Franklin-Nashville;
- battaglia della baia di Mobile;
- campagna di Atlanta;
- ammissione del Nevada nell'Unione;
- morte del Presidente della Corte Suprema Roger Brooke Taney;
- rielezione di Abraham Lincoln alle elezioni presidenziali del 1864;
- marcia verso il mare di Sherman;
- massacro di Sand Creek;
- battaglia di Nashville;

1865
- campagna delle Caroline;
- assedio di Petersburg;
- battaglia di Five Forks;
- campagna di Appomattox;
- assassinio di Abraham Lincoln.

Lincoln dette inizio al processo di costruzione del proprio gabinetto presidenziale la notte stessa delle elezioni, tra il 6 e il 7 novembre; cercò di evitare ogni defezione del Partito, pose un'attenzione particolare al bilanciamento tra ex Whig ed ex democratici. Il futuro governo avrebbe incluso tutti i suoi principali rivali alla Convention. Non ricusò dal circondarsi di uomini dalle opinioni forti, neppure da quelli la cui esperienza sembrava superiore alla sua. Verso la fine di novembre ebbe un incontro con il vicepresidente eletto Hamlin, col senatore Lyman Trumbull e con l'editore dell'Ohio Donn Piatt per discutere le selezioni da effettuare.

Uno dei tirapugni di ottone in dotazione delle guardie del corpo di Lincoln durante il suo viaggio in treno attraverso Baltimora. Collezione museale "National Park Service" al "Ford's Theatre National Historic Site" di Washington. Foto di Carol M. Highsmith.

### Gabinetto ministeriale
La carica più alta era quella di segretario di Stato; era una tradizione consolidata quella di offrirla al leader più noto e popolare del Partito vincente, che nel 1861 era Seward. A metà dicembre Hamlin, a nome dello stesso Lincoln, gli offrì quella posizione. Egli però fu lento nell'accettazione formale, riflettendoci per più di due settimane. Seward era rimasto profondamente deluso dalla sua sconfitta alla Convention del 1860. Nel giro di due anni, Seward sarebbe però divenuto una delle figure principali del governo di Lincoln, anche se la sua tiepidezza sull'abolizione della schiavitù e altre questioni gli fece perdere il sostegno di molti repubblicani. Nonostante pressioni dei leader repubblicani al Congresso per rimuovere Seward, Lincoln lo mantenne per tutta la durata della sua presidenza.
La scelta per il segretario del Tesoro cadde su Salmon P. Chase, senatore dell'Ohio e principale rivale politico di Seward. Chase era un esponente dell'ala radicale dei Repubblicani, che voleva l'abolizione della schiavitù il prima possibile. Seward, come altri, si oppose alla scelta di Chase pensando che evitare di avere un radicale al governo avrebbe potuto essere interpretato come un tentativo di pacificazione con il Sud. Avrebbe quindi condotto la propria personale lotta contro Chase fino al momento dell'insediamento. Durante la presidenza di Lincoln, Chase avrebbe ripetutamente minacciato di dimettersi per rispettare le proprie convinzioni; Lincoln alla fine nel 1864 lo sorprese accogliendole. Fu sostituito da William P. Fessenden, un altro radicale; quando questi, a malincuore, entrò in carica l'economia degli Stati Uniti d'America si trovava in una situazione di gravissima difficoltà. L'anziano Fessenden si dimise dopo solo otto mesi. Fu a sua volta rimpiazzato da Hugh McCulloch.
La scelta più problematica fu però quella di Simon Cameron in qualità di segretario alla Guerra; egli era uno dei dirigenti pubblici maggiormente influenti e cruciali nella politica statale della Pennsylvania, ma veniva anche sospettato di essere uno dei più corrotti. Si dovette scontrare con la fazione guidata dal neoeletto governatore della Pennsylvania Andrew Gregg Curtin e dal presidente del Partito Alexander Kelly McClure i quali inviarono a Lincoln una lunga lettera per protestare congiuntamente contro tale nomina. Ancora il 3 gennaio 1861 il presidente dovette incontrare con i due esponenti. In occasione della giornata d'inaugurazione tuttavia le diverse fazioni concorrenti compresero che era importante per gli interessi commerciali l'ingresso nel gabinetto di "un po' di Pennsylvania"; Cameron poté dunque entrare ufficialmente in carica. Lo storico William Gienapp crede che la scelta finale per quella posizione assai critica fu un chiaro indicatore del fatto che Lincoln non prevedeva lo scoppio della guerra. Pensando che Cameron non era più in grado di gestire il dipartimento, il presidente lo rimosse nel gennaio 1862, nominandolo ambasciatore presso l'impero russo; venne sostituito da Edwin Stanton, un democratico convintamente unionista che si era spostato verso la fazione dei repubblicani radicali. Tuttavia lavorò più spesso e più strettamente con Lincoln rispetto a qualsiasi altro alto dirigente.
Il neopresidente discusse con Weed anche la possibilità di nominare un sudista. A dicembre incontrò Edward Bates del Missouri; questi, un ex conservatore Whig, era stato uno dei rivali di Lincoln per la nomination. Accettò l'offerta fattagli e divenne procuratore generale. Bates dichiarò di aver rifiutato la medesima carica inviatagli da Millard Fillmore nel 1850, ma che la gravità degli eventi presenti lo costringeva ad accettare; si sarebbe dimesso nel 1864 dopo diversi disaccordi sorti col presidente, culminati nel risentimento per non essere stato eletto alla Corte suprema. Fu sostituito da James Speed, fratello maggiore dell'intimo amico di Lincoln Joshua Fry Speed.
Il presidente propose poi Montgomery Blair del Maryland per la posizione di direttore delle Poste; egli proveniva da una famiglia politica di spicco. Il padre, Francis Preston Blair, era stato uno stretto e influente consulente di Andrew Jackson. Lincoln ritenne che l'aggiunta di Blair avrebbe potuto contribuire a mantenere nell'Unione gli Stati di confine; tuttavia si attirò le antipatie di una buona parte di Stati del Nord. Considerandolo un peso politico, Lincoln gli chiese di dimettersi nel 1864 per far posto a William Dennison.
Il presidente incaricò poi Hamlin di trovare qualcuno originario della Nuova Inghilterra; questi gli raccomandò Gideon Welles del Connecticut, già esponente della cosiddetta democrazia jacksoniana che aveva lavorato nel dipartimento della Marina nel corso della presidenza di James Knox Polk. Gli altri repubblicani influenti concordarono e Welles fu eletto segretario alla Marina; mantenne l'incarico anche dopo l'assassinio del presidente.
Caleb Blood Smith dell'Indiana era un ex Whig che rappresentava lo stesso tipo di elettorato medio-occidentale di Lincoln. Subì critiche per alcune delle sue attività nelle ferrovie; fu accusato di essere un doppiogiochista, mettendo in serio dubbio la sua capacità intellettuale per una posizione governativa di alto livello. Tra coloro che sostennero Smith vi furono Seward e il consigliere personale del presidente David Davis. Alla fine la scelta di Smith per il segretariato degli Interni dovette molto agli sforzi da lui compiuti durante la campagna elettorale e all'amicizia personale che lo legava a Lincoln. Smith sarebbe stato in carica per meno di due anni prima di dimettersi a causa di problemi di salute; fu sostituito da John Palmer Usher.

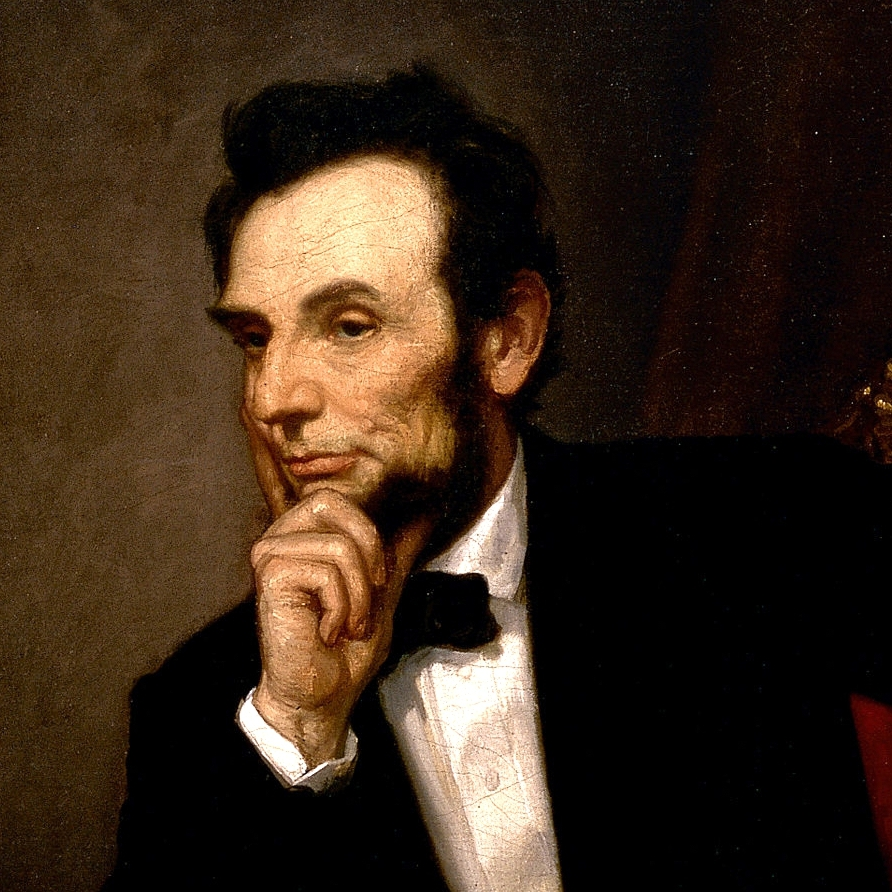
Primo piano del ritratto ufficiale del presidente, dipinto di George Peter Alexander Healy.

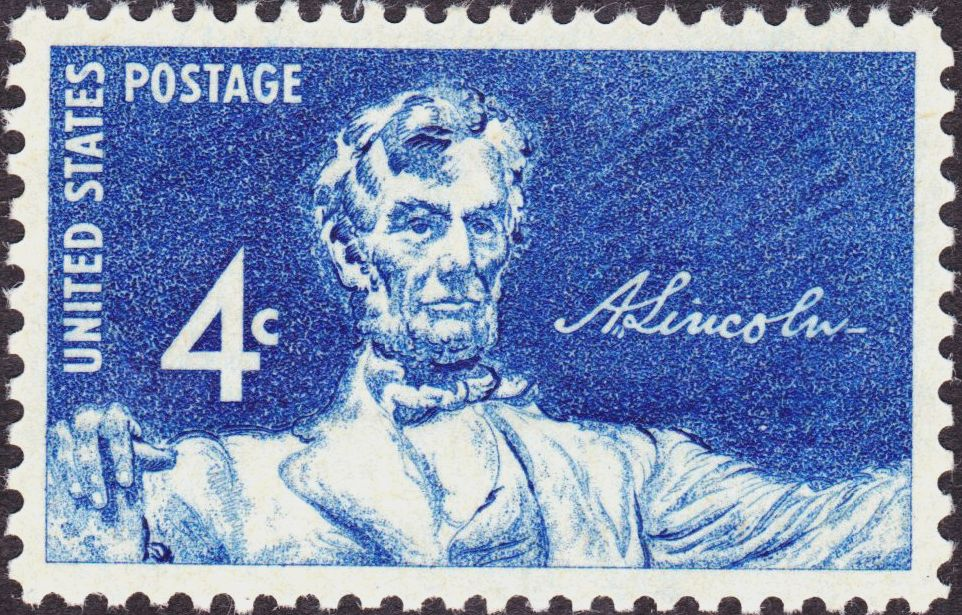
Francobollo commemorativo del 1959.

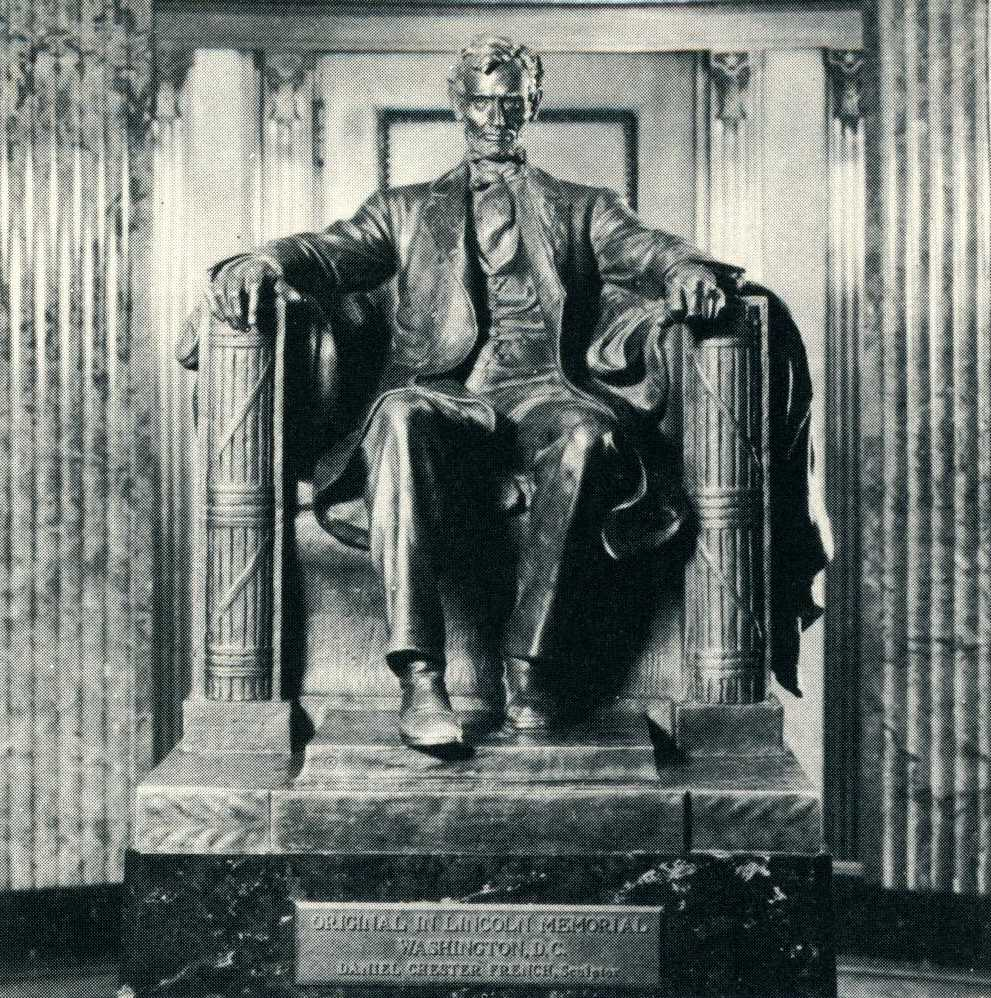
Statua del presidente posta all'ingresso della tomba Lincoln, riproduzione della statua colossale di French.

### Nomine giuridiche
La filosofia dichiarata da Lincoln per le nomine alle cariche giuridiche fu che "non possiamo domandare ad un uomo quale sia la sua volontà e se egli dovesse rispondere dovremmo disprezzarlo per questo, perciò dobbiamo prendere un uomo le cui opinioni sono già note". Effettuò cinque nomine per la Corte suprema nel corso del proprio mandato. Giudici associati della Corte suprema degli Stati Uniti d'America:
| Nome                  | Seggio                 | Stato      | Inizio servizio attivo | Termine servizio attivo |
| Salmon Portland Chase | Presidente della Corte | Ohio       | 6 dicembre 1864        | 7 maggio 1873           |
| David Davis           | 8°                     | Illinois   | 17 ottobre 1862        | 4 marzo 1877            |
| Stephen Johnson Field | 9°                     | California | 10 marzo 1863          | 1º dicembre 1897        |
| Samuel Freeman Miller | 3°                     | Iowa       | 16 luglio 1862         | 13 ottobre 1890         |
| Noah Haynes Swayne    | 6°                     | Ohio       | 24 gennaio 1862        | 24 gennaio 1881         |

- N. H. Swayne in sostituzione di John McLean, nominato il 21 gennaio 1862 e confermato dal Senato il 24 seguente.
- S. F. Miller per sostituire Peter Vivian Daniel, nominato il 16 luglio 1862 e confermato dal Senato lo stesso giorno.
- D. Davis in sostituzione di John Archibald Campbell, ad interim dal 17 ottobre 1862; formalmente nominato solo il 1º dicembre del 1862, confermato dal Senato l'8 seguente.
- S. J. Field in un posto di recente creazione, nominato il 6 marzo 1863 e confermato dal Senato il 10 seguente.
- S. P. Chase in sostituzione di Roger Brooke Taney, nominato il 6 dicembre 1864 e confermato dal Senato lo stesso giorno.

Lincoln nominò anche 27 giudici nei tribunali distrettuali, mentre non ne nominò nessuno in quelli circoscrizionali.
| Nome                      | Corte                                                        | Inizio servizio attivo | Termine servizio attivo       |
| Alexander White Baldwin   | Nebraska                                                     | 11 marzo 1865          | 14 novembre 1869              |
| Bland Ballard             | Kentucky                                                     | 16 ottobre 1861        | 29 luglio 1879                |
| Charles Linnaeus Benedict | New York Orientale                                           | 9 marzo 1865           | 1º gennaio 1897               |
| Thomas Jefferson Boynton  | Florida Meridionale                                          | 19 ottobre 1863        | 1º gennaio 1870               |
| Jonathan Russell Bullock  | Rhode Island                                                 | 11 febbraio 1865       | 15 settembre 1869             |
| Richard Busteed           | Alabama Settentrionale Alabama Centrale Alabama Meridionale  | 17 novembre 1863       | 20 ottobre 1874               |
| Henry Clay Caldwell       | Arkansas Orientale Arkansas Occidentale                      | 20 giugno 1864         | 13 marzo 1890 3 marzo 1871    |
| David Kellogg Carter      | Distretto di Columbia                                        | 11 marzo 1863          | 16 aprile 1887                |
| Mark W. Delahay           | Kansas                                                       | 6 ottobre 1863         | 12 dicembre 1873              |
| Edward Henry Durell       | Louisiana Orientale                                          | 20 maggio 1863         | 4 dicembre 1874               |
| Richard Stockton Field    | New Jersey                                                   | 14 gennaio 1863        | 25 aprile 1870                |
| George Purnell Fisher     | Distretto di Columbia                                        | 11 marzo 1863          | 1º maggio 1870                |
| Philip Fraser             | Florida Settentrionale                                       | 17 luglio 1862         | 26 luglio 1876                |
| Fletcher Mathews Haight   | California Meridionale                                       | 5 agosto 1861          | 23 febbraio 1866              |
| John Jay Jackson Jr.      | Virginia Occidentale                                         | 3 agosto 1861          | 15 marzo 1905                 |
| Arnold Krekel             | Missouri Occidentale                                         | 9 marzo 1865           | 9 giugno 1888                 |
| George Washington Lane    | Alabama Settentrionale Alabama Centrale Alabama Meridionale  | 28 marzo 1861          | 12 novembre 1863              |
| John Lowell               | Montana                                                      | 11 marzo 1865          | 9 gennaio 1879                |
| David McDonald            | Indiana                                                      | 13 dicembre 1864       | 25 agosto 1869                |
| Abram Baldwin Olin        | Distretto di Columbia                                        | 11 marzo 1863          | 13 gennaio 1879               |
| Caleb Blood Smith         | Indiana                                                      | 22 dicembre 1862       | 7 gennaio 1864                |
| Connally Findlay Trigg    | Tennessee Orientale Tennessee Centrale Tennessee Occidentale | 17 luglio 1862         | 25 aprile 1880 14 giugno 1878 |
| John Curtiss Underwood    | Virginia Orientale                                           | 27 marzo 1863          | 7 dicembre 1873               |
| Albert Smith White        | Indiana                                                      | 18 gennaio 1864        | 4 settembre 1864              |
| Archibald Williams        | Kansas                                                       | 12 marzo 1861          | 21 settembre 1863             |
| Solomon Lewis Withey      | Michigan Occidentale                                         | 11 marzo 1863          | 25 aprile 1886                |
| Andrew Wylie              | Distretto di Columbia                                        | 18 marzo 1863          | 1º maggio 1885                |

### Nuove agenzie federali
Tra le agenzie federali istituite o che iniziarono ad operare durante la presidenza di Lincoln ci sono:
- United States Government Publishing Office (23 giugno 1860).
- Dipartimento dell'Agricoltura (15 maggio 1862).
- Commissioner of Internal Revenue (1º luglio 1862).
- Bureau of Engraving and Printing (11 luglio 1862)
- Office of the Comptroller of the Currency (25 febbraio 1863).
- Freedmen's Bureau (3 marzo 1865).

### Emendamenti costituzionali
Il 31 gennaio 1865 il Congresso riunito in sede congiunta approvò un emendamento alla Costituzione che abolì definitivamente la schiavitù e la "servitù involontaria", ad eccezione della forma assunta come punizione per un reato, e lo presentò ai parlamenti dei singoli Stati per la ratifica. L'emendamento fu ratificato il 6 dicembre 1865, diventando il XIII emendamento.

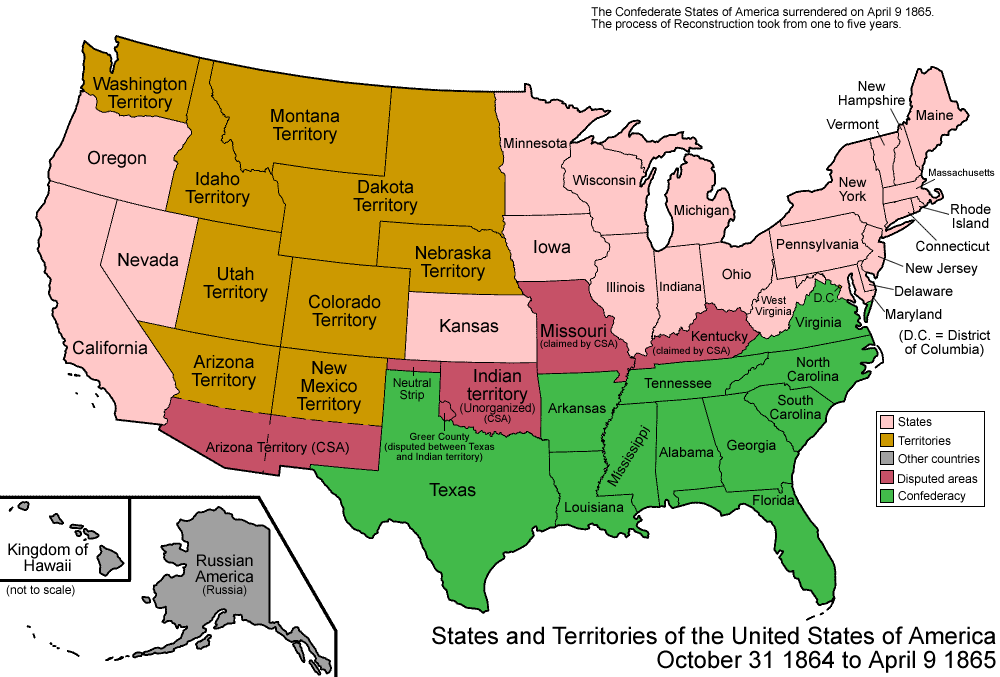
La situazione degli Stati Uniti d'America nell'ottobre del 1864, dopo l'ammissione del Nevada. In rosa l'Unione, in verde gli Stati Confederati d'America, in marrone i territori non ancora organizzati, in rosso le zone rivendicate dai Confederati, tra cui il Kentucky e il Missouri.

### Nuovi Stati ammessi nell'Unione
Due nuovi Stati federati furono ammessi nell'Unione, mentre Lincoln era in carica

La bandiera degli Stati Uniti d'America a 35 stelle inaugurata nel 1863.

- Virginia Occidentale - Dal 20 giugno 1863[88] in qualità di 35º Stato federato.

Nel giugno 1861 si riunirono delegati da diverse contee occidentali della Virginia e formarono il cosiddetto "Governo rinnovato della Virginia", proponendosi come il governo legittimo. Durante l'anno seguente, la popolazione della Virginia occidentale votò per separarsi dalla Virginia, e fu scritta la Costituzione del nuovo Stato. Nonostante l'opposizione di alcuni ministri, che avevano dubbi sulla costituzionalità, Lincoln decise di appoggiare l'azione degli unionisti della Virginia dell'ovest e firmò una legge che l'ammetteva nell'Unione. Qualche anno dopo, nel 1871, con la sua sentenza Virginia contro West Virginia la Corte suprema affermò implicitamente che le contee che avevano abbandonato la Virginia secessionista godevano della base di consenso popolare sufficiente per diventare uno Stato separato. La Virginia Occidentale è uno dei tre Stati che si sono creati a seguito dell'uscita da Stati esistenti (gli altri sono il Kentucky e il Maine).
- Nevada - Dal 31 ottobre 1864[92] in qualità di 36º Stato federato.

Il Congresso approvò la legge che autorizzava il territorio del Nevada a formare un governo statale nel marzo del 1864; una legge simile venne approvata anche per il territorio del Colorado e per il territorio del Nebraska. La Convenzione costituzionale del Nebraska votò contro la creazione di uno Stato, mentre gli elettori del Colorado respinsero la costituzione statale proposta, quindi solo il Nevada poté diventare uno degli Stati federati degli Stati Uniti d'America durante la presidenza di Lincoln.

## Guerra civile

Fort Sumter negli anni 1930.

### Attacco a Fort Sumter

#### Antefatti
Poco prima delle elezioni di novembre il comandante generale dell'esercito statunitense Winfield Scott stilò un memorandum per il presidente Buchanan (che venne successivamente portato all'attenzione di Lincoln) in cui avvertì che vi era il pericolo concreto di "sequestro di un certo numero di fortificazioni federali sul fiume Mississippi e sulla costa orientale, incluse le installazioni vulnerabili al porto di Charleston". Scott pertanto raccomandava caldamente che "tutte quelle opere debbano immediatamente essere guarnite in modo da evitare qualsiasi tentativo di cattura con attacchi di sorpresa o colpi di mano ridicoli". Buchanan respinse i suggerimenti di Scott come provocazioni nei confronti del Sud.
Il giorno prima dell'insediamento di Lincoln, Scott scrisse a Seward per suggerire che Fort Sumter venisse abbandonato, intravedendo quattro opzioni possibili per la nuova amministrazione:
- a) un'operazione militare a pieno titolo per sottomettere il Sud;
- b) la veloce approvazione del "compromesso Crittenden" per riconquistare all'Unione gli Stati separati;
- c) la chiusura forzosa dei porti meridionali per farvi giungere navi dal Nord;
- d) concedere ai sette Stati sudisti che avevano dichiarato la secessione di potersene andare in pace.

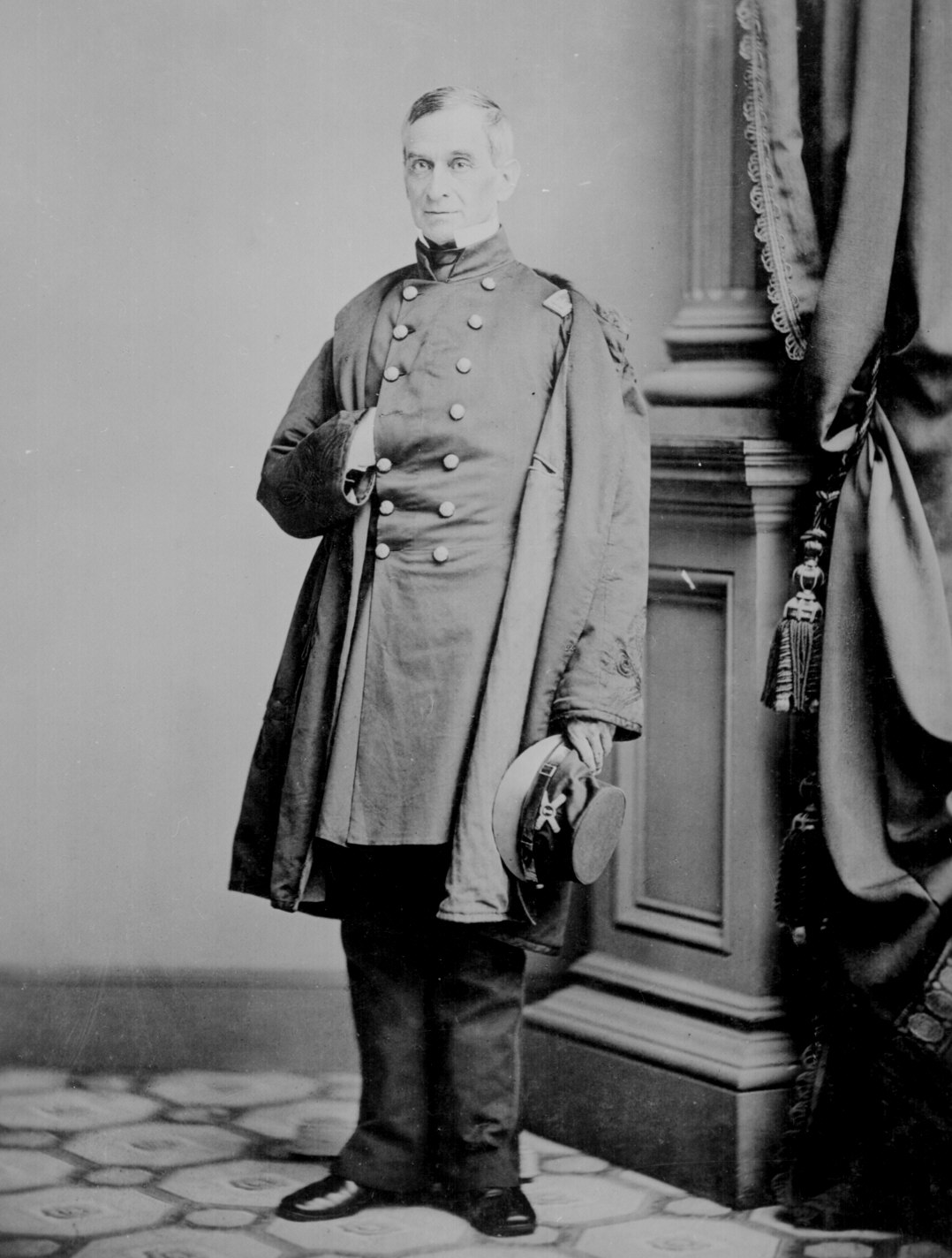
Il maggiore Robert Anderson, comandante della guarnigione di Fort Sumter.

#### Decisione di aiutare il forte
(Robert Anderson.)
Lincoln si concentrò sulla questione più immediata di mantenere o far evacuare il forte. Quando entrò in carica, sette Stati avevano dichiarato la loro secessione, sequestrando tutte le proprietà federali poste all'interno dei propri confini; questo ad eccezione di Fort Sumter, Fort Pickens vicino a Pensacola e due piccole fortificazioni nelle Florida Keys.
Qualsiasi speranza che Lincoln aveva sul poter sfruttare il fattore tempo nella soluzione della crisi si spezzò il primo giorno della sua presidenza, quando lesse una lettera del maggiore Robert Anderson, il comandante di Fort Sumter, che affermava che le sue truppe avrebbero esaurito gli approvvigionamenti in quattro-sei settimane. In una riunione del 7 marzo Scott e Joseph Gilbert Totten, ingegnere capo dell'esercito, dichiararono che rafforzare semplicemente la fortezza non era possibile, anche se Welles ed il suo assistente capo Silas Horton Stringham non si trovarono d'accordo. Scott disse al presidente che per difendere il forte sarebbe stata necessaria una grande flotta, una truppa di 25.000 uomini e diversi mesi di addestramento. Il 13 marzo Montgomery Blair, il ministro più deciso sostenitore della permanenza a Fort Sumter, presentò a Lincoln il cognato Gustavus Fox. Questi presentò un piano per portare al forte aiuto e uomini via mare. Il piano era stato approvato da Scott nel corso dell'ultimo mese della precedente amministrazione, ma Buchanan l'aveva respinto; Scott aveva già informato Lincoln che era oramai troppo tardi per metterlo in esecuzione, ma il presidente si dimostrò invece ricettivo nei confronti della proposta. Il progetto fu discusso in una riunione di governo e il 15 marzo il presidente chiese a ciascun ministro di fornire una risposta scritta alla domanda: "supponendo che sia ancora possibile rifornire Fort Sumter, sotto ogni circostanza, è saggio tentarlo?"" Solo Blair diede la sua approvazione incondizionata al piano. Non venne raggiunta alcuna decisione vincolante, anche se Lincoln confidò ad almeno un parlamentare che se si fosse trovato nelle condizioni di dover cedere Sumter, tenere in mano Fort Pickens avrebbe allora ancor più assunto uno specifico significato simbolico.

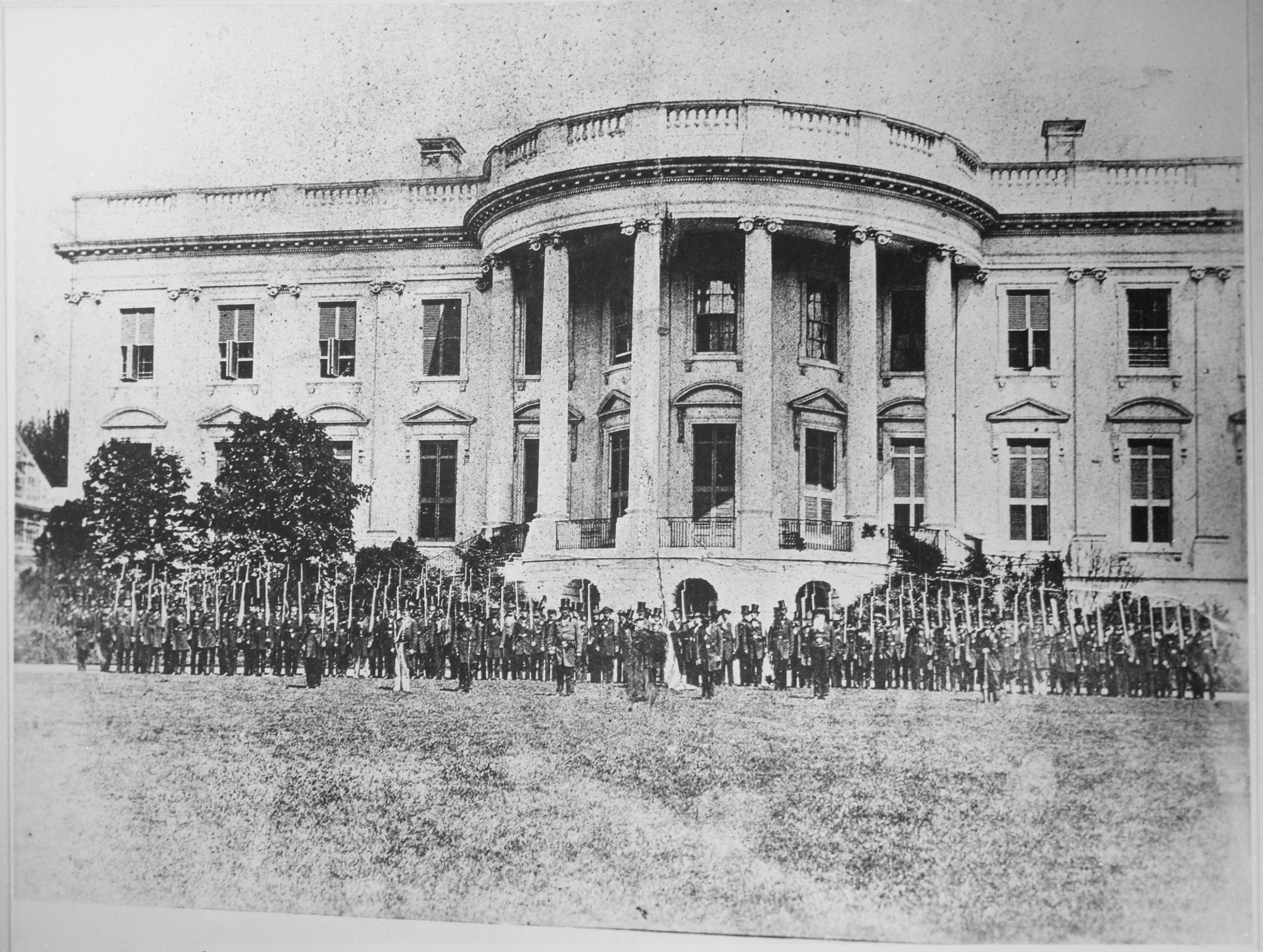
Il battaglione di Cassius Marcellus Clay (il "cane da guardia del presidente") posto a presidio della Casa Bianca nell'aprile del 1861.

Nel frattempo Lincoln inviò personalmente Fox a Charleston per parlare con Anderson e valutare la situazione. Inviò anche gli amici dell'Illinois Stephen Augustus Hurlbut e Ward Hill Lamon alla stessa città in una missione separata di ricognizione; le raccomandazioni di ritorno furono che il rafforzamento militare risultava necessario, dal momento che i secessionisti si mostravano aggressivi e minacciavano il forte, e del tutto fattibile (nonostante i dubbi in proposito di Anderson).
Il 28 marzo però Scott raccomando che sia Pickens sia Sumter venissero invece abbandonati, basando quest'ultima decisione su basi politiche più che militari. Il giorno seguente un Lincoln profondamente agitato presentò la proposta di Scott al governo; Blair, Welles e Chase chiesero congiuntamente di inviare al più presto i rinforzi; Bates non prese posizione; Cameron non era presente; mentre Seward e Smith si opposero ai rifornimenti. Più tardi nella giornata il presidente diede a Fox l'ordine d'iniziare a raggruppare uno squadrone da mandare a rinforzo del forte.

#### Resa del forte
La partenza effettiva dello squadrone venne resa subito più complessa dalla difficili comunicazioni tra Lincoln, Welles, Seward e gli uomini che stavano ultimando i preparativi della spedizione; i mezzi necessari furono diretti erroneamente in una missione separata verso Fort Pickens. Il 6 aprile, con la guarnigione pronta alla partenza, Lincoln inviò il cancelliere del dipartimento di Stato Robert S. Chew ad incontrare il governatore della Carolina del Sud Francis Wilkinson Pickens per recapitargli una dichiarazione che lo informava del prossimo arrivo della spedizione.

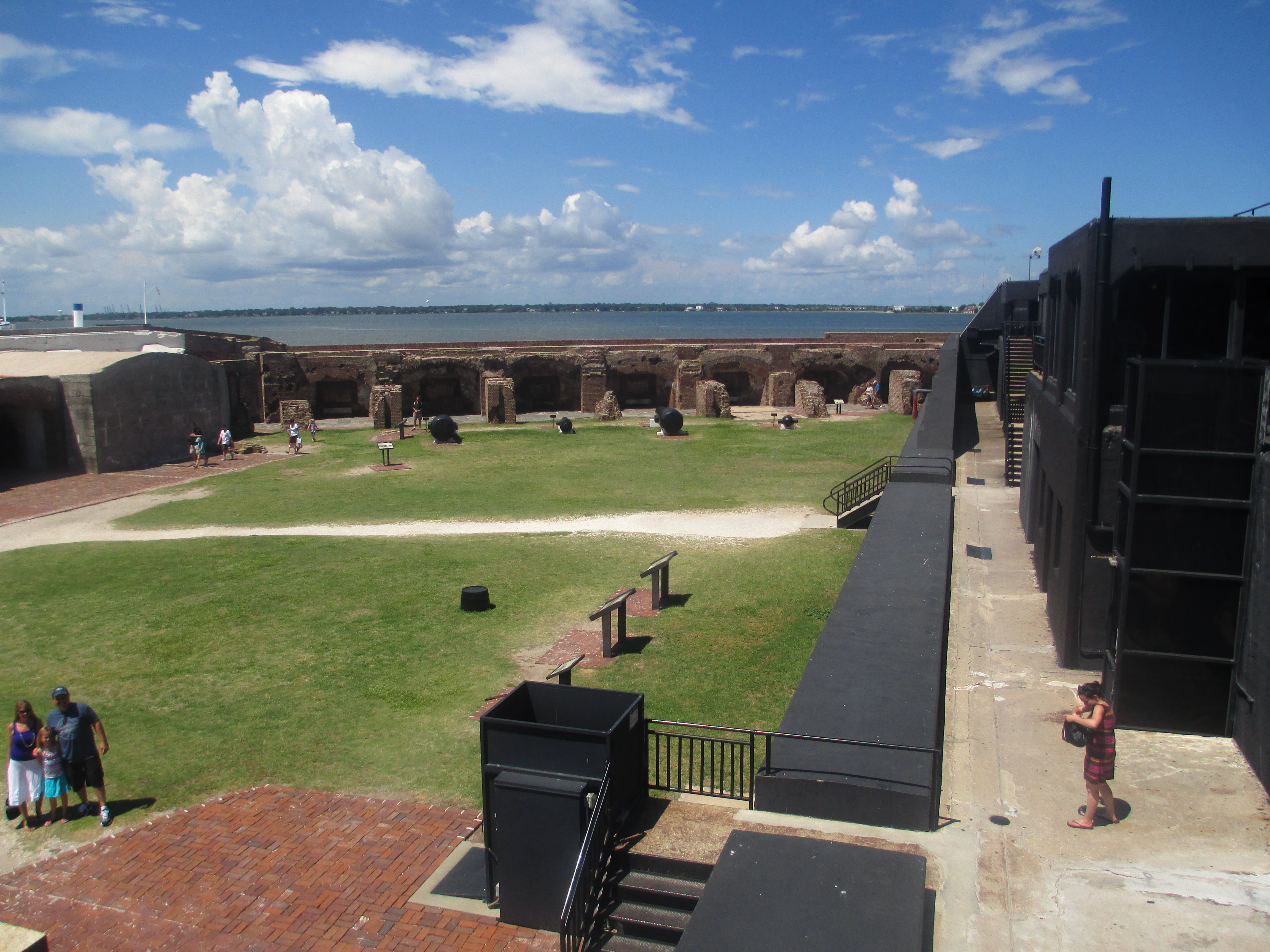
Interno di Fort Sumter (2012).

Il messaggio fu consegnato l'8 aprile. Le informazioni vennero trasmesse via telegrafo quella stessa notte al presidente confederato Jefferson Davis che si trovava nella capitale secessionista, Richmond. Il governo confederato si era già riunito per discutere sulla crisi e il 10 aprile Davis decise di chiedere ufficialmente la capitolazione del forte e di sottoporlo ad un bombardamento intensivo se la risposta fosse stata negativa. La richiesta fu presentata al maggiore Anderson nel tardo pomeriggio dell'11, fu respinta da questi alle 3:15 della notte seguente e già cinque minuti dopo gli fu consegnata una risposta scritta che annunciava che allo scoccare di un'ora le artiglierie confederate avrebbero aperto il fuoco. Il primo proiettile, scagliato da un grosso mortaio, esplose poco prima delle 4:30: era il primo colpo della guerra civile. Alle 4:45 il forte era già sotto un intenso tiro di cannoni dall'intera rada. Alle 7 il Fort Sumter rispose il fuoco.
(Raimondo Luraghi, Storia della guerra civile americana, BUR, 1994, Vol. I, pp. 222-223.)
L'attacco alla fortezza prese il via il 12 aprile e il forte si arrese il giorno seguente. La spedizione di soccorso inviata dall'Unione giunse troppo tardi per poter intervenire. 

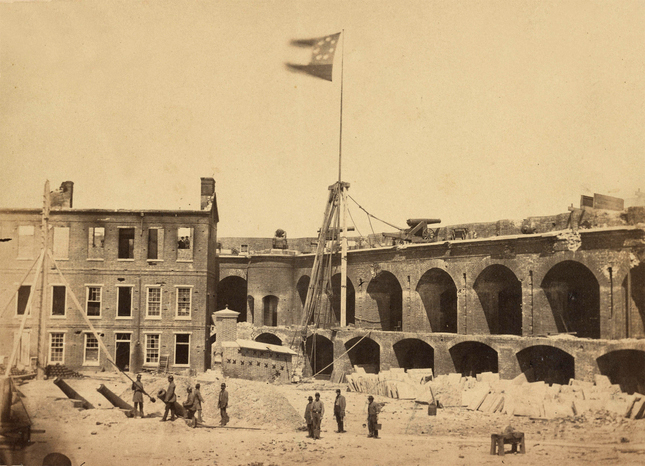
La bandiera degli Stati Confederati d'America sventola all'interno di Fort Sumter dopo la sua occupazione da parte dei sudisti.

Il 15 aprile il presidente con apposito proclama dichiarò l'atto come un'insurrezione e richiese ai governatori 75.000 volontari della milizia per reprimerla.

### Fasi belliche iniziali
La richiesta di Lincoln di formare una forza di 75.000 militari fu accolta dagli Stati settentrionali, gli Stati di confine come il Missouri si rifiutarono di fornire i soldati. Il presidente convocò il Congresso in una sessione speciale che avrebbe dovuto iniziare i lavori a luglio; anche se un Congresso in sessione avrebbe potuto influenzare la sua libertà d'azione, Lincoln ne aveva bisogno per l'autorizzazione allo stanziamento di fondi per poter combattere contro la Confederazione.

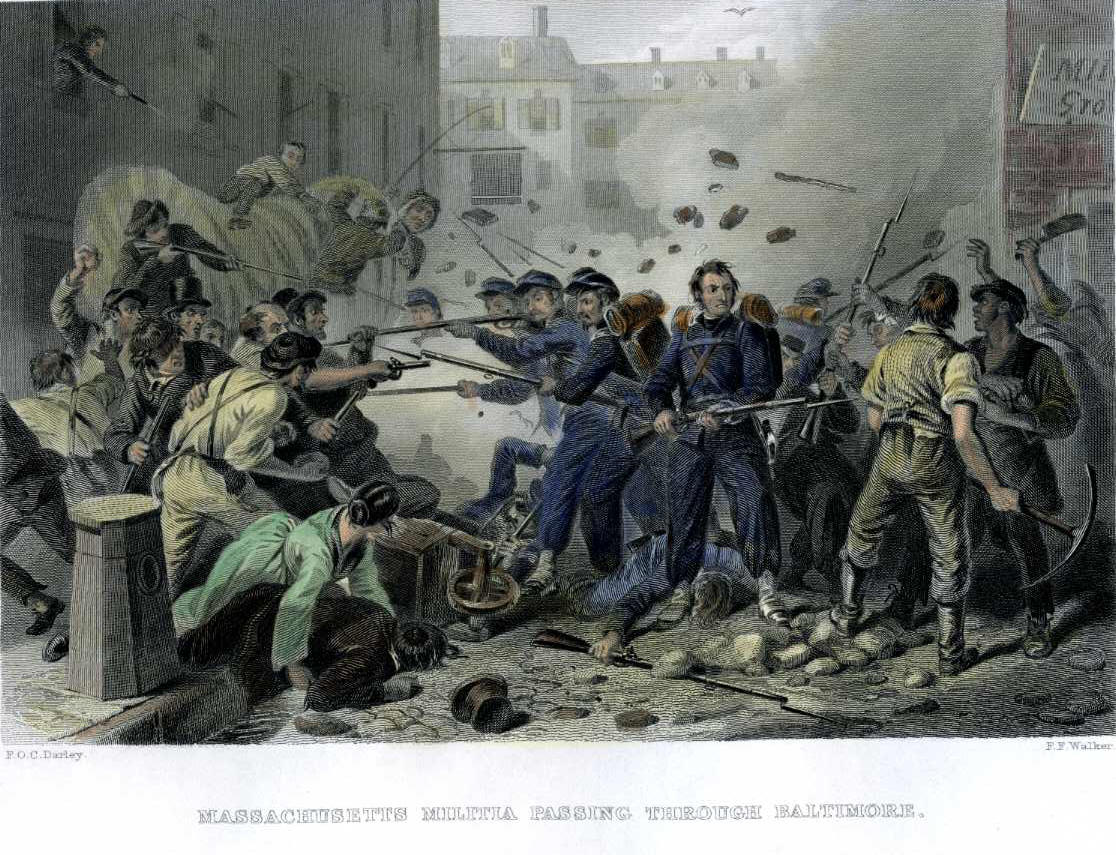
I disordini di Baltimora del 1861.

Su consiglio di Winfield Scott, chiese ad un alleato politico di offrire al generale Robert Edward Lee il comando delle forze unioniste; ma questi scelse alla fine di servire la Confederazione. I soldati dell'Unione presenti negli Stati meridionali si trovarono costretti a bruciare le strutture federali per impedire alle forze sudiste di prenderne il controllo, mentre i sostenitori della Confederazione provocarono disordini a Baltimora.
Per assicurare la sicurezza della capitale, il presidente sospese l'habeas corpus nel Maryland ed ignorò un ordine del tribunale che gli imponeva di liberare un prigioniero detenuto senza equo processo. Mentre Lincoln faticava a mantenere l'ordine pubblico nel Maryland e nelle altre zone di confine, la Virginia, la Carolina del Nord, l'Arkansas e il Tennessee si separarono dall'Unione. La Carolina del Nord fu l'ultimo Stato che si separò, il 20 maggio.

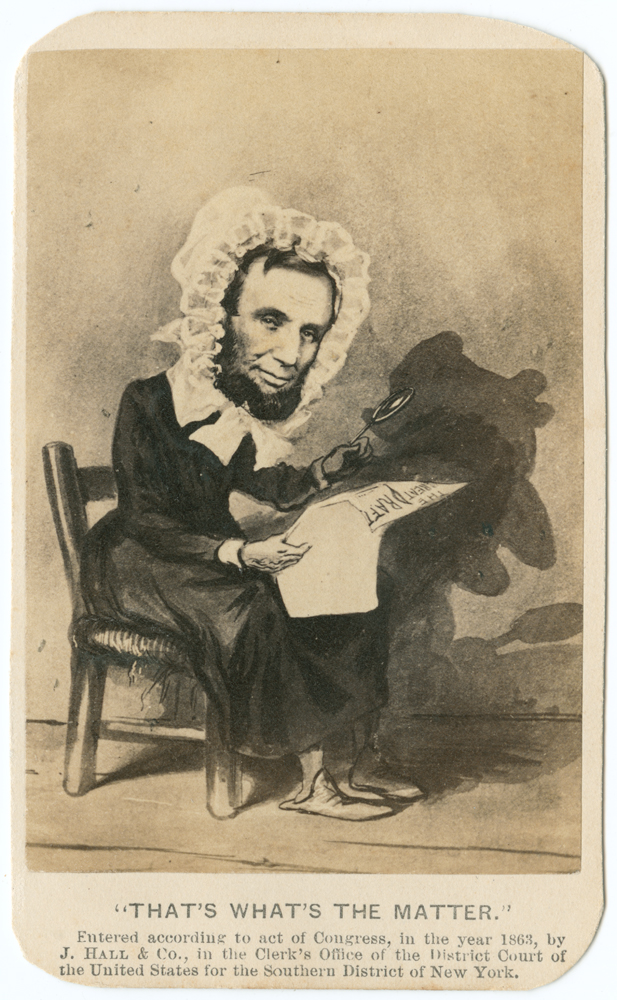
Cartolina satirica del 1863 che ritrae Lincoln abbigliato da donna: "Questa è la sostanza della questione".

Con la secessione effettiva di diversi Stati e il ritiro dei loro parlamentari al Congresso, i Repubblicani poterono godere di ampie maggioranze sia al Senato sia alla Camera. Inoltre gli "War Democrat" come Andrew Johnson fornirono il loro sostegno a molti provvedimenti presi da Lincoln, mentre i democratici copperheads appoggiavano l'immediata pacificazione con la Confederazione.
Fin dal principio risultò essere chiaro che sarebbe stato essenziale la più ampia coalizione politica, sia per il successo nello sforzo bellico sia per qualsiasi altra azione di governo, come ad esempio la nomina dei generali che avrebbe potuto alienargli le fazioni su entrambi i lati dello schieramento (moderati e radicali). Lincoln nominò diversi generali dietro pressioni politiche, per favorire i vari gruppi, ma soprattutto i democratici unionisti rimasti. A luglio il Congresso approvò le proposte di guerra garantendo stanziamenti per l'espansione dell'esercito fino a 500.000 uomini. L'organizzazione delle forze armate si sarebbe rivelata una grossa sfida sia per il presidente che per il dipartimento della Guerra; molti ufficiali di carriera opposero resistenza al controllo politico e le milizie statali tentarono di agire autonomamente. Sapendo che la vittoria sarebbe dipesa dal supporto dei funzionari locali alla mobilitazione, Lincoln utilizzò i poteri di nomina e la sua diplomazia personale per assicurarsi che i leader settentrionali rimanessero impegnati a favore degli sforzi bellici.
Dopo essere riuscito a radunare il Nord contro la secessione il presidente decise di attaccare la capitale confederale situata all'incirca a 100 miglia (circa 160 km) di distanza da Washington. Lincoln rimase deluso dalle condizioni in cui si trovavano i dipartimenti della guerra e della marina; secondo Scott l'esercito aveva bisogno di più tempo per potersi addestrare al meglio, ma il presidente ordinò comunque un'offensiva; poiché l'anziano Scott non era in grado di guidare le truppe in prima persona, il comando andò a Irvin McDowell e con una truppa di 30.000 uomini si diresse verso Sud, dove trovò le forze di Pierre Gustave Toutant de Beauregard.

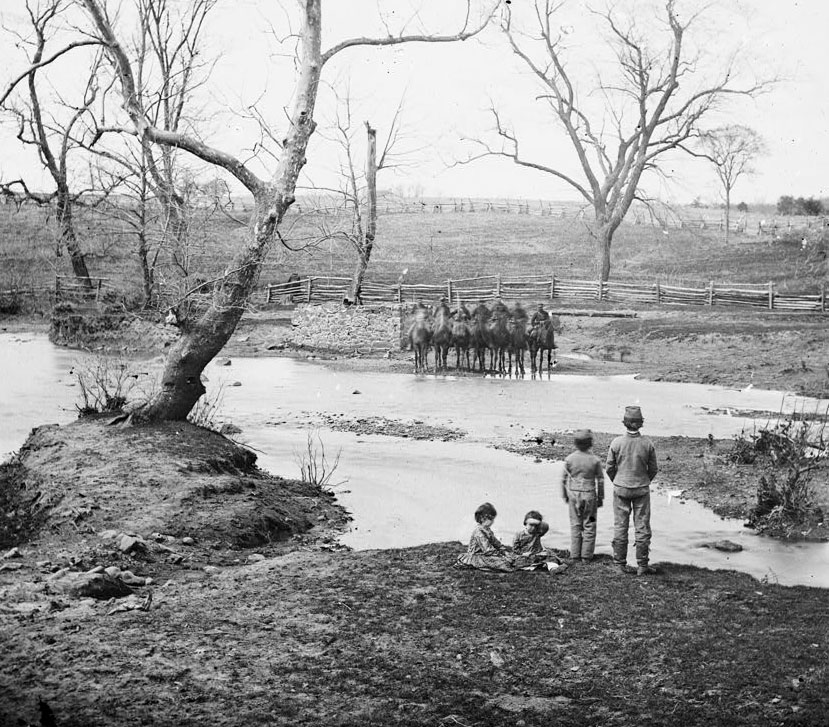
La cavalleria federale sul sito della prima battaglia di Bull Run.

Alla prima battaglia di Bull Run (21 luglio 1861) l'esercito confederato affrontò l'esercito unionista e gli inflisse una dura sconfitta, facendo svanire ogni speranza di una rapida conclusione del conflitto.
A seguito della secessione degli ultimi quattro Stati, dopo l'episodio di Fort Sumter Lincoln era seriamente preoccupato dalla possibilità che gli Stati cuscinetto, cioè Delaware, Maryland, Kentucky e Missouri, potessero a loro volta aderire alla Confederazione. Dei quattro, quello che si trovava in una situazione più favorevole all'Unione era il Delaware, che aveva una popolazione relativamente favorevole all'Unione. A causa della sua posizione il Maryland era uno Stato critico. Lincoln continuò a reprimere i sostenitori della Confederazione presenti nello Stato, ma lo storico Ronald White fa notare la tenacia dimostrata dal presidente nel rifiutarsi di adottare misure più severe; l'elezione a governatore del Maryland dell'unionista Augustus Bradford a novembre assicurò di fatto che il paese avrebbe continuato a far parte dell'Unione. Forse ancor più critico del Maryland era il Kentucky, che forniva l'accesso alle vie fluviali e serviva come porta d'ingresso al Tennessee e a tutto il Midwest. Sperando di evitare di sconvolgere il delicato equilibrio dello Stato, Lincoln ordinò pubblicamente ai leader militari di rispettare minuziosamente la dichiarata neutralità del Kentucky; in silenzio fornì però aiuto ai sostenitori dell'Unione locali.

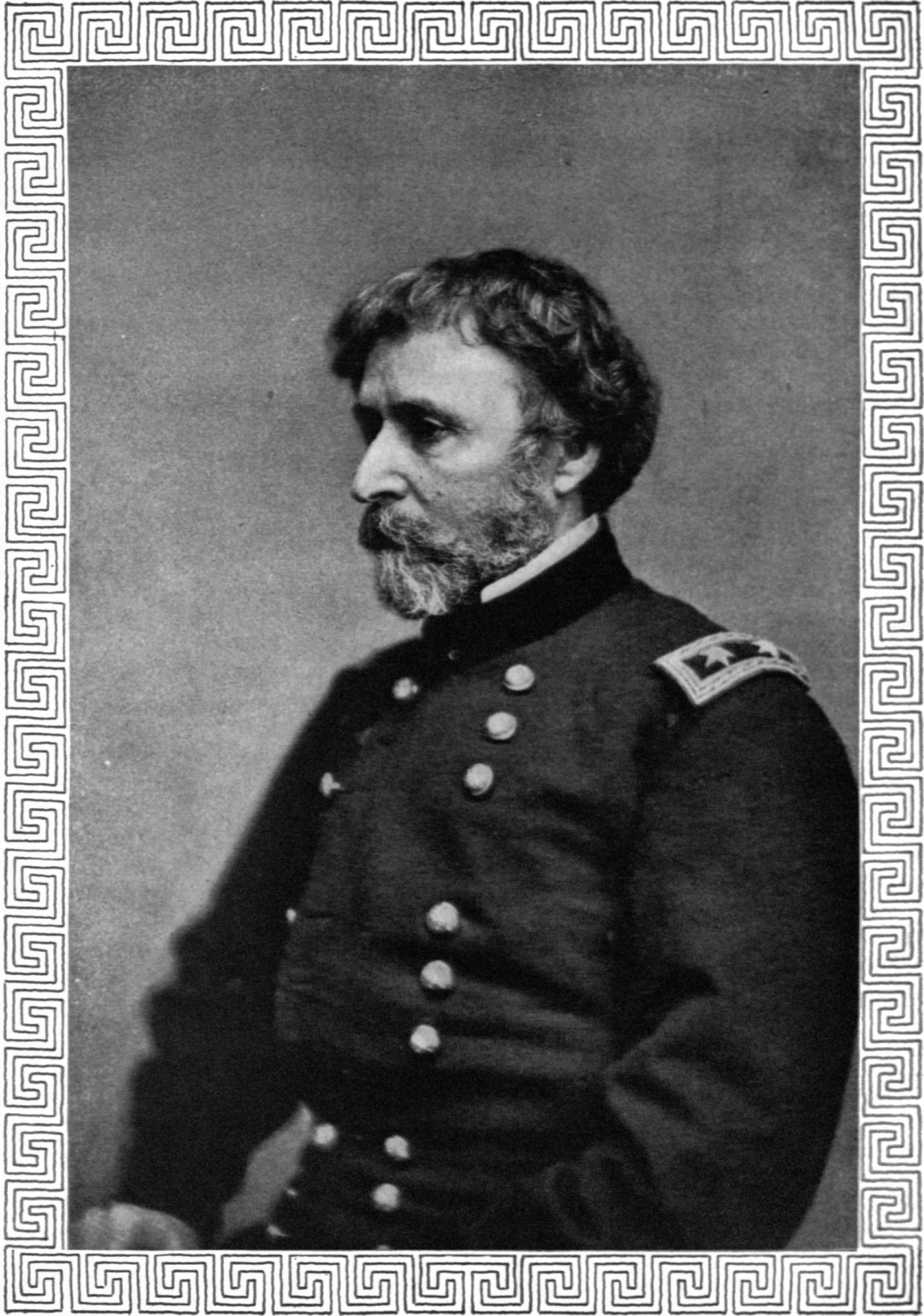
Il generale John Charles Frémont, primo candidato ufficiale del Partito Repubblicano alle elezioni presidenziali del 1856.

I Confederati furono i primi a violare questa neutralità, riuscendo ad affermare il loro controllo sulla città di Columbus, mentre l'Unione rispose catturando l'importante Paducah. Così come il Kentucky, anche il Missouri controllava l'accesso a fiumi strategici, avendo inoltre una grande popolazione di filo-confederati. Lincoln nominò John Charles Frémont per assicurare l'area al controllo unionista, ma il generale finì con l'alienarsi molti per aver dichiarato la legge marziale ed aver rilasciato un proclama che liberava gli schiavi appartenenti ai ribelli. Il presidente dovette rimuovere Frémont dall'incarico e revocare i suoi editti, ma il Missouri rimase lo Stato maggiormente problematico tra quelli di confine.

### Teatro orientale

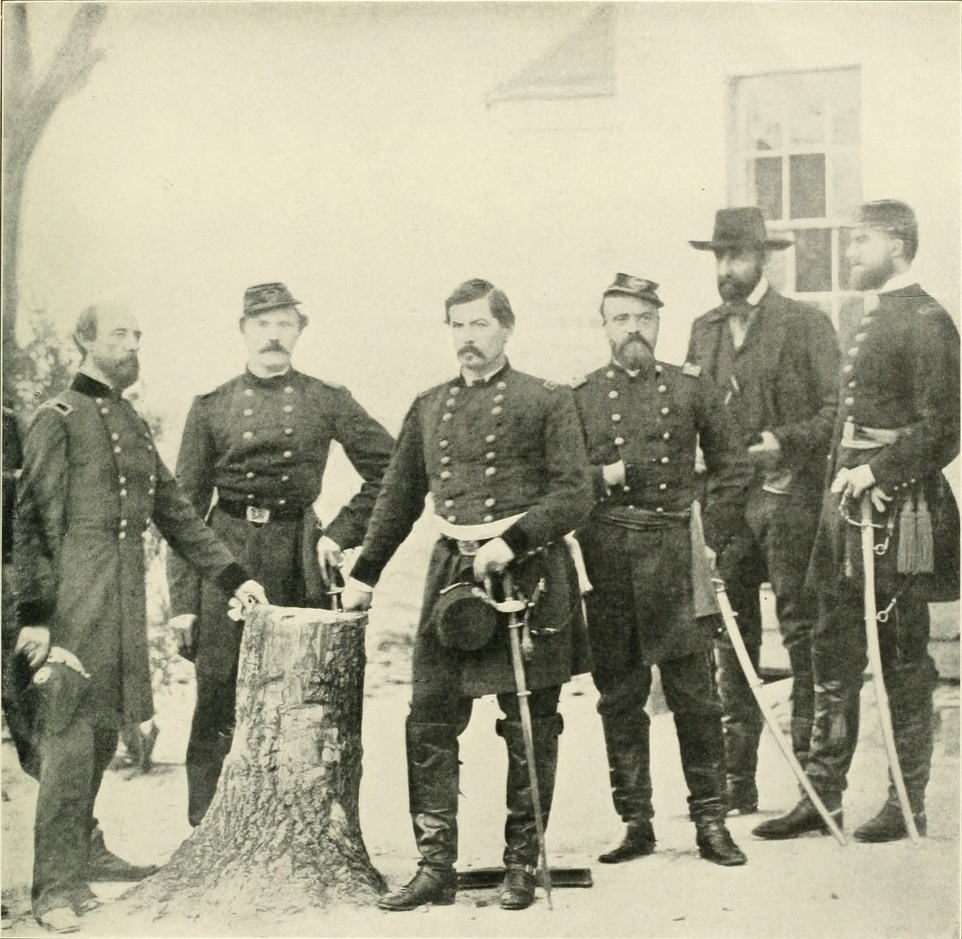
Il generale George McClellan (al centro) assieme a (da sinistra a destra) George Webb Morell, A.V. Colburn, McClellan, Nelson Borman Sweitzer, Francesco d'Orléans (figlio dell'ex re Luigi Filippo di Francia) e, all'estrema destra, il nipote del principe Luigi Filippo Alberto d'Orléans.

#### Campagna peninsulare
Dopo la sconfitta a Bull Run, per sostituire McDowell Lincoln chiamò George McClellan; questi aveva già vinto battaglie minori nella campagna della Virginia Occidentale, cosa che aveva consentito allo Stato unionista di tenere la Conferenza di Wheeling (13-15 maggio) e alla fine dichiarare la sua separazione dalla Virginia. Con il pieno sostegno di Lincoln, McClellan respinse il Piano Anaconda di Scott, proponendo invece una penetrazione nel territorio della Virginia che, secondo lui, avrebbe concluso velocemente la guerra con una grande battaglia campale entro l'estate.
A seguito del ritiro dello stesso Scott alla fine dell'anno, il presidente nominò McClellan comandante generale. McClellan, giovane, diplomato all'accademia militare di West Point, dirigente ferroviario e democratico della Pennsylvania, impiegò diversi mesi per pianificare e iniziare una "campagna peninsulare" (marzo-luglio 1862). L'obiettivo primario avrebbe dovuto essere quello di conquistare velocemente Richmond, spostando l'armata del Potomac in nave nella Virginia Peninsula e poi via terra in direzione della capitale confederata. Ma sia Lincoln che il Congresso iniziarono a mostrare segni di impazienza verso McClellan, anche a causa della sua convinzione che non fossero necessarie truppe per difendere la capitale federale.
Nel gennaio del 1862 Lincoln, esasperato da mesi di completa inattività, ordinò a McClellan di dare il via all'offensiva al massimo entro la fine di febbraio; quando il generale non si decise ancora a partire all'attacco, i membri più impazienti e radicali del Congresso invitarono il presidente a sostituirlo con McDowell o Frémont, ma Lincoln decise di mantenerlo nelle sue funzioni in qualità di capo dell'armata del Potomac, in quanto lo reputava, nonostante tutto, superiore a quei due generali.

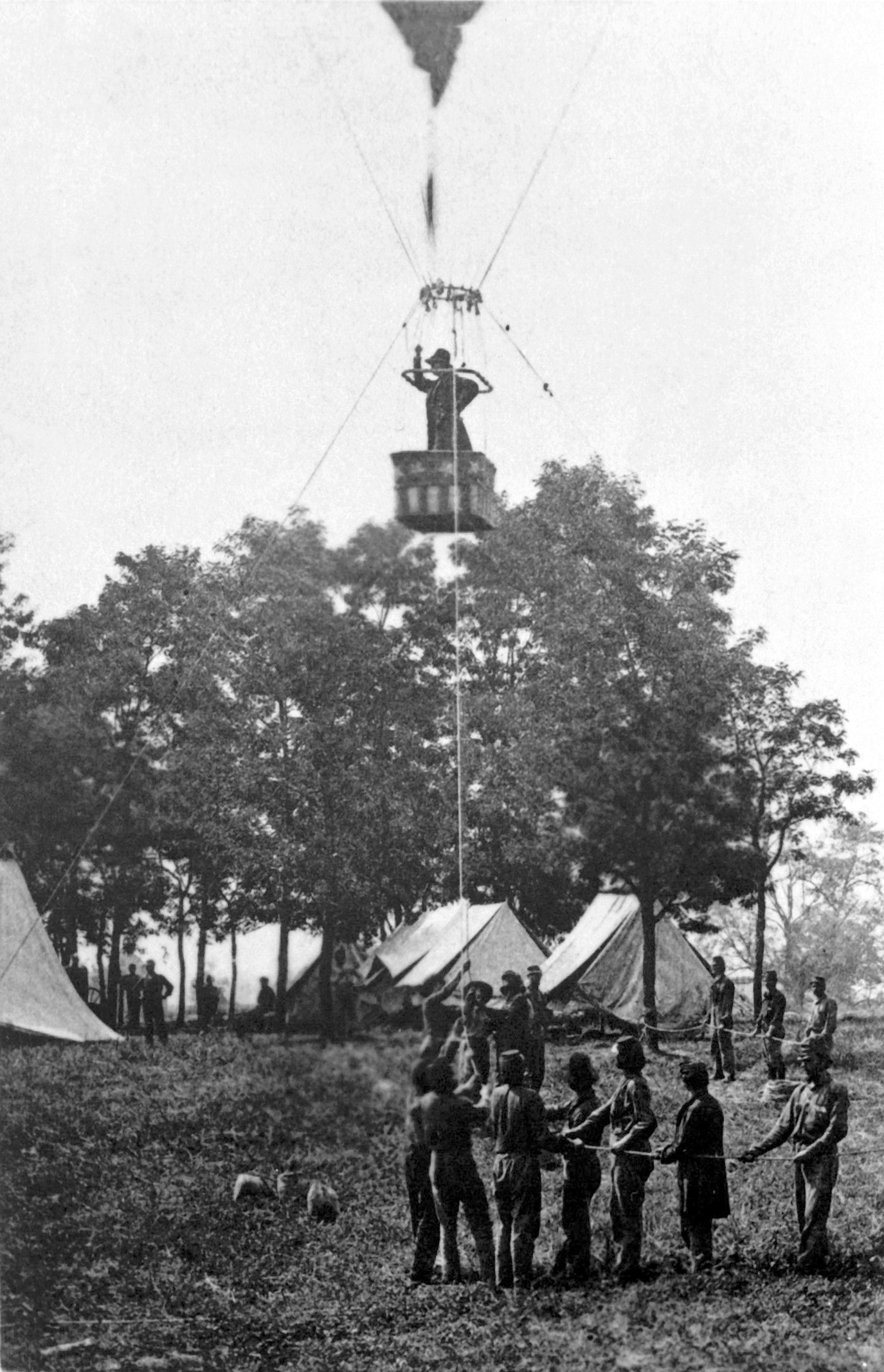
Il professore di meteorologia Thaddeus C. S. Lowe sale con la sua mongolfiera Intrepid per poter osservare meglio dall'alto la battaglia di Seven Pines.

Rimosse tuttavia McClellan da comandante generale a maggio, lasciando così vacante la carica; McClellan si era mosso contro le forze confederate a marzo, mentre alla fine di maggio l'armata del Potomac combatté la sanguinosa ma interlocutoria battaglia di Seven Pines. Al termine di questo scontro Robert Edward Lee assunse il comando delle forze confederate nella Virginia e le guidò alla vittoria nelle battaglie dei Sette Giorni (25 giugno-1º luglio 1862). In tal modo si chiuse la "campagna peninsulare".

#### Seconda Bull Run, Antietam e Fredericksburg
Alla fine di giugno, mentre l'Armata del Potomac stava ancora combattendo la "battaglia dei sette giorni", Lincoln nominò John Pope al comando dell'armata della Virginia appena formata. L'11 luglio il presidente convocò Henry Halleck dal fronte occidentale per fargli assumere il comando dell'Union Army; subito dopo chiese ad Ambrose Burnside di prendere il posto di McClellan ma questi, che era un intimo amico del collega, inizialmente declinò l'incarico.
Le forze di Pope si mossero nuovamente verso sud in direzione di Richmond e alla fine di agosto l'armata della Virginia si scontrò con i confederati nella seconda battaglia di Bull Run (28-30 agosto 1862); il risultato fu un'altra grande sconfitta per l'Unione. Come conseguenza diretta, Lincoln si rivolse nuovamente a McClellan mettendolo alla guida sia dell'armata della Virginia che di quella del Potomac.

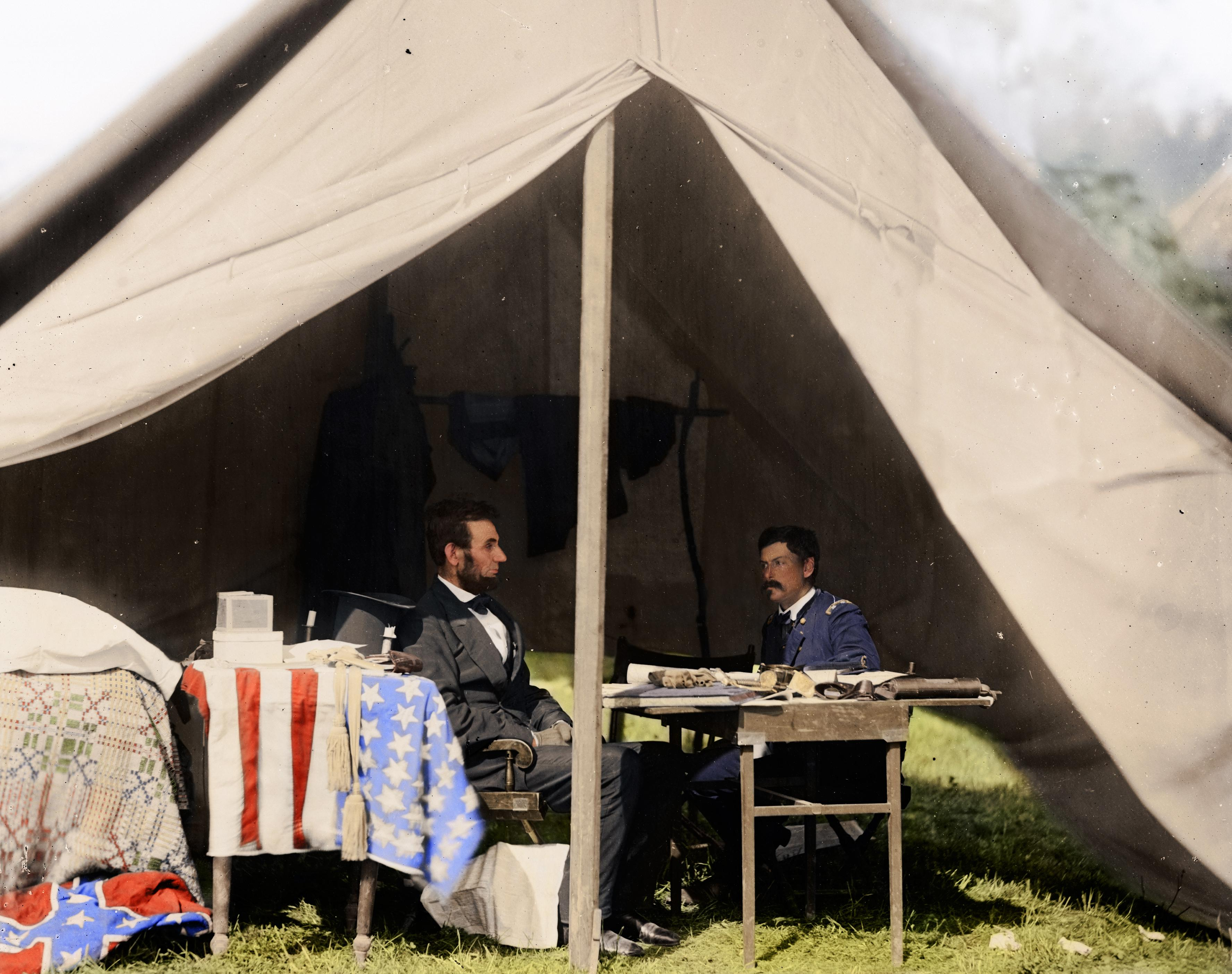
Lincoln, seduto all'interno della tenda da campo di fronte a George McClellan dopo la battaglia di Antietam.

Due giorni dopo il ritorno di McClellan al comando, le forze del generale Lee attraversarono il fiume Potomac portando alla battaglia dell'Antietam del 17 settembre (parte della campagna del Maryland); la conseguente vittoria unionista fu tra le più sanguinose della storia statunitense fino a quel momento, ma permise al presidente di annunciare che avrebbe emesso un proclama di emancipazione effettivo a partire dal 1º gennaio del 1863.

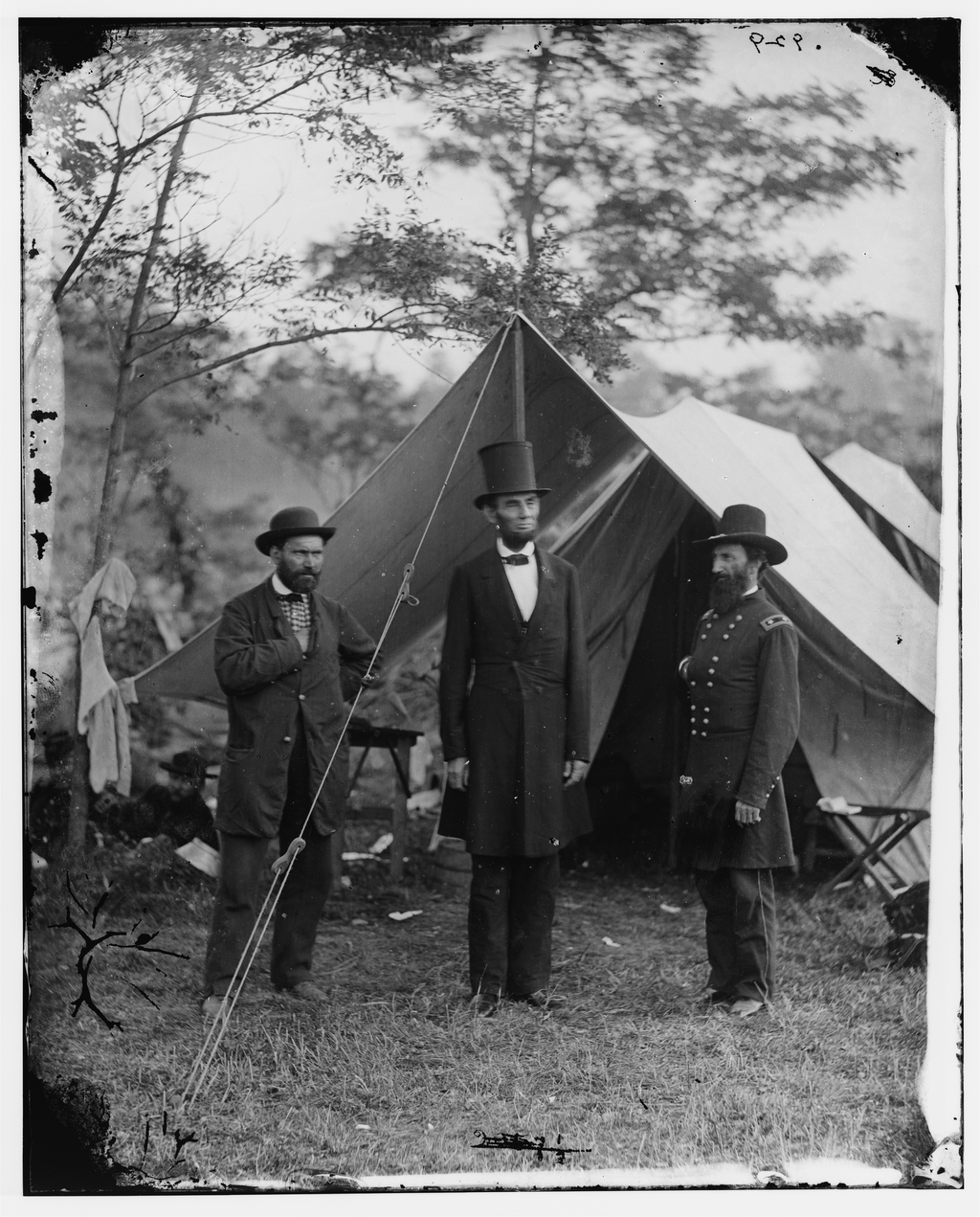
Allan Pinkerton, Lincoln e John Alexander McClernand nelle retrovie del torrente Antietam.

Dopo la battaglia, McClellan resistette alle richieste di Lincoln di inseguire l'esercito di Lee che batteva in ritirata. A seguito delle elezioni a medio termine del 1862, il presidente, decisamente irritato per la continua inattività di McClellan, lo sostituì infine con Burnside. Andando contro l'opinione del presidente, il nuovo comandante lanciò una prematura offensiva nelle immediate vicinanze del fiume Rappahannock; fu spettacolarmente sconfitto da Lee nella battaglia di Fredericksburg (11-15 dicembre). Non solo Burnside fu sconfitto sul campo, ma i suoi soldati mostravano forte malcontento e mancanza di disciplina; per tutto il 1863 vi furono migliaia di disertori, renitenti e insubordinati, ad un ritmo di crescita costante. La sconfitta amplificò inoltre le critiche dei repubblicani più radicali come Lyman Trumbull e Benjamin Wade i quali accusarono Lincoln di aver manovrato male le direttive d'azione, in particolar modo per quanto riguardava la scelta dei generali.

#### Campagna di Gettysburg
Dopo Fredericksburg, Lincoln inizialmente mantenne Burnside al comando, ma nel gennaio del 1863 lo assegnò al fronte occidentale a seguito della "marcia nel fango", un tentativo abortito sul nascere di cominciare una nuova offensiva. Il sostituto di Burnside fu Joseph Hooker, che aveva combattuto in diverse battaglie del fronte occidentale. Con la guerra che si trascinava più del previsto, Lincoln firmò l'Enrollment Act, il quale prevedeva la prima coscrizione della storia statunitense. Il progetto di legge suscitò dure reazioni, tra cui gravi disordini di New York e in altre località. Ad aprile Hooker iniziò la sua offensiva verso Richmond e l'Union Army si scontrò con le truppe di Lee nella battaglia di Chancellorsville (30 aprile-6 maggio 1863); nonostante un esercito più numeroso, l'Unione subì l'ennesima battuta d'arresto, anche se la Confederate States Army subì un numero maggiore di vittime, tra le quali anche il generale "Stonewall" Thomas Jonathan Jackson.

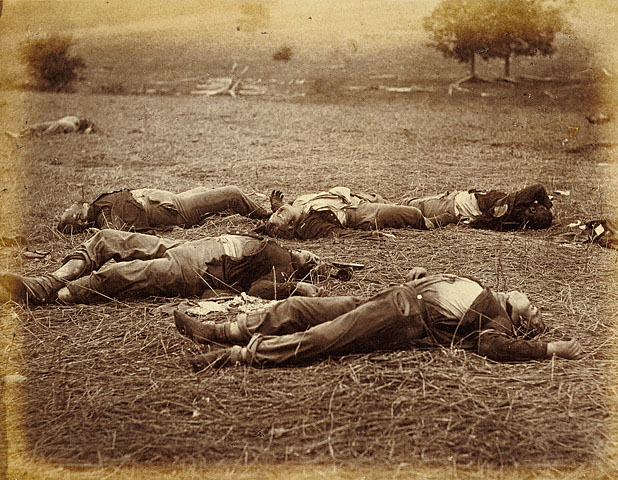
Vittime della battaglia di Gettysburg. Foto Timothy O'Sullivan.

Dopo la vittoria confederata, Lee decise di prendere l'iniziativa lanciando a giugno la "campagna di Gettysburg"; sperava che le vittorie confederate nel corso dell'offensiva avrebbero rafforzato gli oppositori politici di Lincoln e convinto il Nord che l'Unione non sarebbe mai riuscita a vincere la guerra. Hooker non fu capace di fermare Lee nelle prime fasi della sua avanzata, e Lincoln lo sostituì con George G. Meade; Lee guidò il proprio esercito in Pennsylvania inseguito dall'armata del Potomac di Meade. Mentre molti nel Nord si agitavano, Lincoln intravide l'opportunità di infliggere serie perdite ai confederati e colse pertanto immediatamente l'occasione. I due schieramenti si affrontarono faccia a faccia nella battaglia di Gettysburg il 1º luglio 1863. Lo scontro continuò per tre giorni consecutivi e causò il maggior numero di vittime della guerra. Insieme alla vittoria unionista nella battaglia di Vicksburg dopo un lungo assedio da parte di Grant, l'evento di Gettysburg viene spesso definito come il punto di svolta del conflitto; sebbene la battaglia si concluse con il ritiro confederato, Lincoln rimase costernato per il fatto che Meade non fosse però riuscito ad annientare completamente il nemico. Tuttavia, considerandolo un comandante competente, nonostante l'inseguimento di Lee fosse fallito, lo lasciò alla guida dell'armata del Potomac. Il fronte orientale sarebbe rimasto bloccato in una situazione di stallo per tutto il resto del 1863.

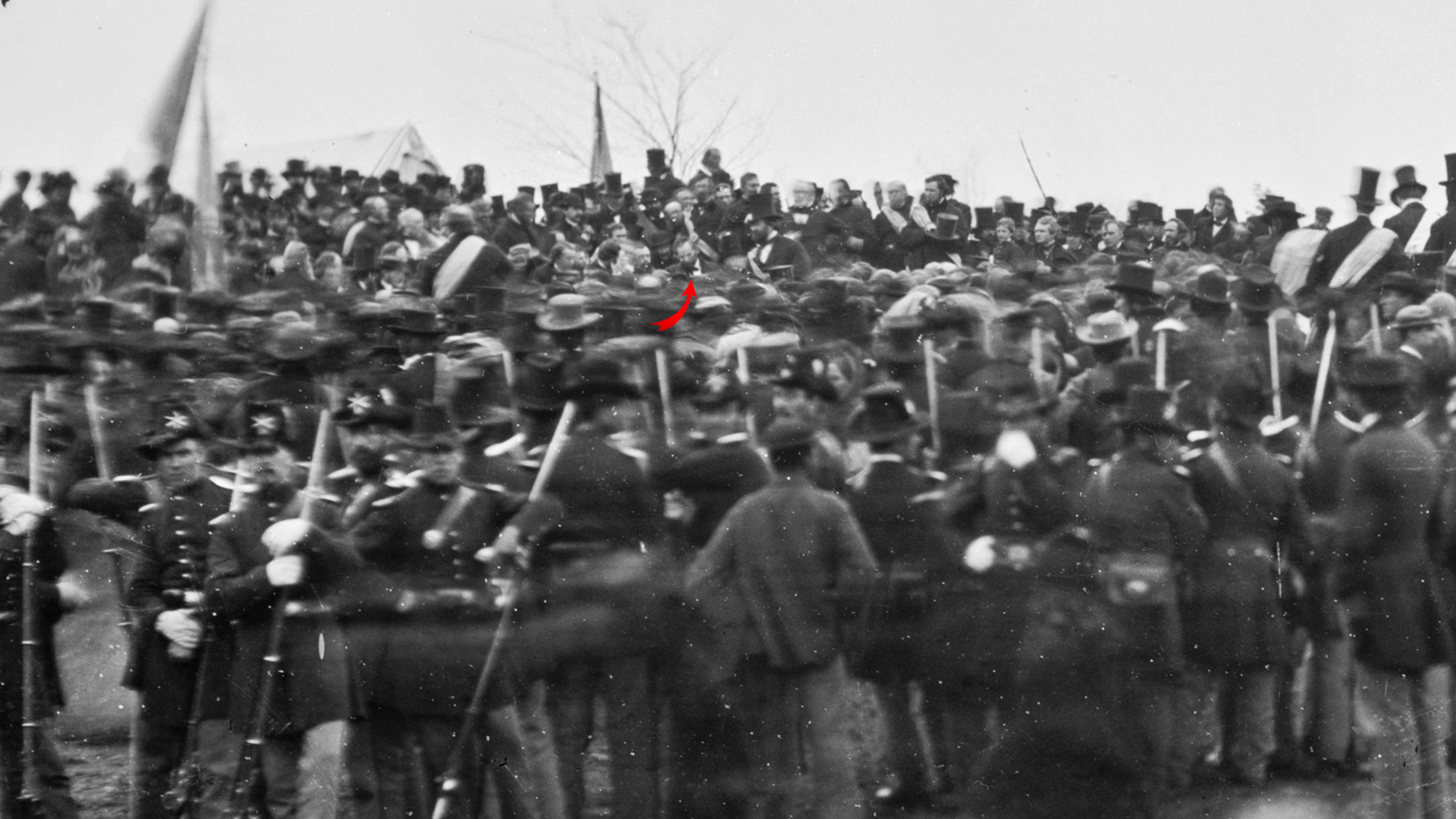
La folla assiepata per ascoltare il discorso di Gettysburg. Lincoln è indicato dalla freccia rossa al centro.

Il 17 novembre 1863 il presidente venne invitato a Gettysburg per dedicare il primo cimitero nazionale e onorare i soldati caduti. Il discorso lì tenuto diventò una dichiarazione fondamentale dei valori politici americani; sfidando la previsione che "il mondo ci noterà poco e non ricorderà molto quello che noi diciamo qui oggi" questo comizio sarebbe diventato il discorso maggiormente citato dell'intera storia degli Stati Uniti. In 272 parole per tre minuti di tempo, Lincoln affermò che la nazione era sorta non nel 1789, con la ratifica della Costituzione, bensì con la Dichiarazione d'indipendenza del 1776. Definì il corrente stato bellico come un attacco ai principi fondamentali di libertà e uguaglianza sociale per tutti; l'emancipazione degli schiavi afroamericani diventò oramai parte fondante dell'impegno di guerra; dichiarò che la caduta di tanti soldati coraggiosi alla fine non si sarebbe rivelata vana, che la schiavitù avrebbe avuto definitivamente termine e che il futuro democratico del mondo sarebbe stato assicurato, che "il governo del popolo, dal popolo e per il popolo" non sarebbe morto né si sarebbe mai estinto dalla terra. Concluse affermando che la guerra civile aveva un obiettivo profondo: una nuova nascita della libertà nella nazione.

Nonostante diverse sconfitte subite nel Teatro Orientale, l'Unione ebbe un notevole successo nel Teatro Occidentale, assumendo il controllo del Tennessee e del Mississippi prima della fine del 1863.

### Teatro occidentale e blocco navale
Rispetto al Teatro Orientale, Lincoln esercitò un controllo meno diretto sulle operazioni che avvennero ad Ovest dei monti Appalachi. Verso la fine del 1861 ordinò a Don Carlos Buell, comandante del dipartimento dell'Ohio e a Henry Halleck, sostituto di Frémont al comando del dipartimento del Missouri, di coordinare il sostegno agli Unionisti presenti nel Kentucky e nel Tennessee orientale.
Il generale Ulysses S. Grant si guadagnò rapidamente l'attenzione del presidente ottenendo un netto successo nella battaglia di Fort Henry (6 febbraio 1862), la prima vittoria significativa dell'Unione, e subito dopo nella battaglia di Fort Donelson (11-16 febbraio).. I confederati si spinsero all'interno del Missouri all'inizio del conflitto con la battaglia di Pea Ridge (7-8 marzo).

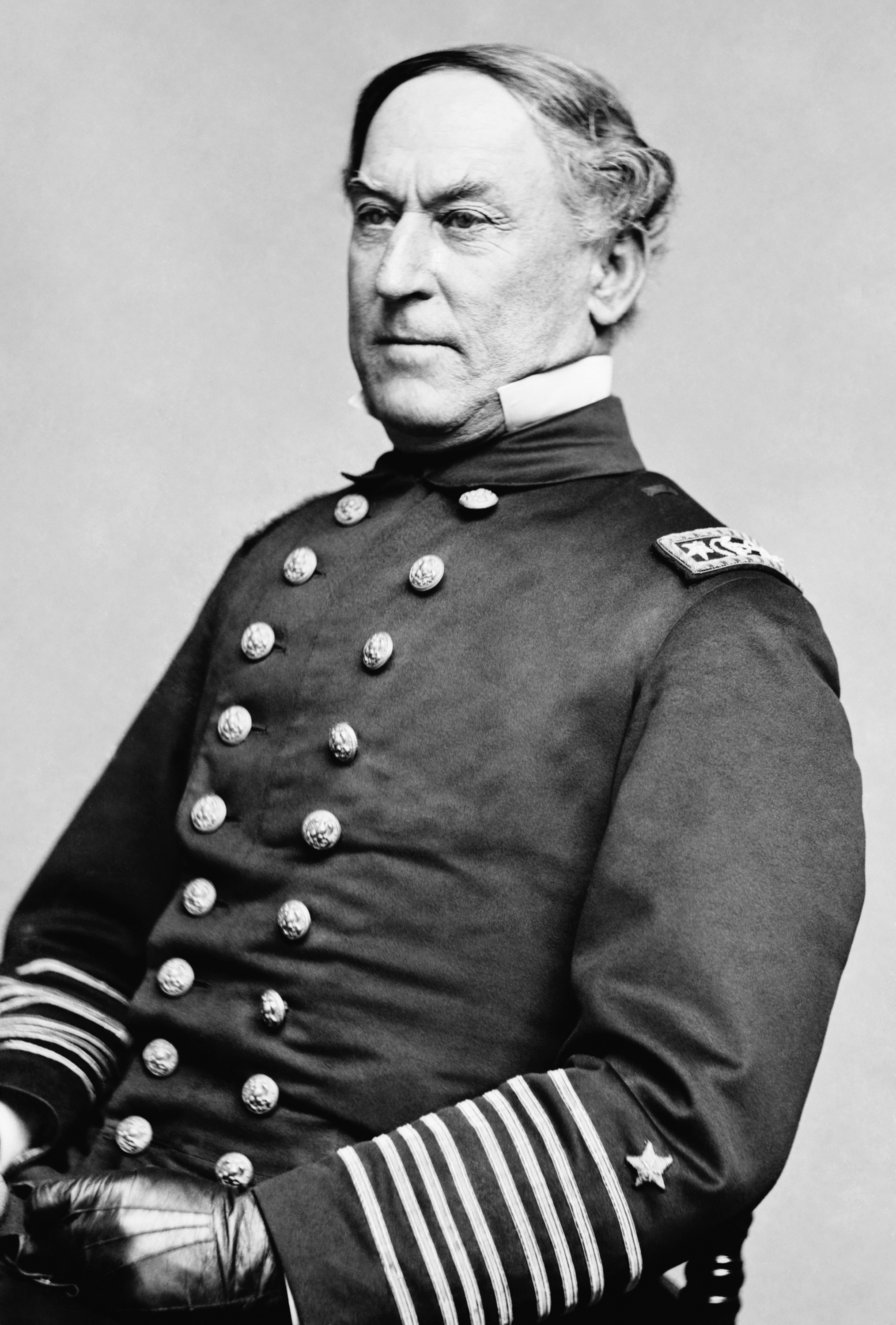
L'Ammiraglio Unionista David G. Farragut.

In aprile la Marina dell'Unione, sotto il comando di David G. Farragut, riuscì a catturare l'importante città portuale di New Orleans. Grant nel frattempo ottenne ulteriori vittorie, nella battaglia di Shiloh (6-7 aprile) e nell'assedio e successiva battaglia di Vicksburg (14 maggio-4 luglio 1863), anche se a costo di grandi sforzi; l'Unione cementò il controllo su tutto il corso del fiume Mississippi. Quest'ultimo evento viene considerato dagli analisti come uno dei punti di svolta dell'intero teatro delle operazioni.
Nell'ottobre del 1863 Lincoln nominò Grant comandante dell'appena creata divisione del Mississippi, dandogli in tal maniera il pieno controllo del fronte occidentale. Grant e i generali Hooker, George H. Thomas e William Tecumseh Sherman condussero l'Unione ad un'altra grande vittoria nella campagna di Chattanooga, svoltasi nel novembre seguente, e poi cacciando definitivamente il nemico dal resto del Tennessee. La presa di Chattanooga lasciò la Georgia vulnerabile agli attacchi, aumentando la possibilità di una marcia serrata degli unionisti in direzione dell'oceano Atlantico e tagliando così in due la Confederazione.

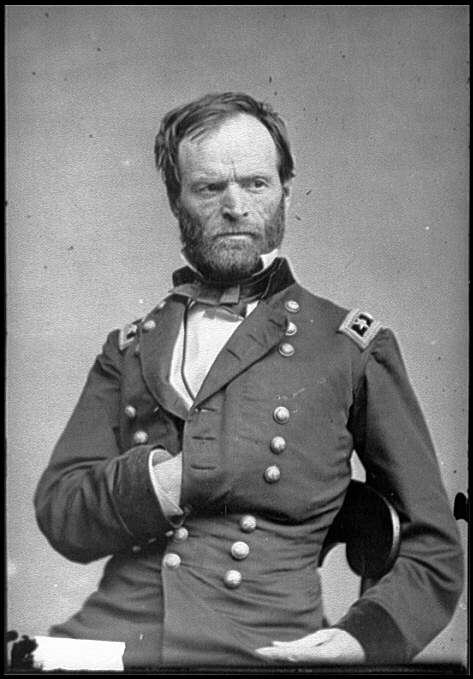
Il generale unionista William Tecumseh Sherman.

Già a partire dall'aprile del 1861 Lincoln aveva annunciato il blocco di tutti i porti meridionali; le navi mercantili, non potendo ottenere più alcuna assicurazione d'incolumità, iniziarono ad evitare sempre più quelle rotte facendo così praticamente terminare il traffico commerciale marittimo col Sud. I sudisti avevano commesso un errore bloccando le esportazioni di cotone fin dal 1861; nel momento in cui compresero lo sbaglio era oramai troppo tardi. Il "re cotone" era morto, e il Sud riusciva a esportare meno del 10% del suo cotone. Il blocco navale serrò i dieci maggiori porti confederati; pressoché l'intero quantitativo di prodotto non poté più essere trasportato per via ferroviaria in direzione di New Orleans, Mobile e Charleston. A giugno del 1861 le corazzate nordiste stazionavano stabilmente nei principali scali portuali meridionali; un anno dopo ne erano in servizio quasi 300.
L'autore Surdam sostiene che il blocco fosse un'arma quanto mai potente, che alla fine rovinò l'economia meridionale e il tutto con un costo minimo di vite perdute in combattimento. Nella pratica l'intera coltura cotoniera rimase inutilizzata (anche se successivamente venne venduta ai commercianti unionisti), costando alla Confederazione la perdita della sua fonte di reddito primaria. Le importazioni di beni primari scarseggiavano e il mercato costiero in gran parte si arrestò.
La misura del successo ottenuto non venne scalfita dalle poche imbarcazioni che furono capaci di eludere il blocco; migliaia di navigli rimasero improvvisamente inutilizzati. Le navi mercantili di proprietà europea non poterono ottenere assicurazioni ed erano troppo lente per tentare di sfuggire al controllo; semplicemente smisero del tutto di attraccare ai porti confederati.

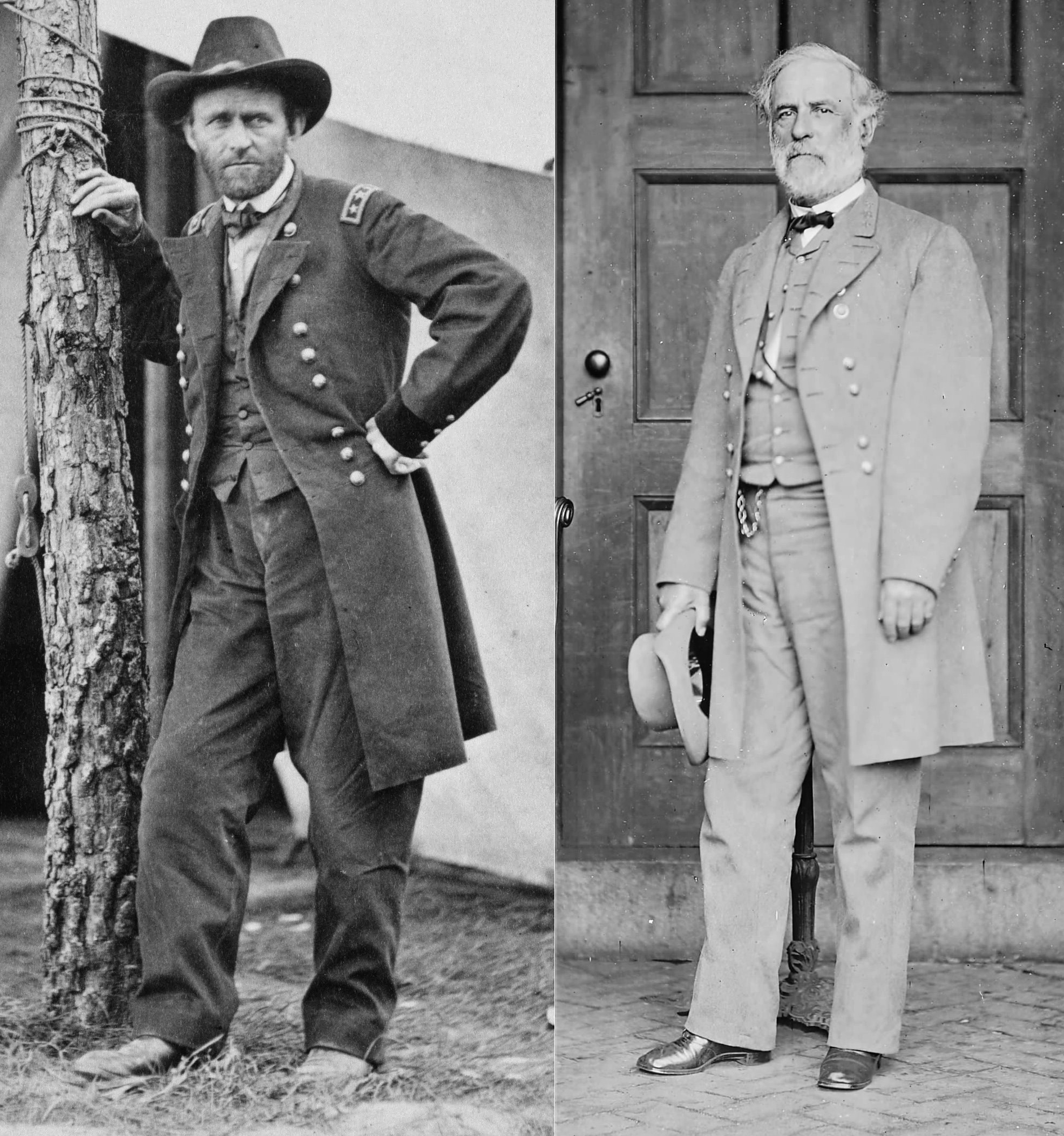
Ulysses S. Grant e Robert Edward Lee, i due grandi avversari.

### Grant assume il comando
Grant era uno dei pochi generali che Lincoln non conoscesse ancora personalmente e il presidente non era in grado di visitare il fronte occidentale, ma egli apprezzò molto i suoi successi sui campi di battaglia e questo nonostante le varie rimostranze espresse dalle altre armate; rispondendo alle critiche mossegli dopo Shiloh il presidente dichiarò: "non posso fare a meno di quest'uomo, egli sa combattere".

La situazione militare tra la fine del 1863 e l'inizio del 1864.

Nel marzo del 1864 Grant venne convocato a Washington per prendere il posto di Halleck in qualità di comandante generale; a Meade rimase il comando formale dell'armata del Potomac, ma era di fatto Grant a condurla. Lincoln riuscì poi ad ottenere il consenso del Congresso a reintrodurre per Grant il grado di luogotenente generale, che nessun militare aveva mai detenuto dai tempi di George Washington.
Grant ordinò a Meade di distruggere l'esercito di Lee, mentre a Sherman, ora a capo delle forze unioniste nel fronte occidentale, diede il compito di conquistare Atlanta. Lincoln approvò completamente la nuova strategia, che si concentrava sull'annientamento degli eserciti confederati, piuttosto che sulla conquista delle città.

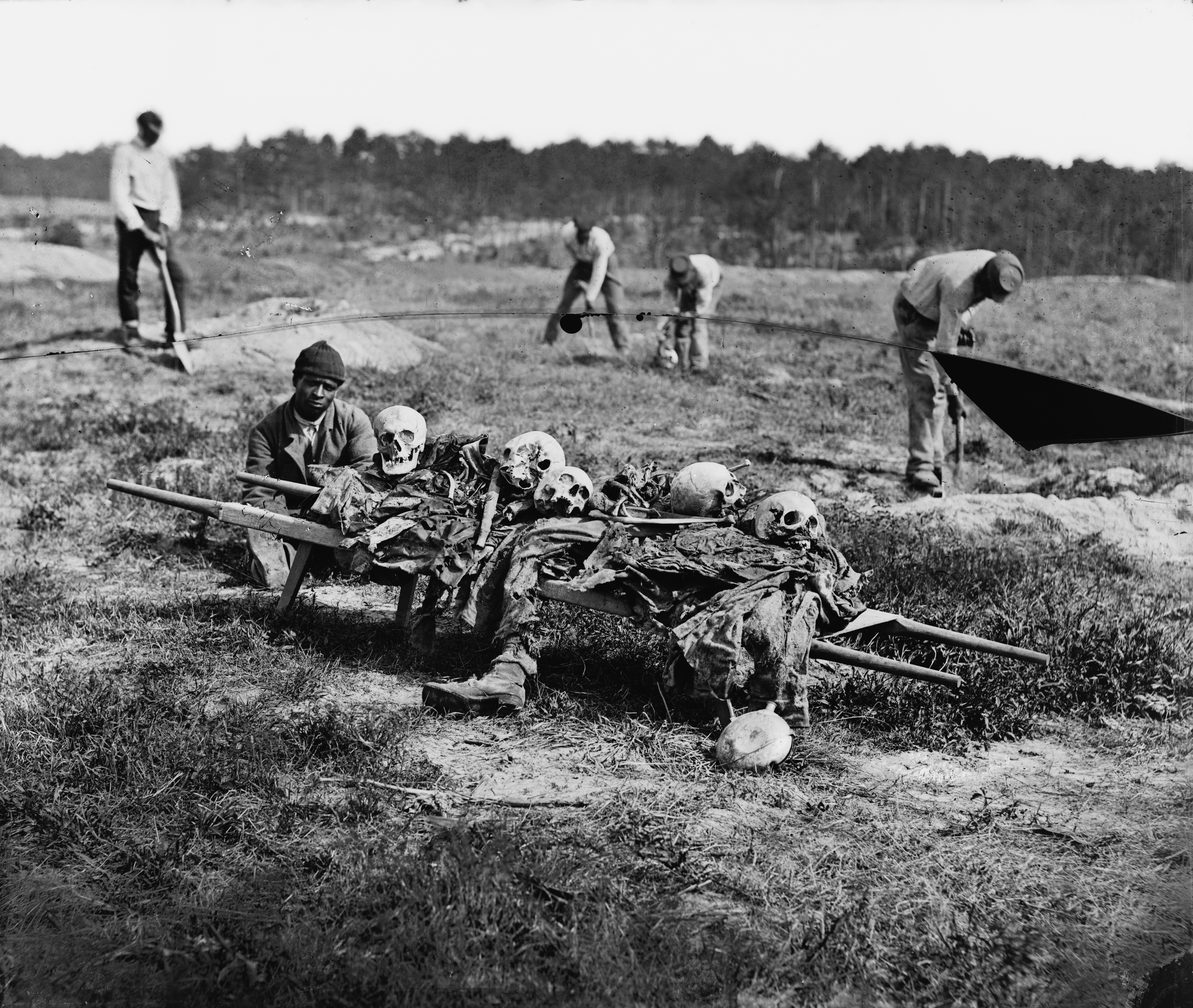
Afroamericani che raccolgono le spoglie dei soldati rimasti uccisi nella battaglia di Cold Harbor l'anno precedente. Foto di John Reekie (aprile 1865).

Due mesi dopo la promozione, Grant intraprese la sanguinosa campagna terrestre; essa fu spesso caratterizzata come una guerra di logoramento e richiese un alto contributo di vite umane nella battaglia del Wilderness (5-7 maggio 1864) e nella battaglia di Cold Harbor (31 maggio-12 giugno). Anche se avevano il vantaggio di combattere in difesa, le forze Confederate ebbero perdite percentualmente simili a quelle delle forze unioniste".
Le perdite gravose allarmarono molti nel Nord, mentre Grant perse un terzo del proprio esercito. Quando Lincoln gli chiese quali fossero i suoi piani, il generale rispose: "propongo di combattere su tutta la linea per l'intera durata dell'estate"; nonostante le pesanti perdite subite il presidente continuò a sostenerlo.

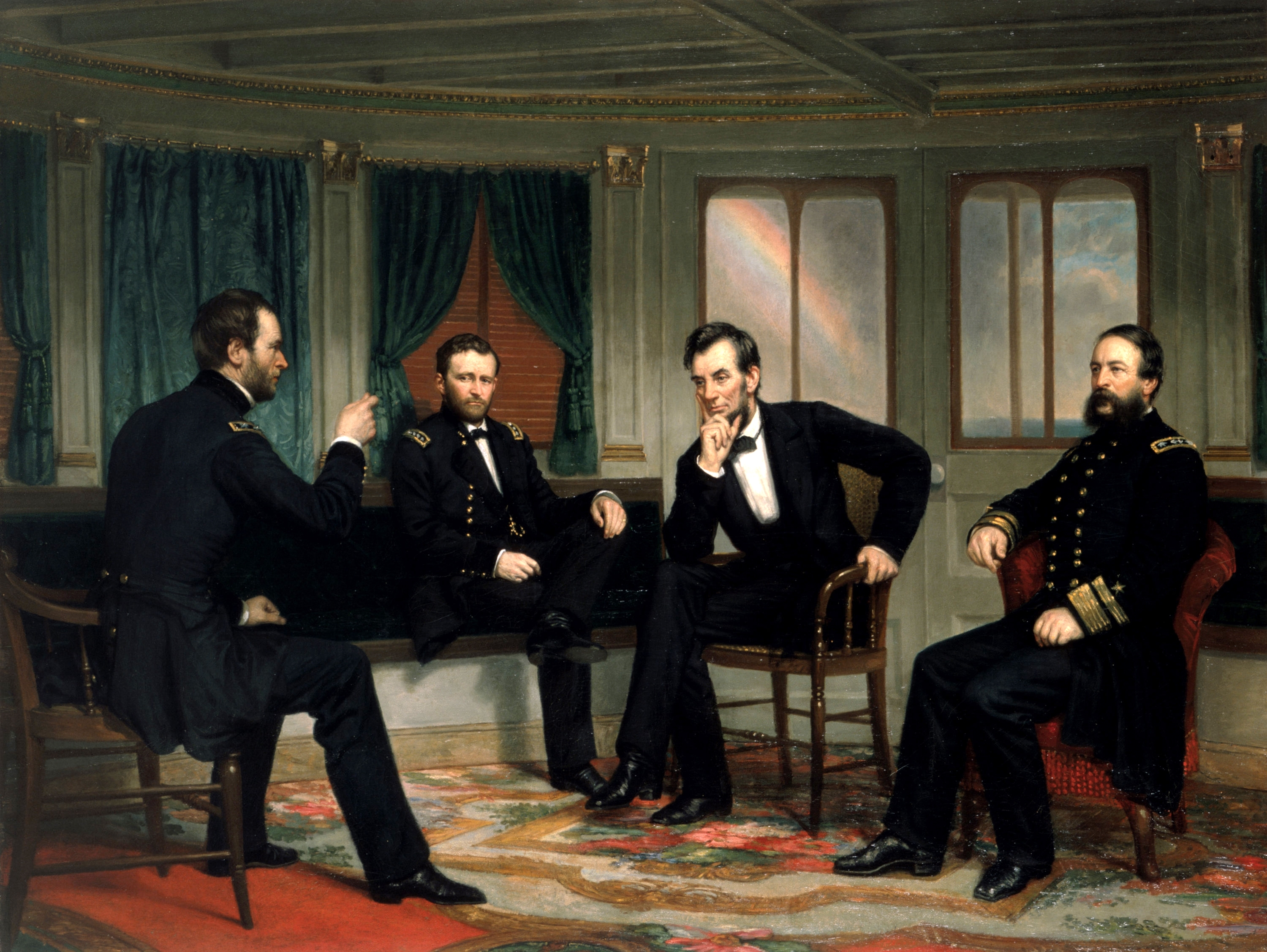
Il presidente Lincoln con - da sinistra - i generali William Tecumseh Sherman e Ulysses S. Grant e l'ammiraglio David Dixon Porter. The Peacemakers, dipinto di George Peter Alexander Healy del 1868 che ritrae la riunione del marzo 1865 avvenuta a bordo del piroscafo River Queen.

Sherman intanto guidava le sue formazioni da Chattanooga in direzione di Atlanta sconfiggendo Joseph Eggleston Johnston e John Bell Hood lungo il cammino; la vittoria nella battaglia di Atlanta (22 luglio) rafforzò notevolmente il morale degli Unionisti, superando il pessimismo che aveva ripreso piede agli inizi dell'anno. Hood lasciò l'area di Atlanta per andare a minacciare le linee dei rifornimenti di Sherman e invadere il Tennessee nella campagna di Franklin-Nashville (settembre-dicembre). John Schofield sconfisse Hood nella battaglia di Franklin (30 novembre), mentre George H. Thomas affrontò lo stesso Hood nella battaglia di Nashville (15-16 dicembre) infliggendo ai sudisti una delle sconfitte più pesanti dall'inizio della guerra; una buona parte dell'armata confederata fu infatti distrutta. Lincoln autorizzò l'Union Army ad indirizzare l'attenzione alle infrastrutture confederate - piantagioni, ferrovie e ponti - sperando in tal modo di romperne il morale e indebolirne ulteriormente la capacità economica di far proseguire il conflitto.
Lasciando ad Atlanta una base di approvvigionamento, l'esercito di Sherman marciò verso una destinazione che rimase sconosciuta, spogliando lungo il tragitto della marcia verso il mare di Sherman almeno il 20% delle aziende agricole della Georgia; raggiunse l'oceano Atlantico all'altezza di Savannah a dicembre. Da qui riprese il cammino verso il Nord attraversando la Carolina del Sud e la Carolina del Nord per avvicinarsi alle linee confederate situate nella Virginia meridionale e sorprenderle alle spalle. La pressione sull'esercito di Lee in tal maniera raddoppiò.
Nel corso della campagna della Valle dello Shenandoah Jubal Anderson Early attraversò il fiume Potomac per poter avanzare in direzione del Maryland. L'11 luglio 1864, dopo aver sconfitto le forze unioniste di Lew Wallace, attaccarono nella battaglia di Monocacy e nella battaglia di Fort Stevens, un avamposto sul perimetro difensivo di Washington. Lincoln assistette al combattimento da una posizione esposta; ad un certo punto durante lo scontro il capitano Oliver Wendell Holmes gli gridò: "togliti da lì, dannato sciocco, prima che tu sia preso a fucilate".

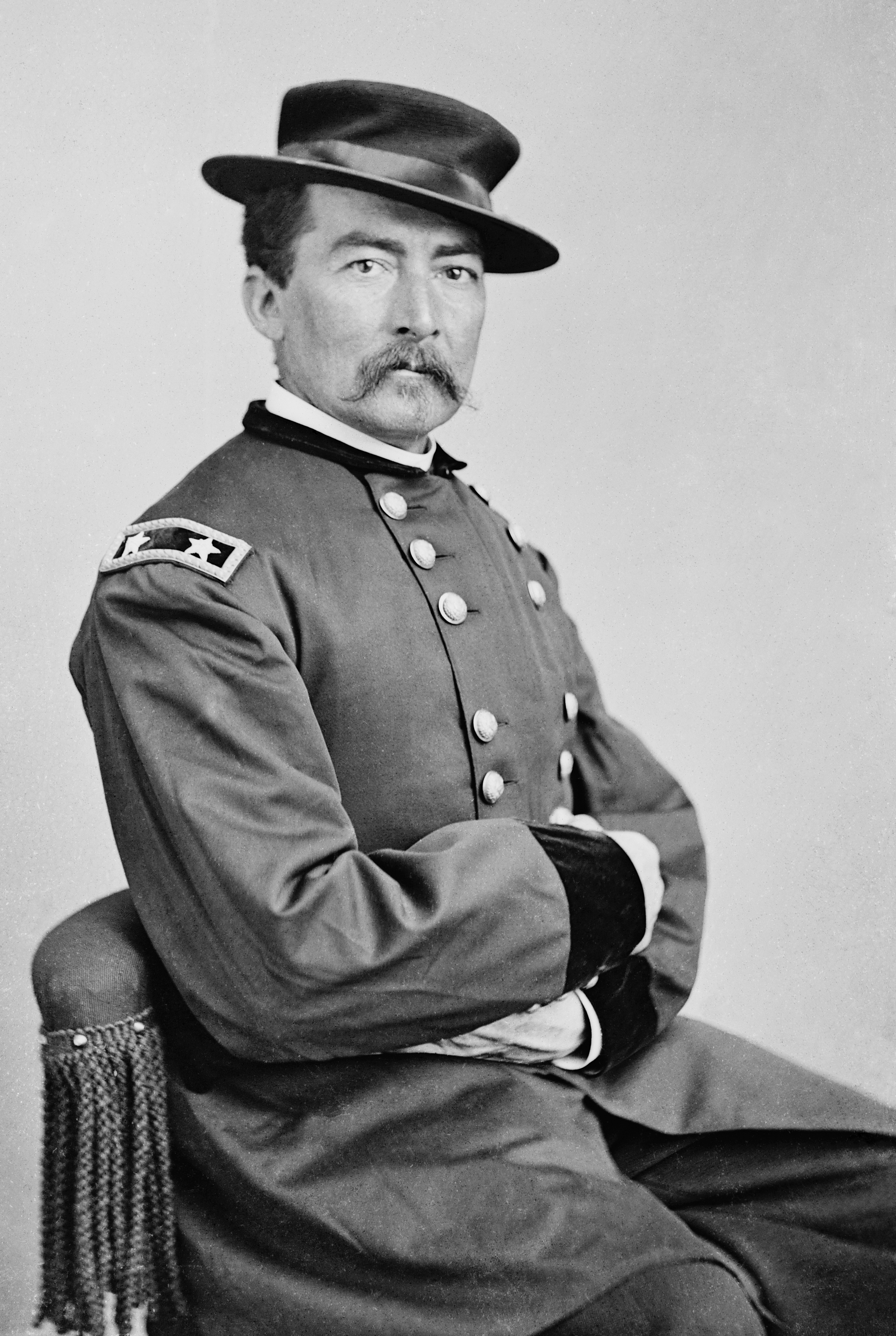
Il generale Unionista Philip Henry Sheridan.

In seguito Grant creò l'armata di Shenandoah e ne mise al comando Philip Henry Sheridan; gli ordini furono quelli di respingere in anticipo l'avversario e di occuparsi della guerriglia confederata asserragliata nella valle dello Shenandoah, il che egli eseguì con rapidità ed efficienza.

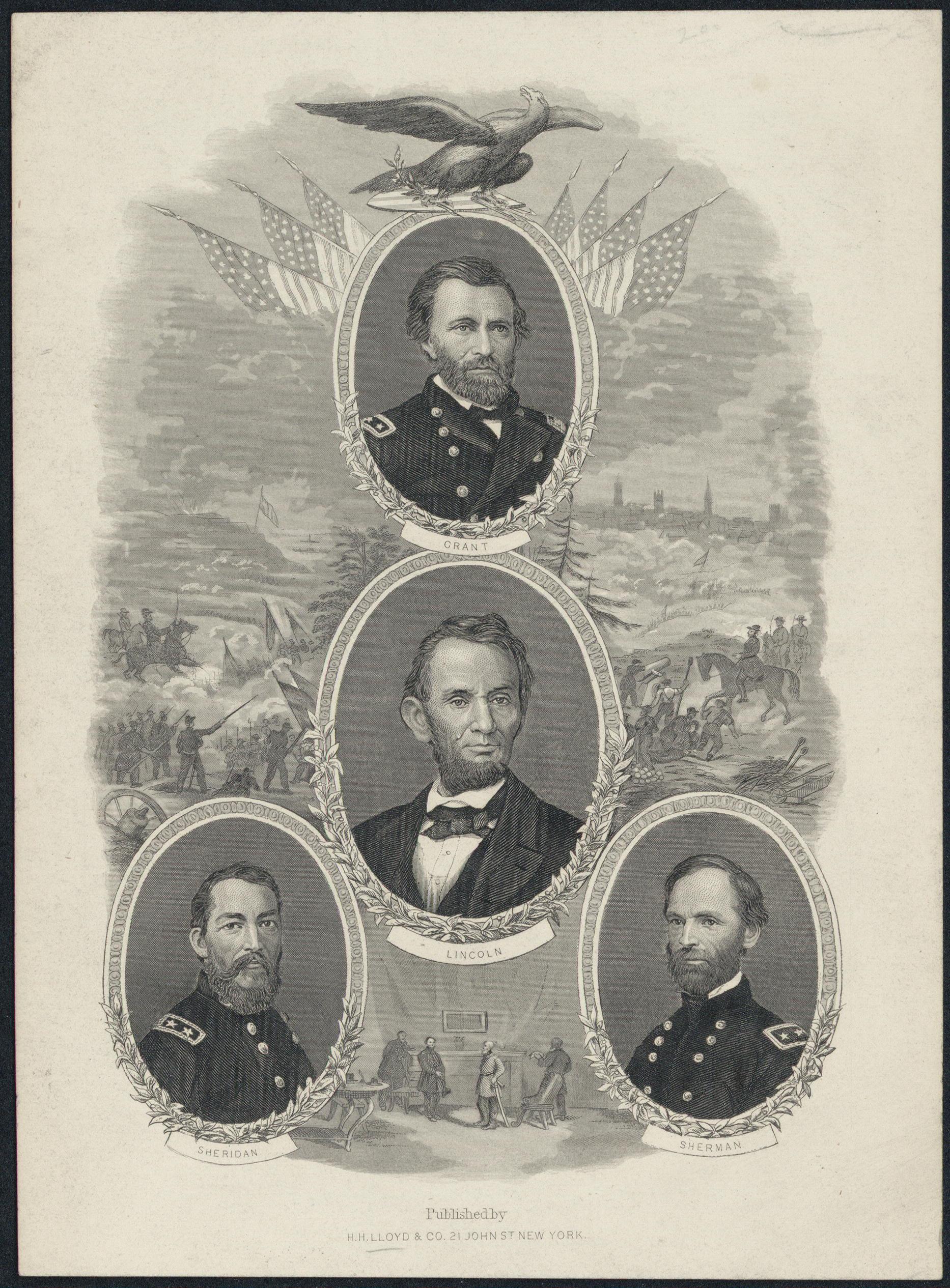
Ritratto dei vincitori: Ulysses S. Grant, Lincoln, Philip Henry Sheridan e William Tecumseh Sherman.

### Resa confederata
A seguito della "campagna terrestre", l'esercito di Grant diede il via all'assedio di Petersburg a giugno; la Confederazione era carente di rinforzi e le truppe di Lee si riducevano drasticamente dopo ogni scontro dispendioso. Lincoln e i repubblicani mobilitarono invece tutto il Nord a sostegno del loro progetto finale, riuscendo a sostituire gran parte delle perdite unioniste. Mentre Grant continuava a sconfiggere le forze di Lee, iniziarono i tentativi di intavolare le trattative per la pace. Quando il presidente venne riconfermato alle elezioni presidenziali del 1864, il giornalista Francis Preston Blair, un amico personale sia di Lincoln che di Jefferson Davis, incoraggiò il primo a compiere una visita diplomatica a Richmond. Blair prospettò a Lincoln che il conflitto avrebbe potuto essere facilmente concluso se solo le due fazioni in lotta si fossero riunite, sulla base della "dottrina Monroe", per attaccare il neo-imperatore del Messico, Massimiliano I del Messico, insediato con un colpo di mano da Napoleone III di Francia.

La "Commissione per la pace" in una vignetta satirica del 1865.

Sebbene preoccupato del fatto che i tentativi di pacificazione avrebbero potuto minacciare il suo obiettivo di emancipazione, Lincoln accettò di predisporre un incontro con i Confederati. Il 3 febbraio 1865 egli e il segretario di Stato William H. Seward tennero la conferenza di Hampton Roads insieme a tre rappresentanti del governo secessionista, il vicepresidente Alexander Hamilton Stephens, il senatore Robert Mercer Taliaferro Hunter e l'assistente segretario alla guerra John Archibald Campbell; si discussero i termini della cessazione delle ostilità. Lincoln rifiutò di acconsentire a qualsiasi negoziazione che trattasse i ribelli in modo paritario all'Unione; il suo unico scopo era un accordo che ponesse fine ai combattimenti. La riunione non produsse però i risultati sperati.
Grant affondò il morale dell'esercito confedereto costringendolo a diversi mesi di immobilità in una guerra di trincea estenuante. A causa della posizione strategicamente importante della città, la caduta di Petersburg avrebbe con buone probabilità portato a una successiva caduta di Richmond, ma il comandante generale temette che Lee potesse spostarsi verso Sud per potersi ricollegare con il resto delle truppe sudiste.
A marzo, apparendo oramai prossima la perdita di Petersburg, Lee cercò di rompere le linee unioniste con la battaglia di Fort Stedman; ma l'assalto confederato venne respinto. Il 2 aprile Grant lanciò una carica generale che divenne nota come terza battaglia di Petersburg la quale si concluse con il completo ritiro di Lee a Sud sia di Petersburg sia della stessa Richmond. Nella seguente campagna di Appomattox Lee tentò di ristabilire il contatto con Joseph Eggleston Johnston che era stato posizionato nella Carolina del Nord, mentre dall'altro lato Grant s'impegnò per forzare la resa senza condizioni dell'esercito di Lee. Il 5 aprile Lincoln visitò l'ex capitale confederata oramai vinta.

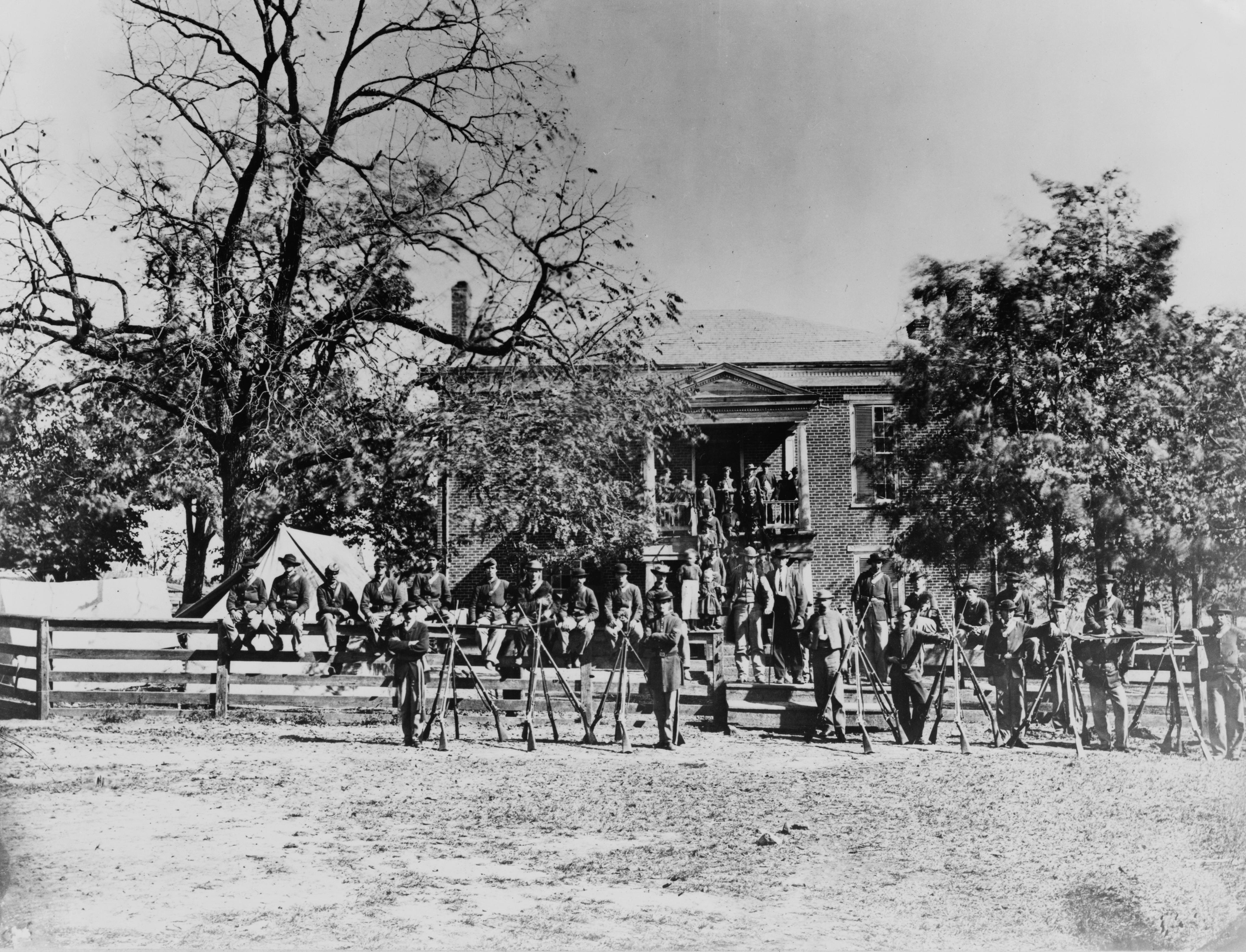
Soldati unionisti davanti all'"Appomattox Court House" nell'aprile del 1865.

Mentre attraversò Richmond i bianchi americani meridionali lo affrontarono con volti impietriti, ma gli afroamericani trasformati da schiavi in uomini liberi per merito suo lo accolsero come un autentico eroe; uno degli entusiasti ammiratori ebbe ad osservare: "so che sono libero perché ho visto il volto del padre Abramo e l'ho sentito parlare". Il 9 aprile Lee si arrese a Grant all'"Appomattox Court House": la guerra era effettivamente finita. A seguito della resa di Lee presto anche le altre formazioni militari ribelli seguirono il suo esempio e non si verificò alcuno stato di guerriglia, come invece temuto.

Gli incendi scoppiarono senza controllo nella città di Richmond, in gran parte abbandonata dopo il 2 aprile 1865.

### Ricostruzione
Con la resa degli Stati del Sud, era tempo di decisioni cruciali riguardo a come dovessero essere governati e quando e come ristabilirne le amministrazioni civili. Di particolare importanza erano il Tennessee e l'Arkansas, dove Lincoln nominò in qualità di governatori militari rispettivamente Andrew Johnson e Frederick Steele. Nella Louisiana invece ordinò al generale Nathaniel Banks di promuovere un piano di amnistia (il "piano dieci per cento") che ripristinasse il funzionamento normale dell'amministrazione civile quando almeno il 10% degli elettori prestassero giuramento di accettare le leggi dell'Unione. Gli oppositori democratici contestarono questi provvedimenti, accusando il presidente di utilizzare i militari per avvantaggiare le aspirazioni politiche dei suoi compagni di Partito; dall'altra parte i radicali denunciavano una politica troppo accondiscendente nei riguardi dei ribelli.
Poiché la vittoria bellica sembrò sempre più probabile dopo il luglio del 1863, al Nord presero vita molte discussioni sul modo migliore di reintegrare il Sud. Il democratico Reverdy Johnson chiese il ritiro del proclama di emancipazione e l'amnistia per tutti i confederati; al contrario i repubblicani radicali come Charles Sumner sostenevano che con la secessione il Sud avesse irrimediabilmente perduto tutti i diritti politici.

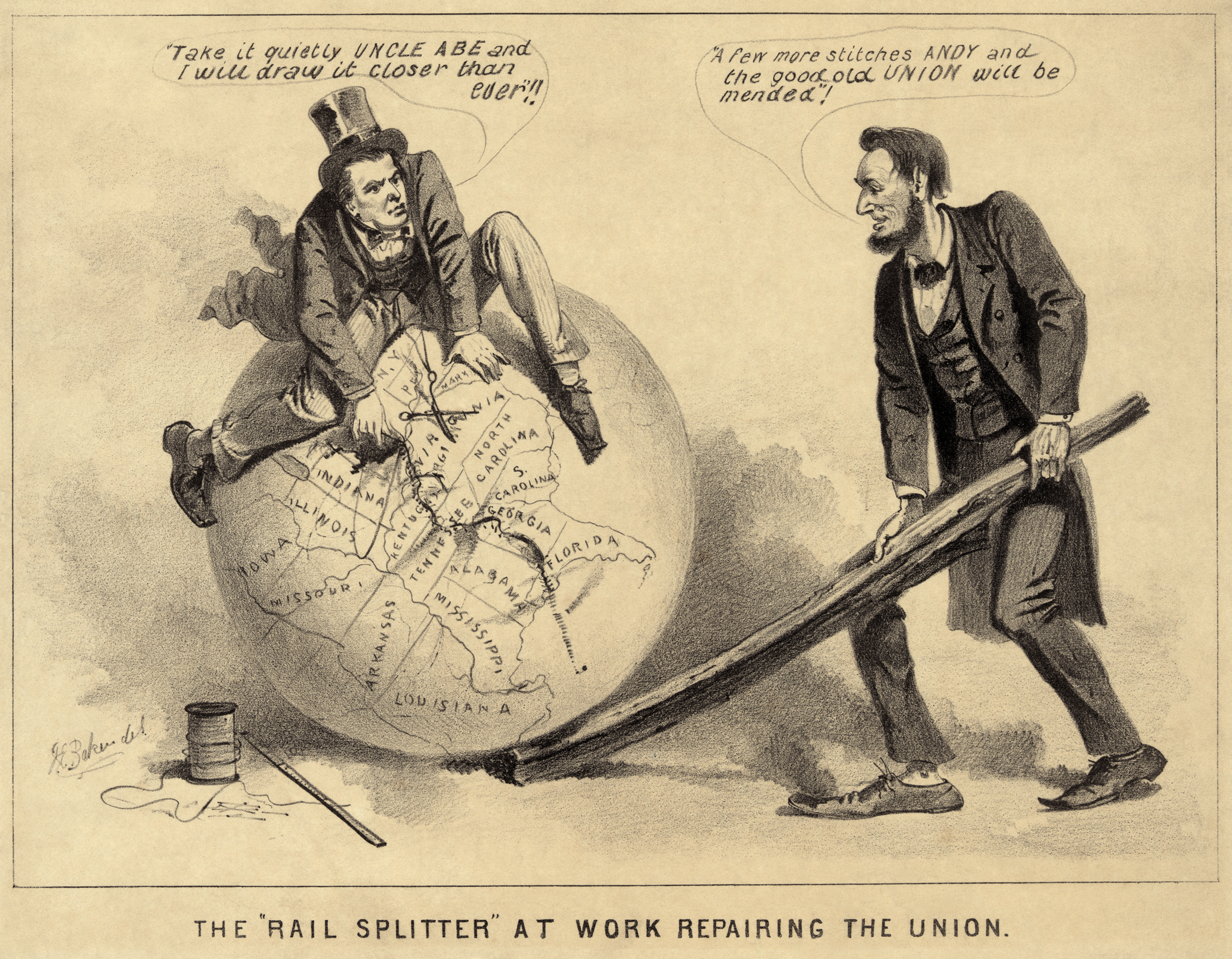
Vignetta satirica su Andrew Johnson e Abraham Lincoln del 1865 intitolata "Lo spaccalegna (soprannome di Lincoln) al lavoro per riparare l'Unione". La didascalia dice (Johnson): "Procedi con calma Zio Abe e io la unirò più stretta che mai". (Lincoln): "Alcuni altri punti Andy e la buona vecchia Unione sarà riparata".

Con il suo "piano del dieci per cento" Lincoln cercò una via intermedia rispetto ai due estremi, chiedendo l'emancipazione degli schiavi confederati e la veloce reintegrazione degli Stati sudisti una volta che almeno il dieci per cento degli elettori di uno Stato avesse giurato la propria fedeltà agli Stati Uniti impegnandosi a rispettare l'emancipazione. I radicali pensarono che questa proposta fosse troppo permissiva e avanzò l'alternativa di un "giuramento corazzato" il quale avrebbe impedito a chiunque avesse servito o sostenuto la Confederazione di votare nelle elezioni statali. Nel 1864 i radicali ottennero una vittoria significativa riuscendo a far approvare al Congresso la proposta di legge Wade-Davis, ma essa fu bloccata dal veto di Lincoln.
Mentre la guerra si avviava oramai alla conclusione con la vittoria unionista, Lincoln era sempre più determinato a trovare un percorso d'azione che giungesse a riunire la nazione il più presto possibile, senza alienarsi permanentemente il Sud. Quando si recò nell'ex capitale confederata il 5 aprile per esaminare la situazione della città caduta, il generale Godfrey Weitzel gli chiese come avrebbero dovuto essere trattati gli sconfitti e il presidente rispose: "permettetegli di stare tranquilli e agevolateli".
Lincoln firmò il disegno di legge del senatore Sumner che istituiva il "Freedmen's Bureau", un'agenzia federale temporanea destinata a soddisfare le necessità materiali immediate degli ex schiavi; essa assegnò i terreni confiscati durante la guerra in affitto ai liberti, per un periodo di tre anni, con la possibilità di acquisirne la proprietà. Il presidente dichiarò che il suo "piano del dieci per cento" per la Louisiana non si applicava a tutti gli Stati in Ricostruzione. Poco prima del suo assassinio annunziò di avere pronto un nuovo piano per la ricostruzione del Sud; le discussioni all'interno del governo rivelarono che Lincoln prevedeva un controllo militare a breve termine sugli Stati sudisti, con l'eventuale riammissione sotto il controllo degli Unionisti meridionali.
Egli non prese una posizione definitiva per quanto riguardava il diritto di voto degli afroamericani, affermando solamente che i "neri molto intelligenti" e quelli che avevano prestato servizio nell'esercito unionista avrebbero dovuto avere il diritto di voto. Lo storico Eric Foner osserva che nessuno sa veramente che cosa avrebbe fatto Lincoln circa la Ricostruzione e afferma che "le idee del presidente avrebbero senza alcun dubbio continuato ad evolversi". Foner dichiara inoltre che

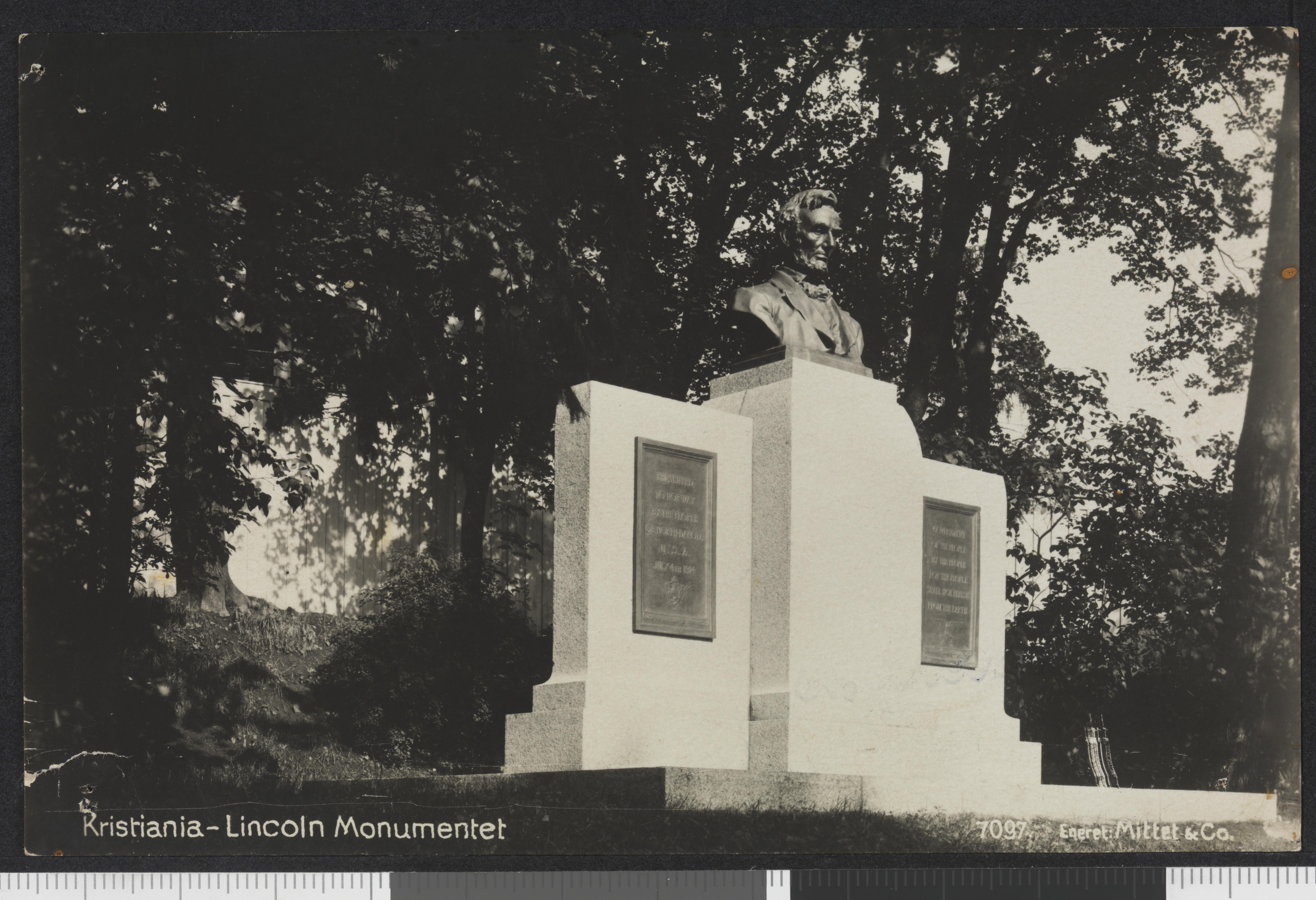
Monumento dedicato al presidente a Oslo.

## Abolizione della schiavitù

### Prime azioni
Durante il primo anno e mezzo della sua presidenza, Lincoln fu attento a chiarire più volte che il Nord stava combattendo per preservare l'Unione e non per mettere fine alla schiavitù. In seguito, pur non dichiarando apertamente che l'abolizione della schiavitù fosse un fine della guerra, esaminò diverse ipotesi che avrebbero condotto alla sua eliminazione in prospettiva, e considerò l'idea di un'emancipazione seguita a una compensazione da fornire agli ex proprietari, che avrebbe potuto essere provata nel Delaware, liberando tutti gli schiavi entro il 1872. Incontrò anche Frederick Douglass e altri leader neri, discutendo con loro un progetto di colonizzazione nera nell'America centrale.

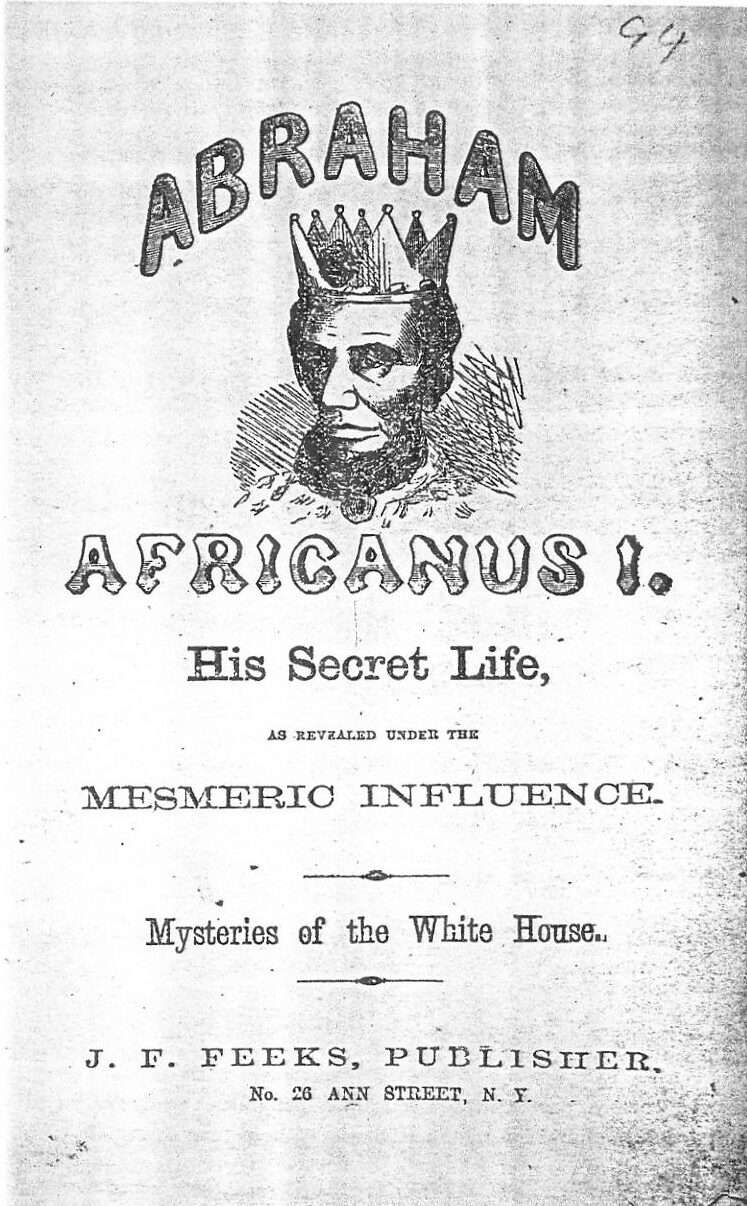
Pamphlet satirico del 1864: "Abraham africanus I. La vita segreta".

Gli abolizionisti criticarono Lincoln per la lentezza nell'evoluzione dalla sua posizione iniziale di non interferenza sulla questione della schiavitù all'emancipazione effettiva. In una lettera indirizzata a Horace Greeley del 22 agosto 1862 spiegò:
Mentre la guerra civile proseguiva in maniera sempre più cruenta, la liberazione degli schiavi divenne un’importante misura bellica, per indebolire la ribellione distruggendo la base economica della sua classe dirigente. Il 6 agosto 1861 il presidente firmò la "legge di confisca" che autorizzava il sequestro giudiziario degli schiavi di chiunque partecipasse direttamente o aiutasse gli sforzi bellici confederati. La legge tuttavia non specificava se gli schiavi andassero o meno liberati.
Nell'aprile del 1862 firmò una legge che aboliva la schiavitù a Washington e nel giugno seguente una che la aboliva in tutti i territori federali; il mese successivo firmò il decreto di confisca che dichiarava che tutti gli schiavi confederati rifugiatisi dietro le linee dell'Unione dovevano essere liberati.

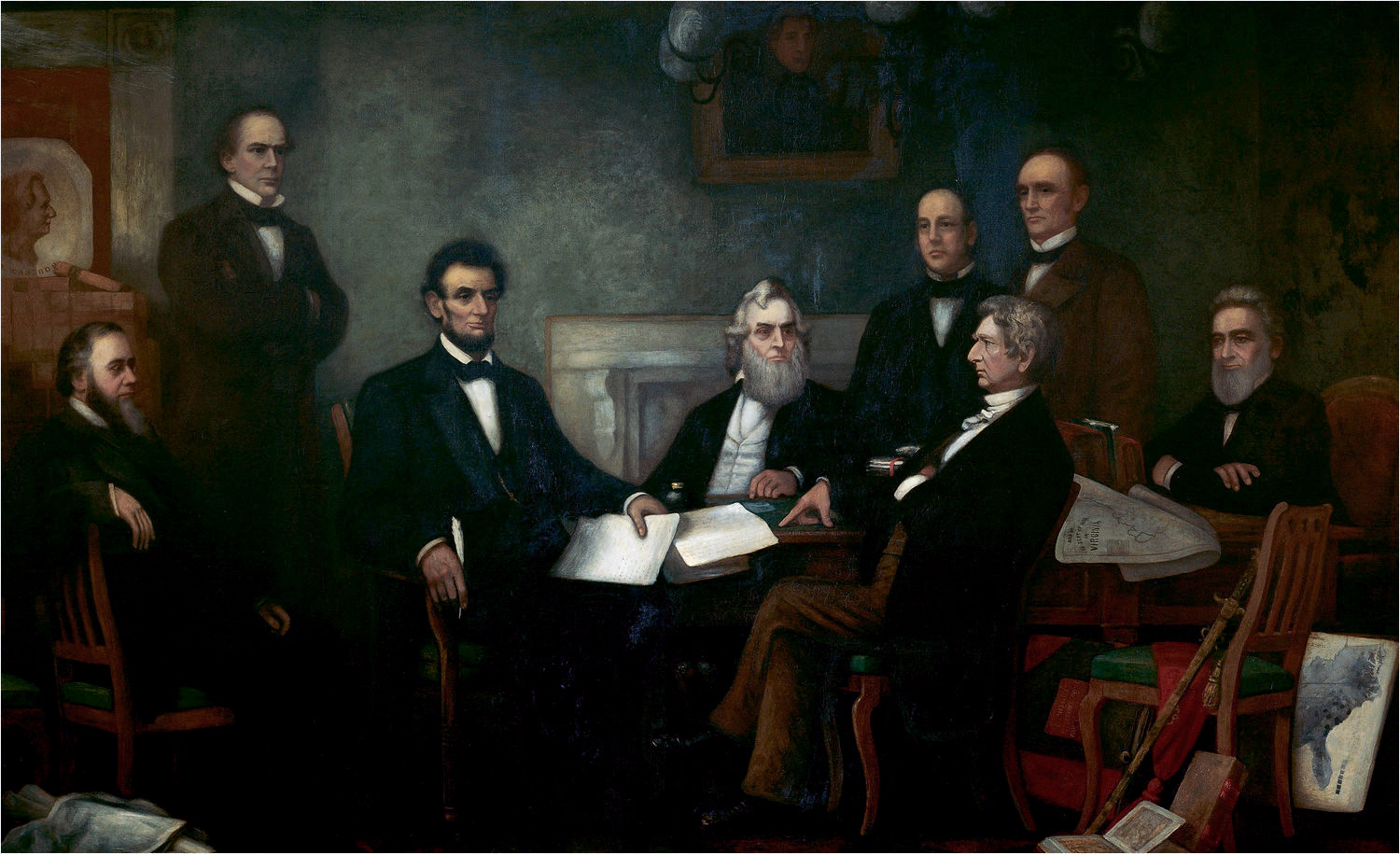
Il presidente riunì il suo governo per la prima lettura del progetto del proclama di emancipazione il 22 luglio 1862. Da sinistra a destra: Edwin McMasters Stanton, Salmon Portland Chase, Abraham Lincoln, Gideon Welles, Caleb Blood Smith, William H. Seward, Montgomery Blair ed Edward Bates. Dipinto di Francis Bicknell Carpenter.

### Proclama di emancipazione
Lo stesso mese in cui Lincoln firmò la seconda legge di confisca, decise anche in forma privata di perseguire l'emancipazione come obiettivo di guerra. Il 22 luglio 1862 il presidente lesse ai suoi ministri un progetto preliminare di proclama che richiedeva l'emancipazione di tutti gli schiavi confederati; Seward convinse Lincoln ad annunciare pubblicamente il piano dopo una significativa vittoria bellica, in modo da non farla sembrare una mossa dettata dalla disperazione. Egli fu poi costretto ad attendere diversi mesi, fino al successo conseguito nella battaglia di Antietam.
Il proclama fu reso pubblico il 22 settembre 1862 ( Testo completo su Wikisource.), con la sua entrata in vigore programmata per 1º gennaio successivo ( Testo completo su Wikisource.,  Testo con audio.) e applicabile negli undici Stati ribelli nel 1863, non concerneva quindi i quasi 500.000 schiavi presenti negli Stati cuscinetto nella guerra di secessione americana (Missouri, Kentucky, Maryland e Delaware) che facevano parte dell'Unione. Questi schiavi sarebbero stati liberati su base federale o di singolo Stati. La maggior parte del territorio del Tennessee era già sotto il controllo dell'Unione e con un governo riconosciuto da essa, quindi non venne citato dalla proclamazione. La Virginia, seppur nominata, ottenne specifiche esenzioni per 48 delle proprie contee entrate nel nuovo Stato della Virginia Occidentale, come pure per sette altre contee e due città sotto controllo unionista. Anche New Orleans e 13 circoscrizioni della Louisiana sotto occupazione ricevettero lo stesso trattamento: tali esenzioni mantenevano 300.000 afroamericani in uno stato di schiavitù. Nonostante le esenzioni e la sua ritardata entrata in vigore, il proclama di emancipazione aggiunse come secondo obiettivo di guerra l'abolizione della schiavitù, subito dopo il ripristino dell'Unione.

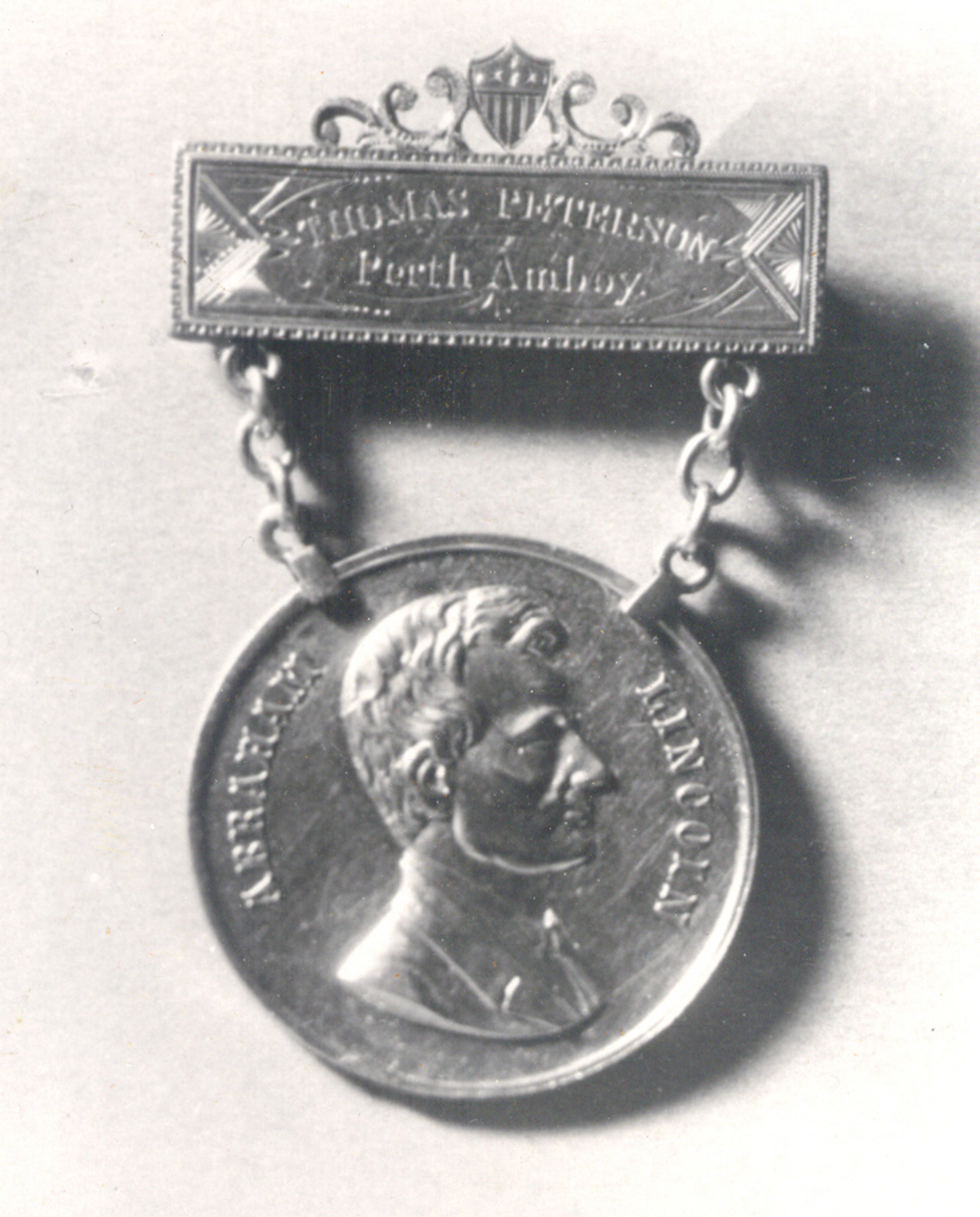
Questo medaglione venne assegnato a Thomas Mundy Peterson nel 1870 per essere stato il primo afroamericano a votare dopo l'approvazione del XIV emendamento. I cittadini di Perth Amboy raccolsero 70 dollari (una somma considerevole al tempo) per realizzarlo. L'immagine presenta un busto di profilo di Lincoln senza barba.

### XIII emendamento

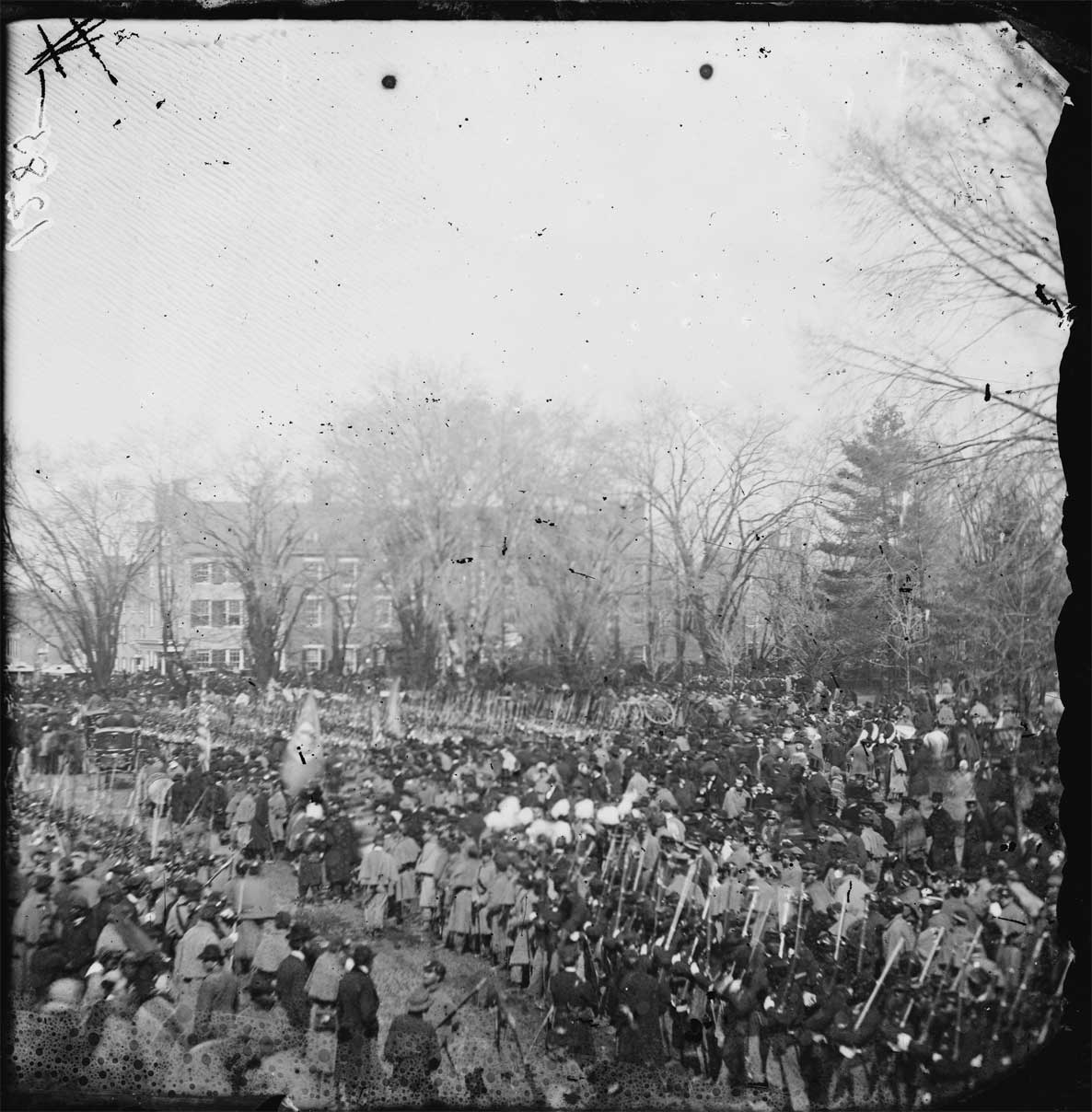
Cerimonia della seconda inaugurazione alla presenza delle truppe di colore.

Il presidente diventava sempre più apertamente contrario alla schiavitù con il procedere della guerra; giunse ad autorizzare l'arruolamento di soldati neri poi, nonostante la considerevole resistenza di molti bianchi.
Nel dicembre del 1863 fu presentata al Congresso la proposta di un emendamento costituzionale che avrebbe bandito l'istituto della schiavitù; il Senato votò a favore con la necessaria maggioranza dei due terzi, ma alla Camera dei rappresentanti mancava un sostegno sufficiente all'approvazione.
Accettando la nomina per il "National Union" alle elezioni presidenziali del 1864, il presidente uscente informò il Partito che avrebbe cercato di far ratificare un emendamento costituzionale favorevole all'abolizione. Dopo essere riuscito a vincere la rielezione, Lincoln fece della ratifica del XIII emendamento una delle priorità della sua amministrazione, avendo l'appoggio di vaste maggioranze in entrambe le aule. Sebbene avesse in gran parte evitato di rimanere coinvolto nelle procedure legislative congressuali, il presidente diede al processo di ratifica tutta la propria attenzione. Anziché attendere che il 39º Congresso si riunisse a marzo, come di prassi, sollecitò la sessione finale del 38º Congresso ad uno sforzo congiunto per procedere all'approvazione dell'emendamento costituzionale il più presto possibile. Lincoln e il segretario di Stato William H. Seward s'impegnarono in un'ampia campagna di pressione per ottenere il voto.
Nella votazione svoltasi il 31 gennaio 1865 la Camera dei rappresentanti superò di poco la soglia dei due terzi, con un voto di 119 contro 56. Il XIII emendamento poté quindi essere inviato agli Stati per la ratifica; Seward avrebbe potuto proclamare ufficialmente l'adozione solo il 18 dicembre, 8 mesi dopo l'assassinio di Abraham Lincoln. 

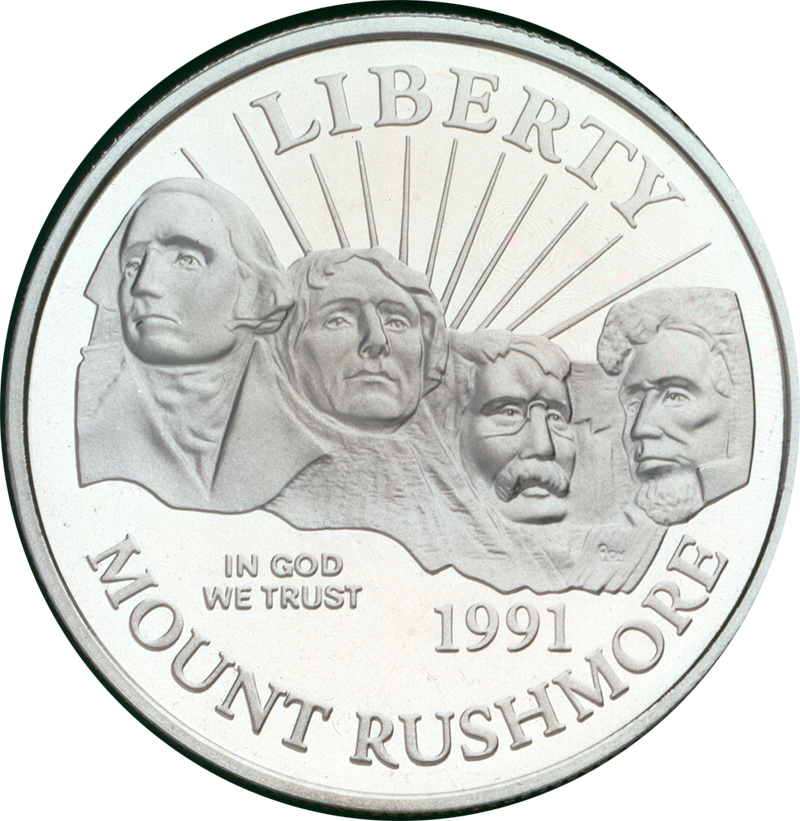
Dollaro commemorativo dei quattro volti presidenziali del Monte Rushmore (1991).

## Affari interni

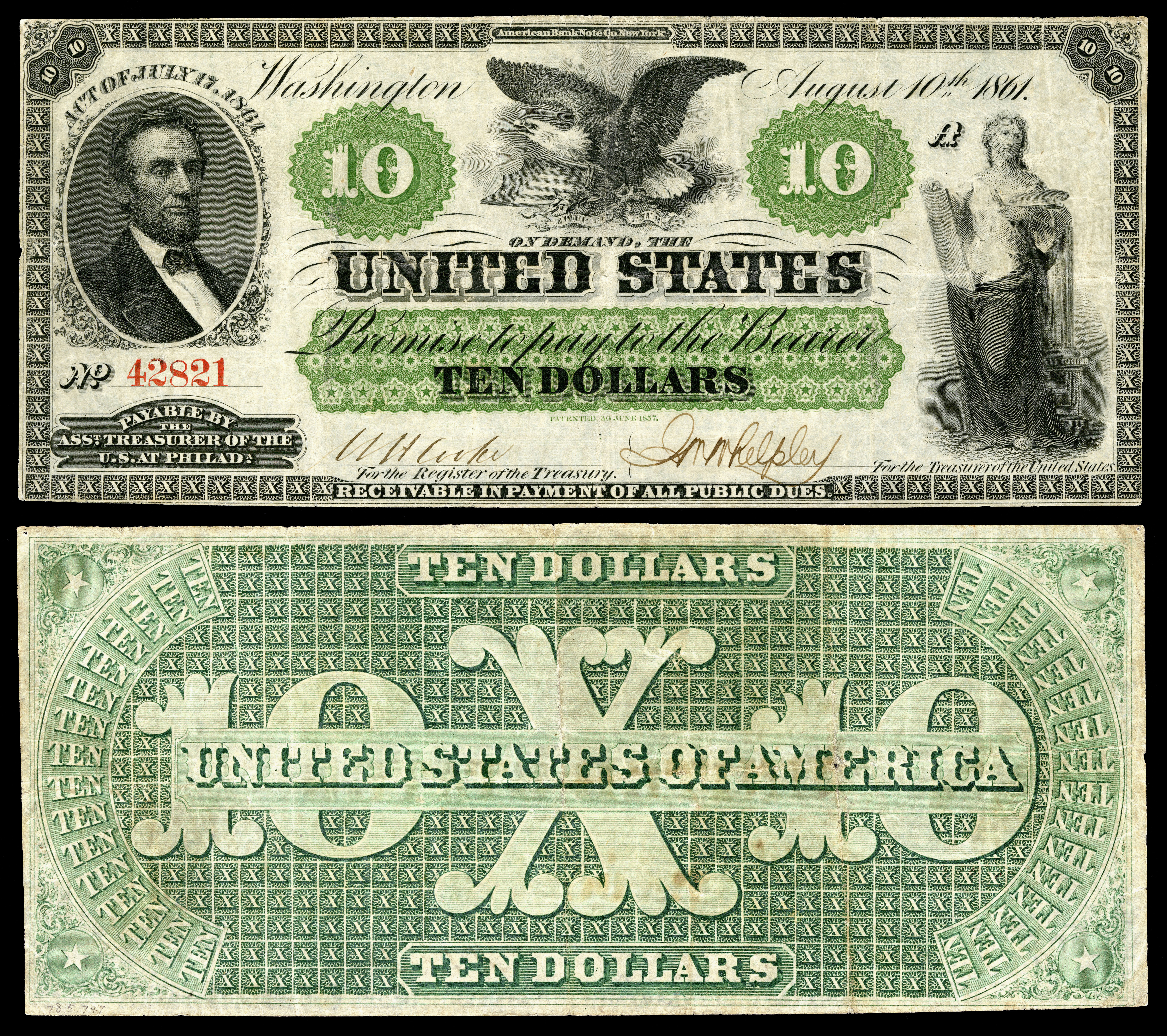
I 10 dollari con l'effigie del presidente (serie del 1861).

### Economia
Lincoln aderiva all'interpretazione data dal Partito Whig alla separazione dei poteri sotto la Costituzione, che dava al Congresso la responsabilità di scrivere e approvare le leggi e al governo di applicarle. Lincoln pose il veto a quattro progetti di legge votati dal Congresso, l'unico davvero importante fu il disegno di legge Wade-Davis Bill. Firmò invece lo Homestead Act nel 1862, rendendo disponibili per l'acquisto milioni di acri di terreno detenuti dal governo nel West a costi molto bassi. I Morrill Land-Grant Acts fornirono sovvenzioni agli istituti di istruzione universitaria agraria di qualsiasi Stato. I Pacific Railroad Acts del 1862 e 1864 garantirono il sostegno federale per la costruzione della prima ferrovia transcontinentale, completata nel 1869, che collegava per la prima volta le due coste oceaniche. L'approvazione parlamentare dello Homestead Act e dei Pacific Railway Acts fu possibile grazie all'assenza dei senatori e dei deputati sudisti, che vi si erano opposti per tutti gli anni 1850.
Lincoln presiedette all'espansione dell'influenza economica del governo federale anche in diverse altre aree; leggi importanti riguardarono due misure per aumentare le entrate governative: la crescita dei dazi doganali (una politica questa con un lungo precedente) e una nuova imposta federale sul reddito. Nel 1861 il presidente firmò la seconda e la terza legge Morrill sui dazi (la prima era divenuta esecutiva sotto la presidenza di James Buchanan); sempre in quello stesso anno fu l'approvata la legge sul reddito (Revenue Act) creò la prima imposta federale sul reddito. Ciò produsse una tassa ad aliquota unica del 3% sui redditi superiori a 800 dollari (21.300 in termini correnti); essa fu in seguito modificata dalla legge del 1862 con aliquote crescenti. La creazione del sistema bancario nazionale da parte del National Bank Act contribuì a consolidare una forte rete finanziaria nel paese e stabilì un'unica valuta nazionale. Nel 1862 il Congresso istituì il dipartimento dell'agricoltura.

L'esterno del giardino della Casa Bianca nella prima metà del 1860 (foto di Mathew B. Brady).

### Altro
Nel 1862 Lincoln inviò il generale John Pope a sedare la guerra di Piccolo Corvo (agosto-dicembre) contro i Dakota nell'odierno Minnesota, presentandosi con 303 mandati d'esecuzione contro i Sioux "Santee Dakota" accusati e condannati per aver ucciso contadini innocenti; il presidente condusse personalmente una revisione di ciascuno di questi mandati, approvando infine 39 sentenze alla pena di morte (una poi revocata).
Nei suoi ultimi due messaggi annuali all'assemblea congressuale (il discorso sullo stato dell'Unione) Lincoln richiese la riforma del Bureau of Indian Affairs e dell'intera politica federale nei riguardi dei nativi americani; tuttavia poiché la guerra di secessione rimaneva la preoccupazione principale, egli permise che il sistema continuasse semplicemente a funzionare immutato, per l'equilibrio della propria amministrazione. Il 29 novembre 1864 si verificò, nell'ambito dei più vasti eventi della guerra del Colorado e delle guerre indiane, il Massacro di Sand Creek.
In seguito a voci insistenti su una bozza di legge inerente al prezzo dell'oro, i redattori del New York World e di The Journal of Commerce pubblicarono un fasullo progetto di legge che diede agli editori e ad altri impiegati dei giornali l'opportunità di giocare sul prezzo dell'oro. La reazione presidenziale fu quella d'inviare ai giornali un messaggio forte: ordinò ai militari di sequestrare i due giornali. Il sequestro durò due giorni.
A Lincoln si deve in gran parte l'istituzione della festività del giorno del ringraziamento. Prima della sua presidenza, era una festività tradizionale locale nella Nuova Inghilterra fin dal XVII secolo, ma era stato proclamato come festività nazionale dal governo solo sporadicamente, e oltretutto in date irregolari. L'ultimo annuncio del genere si era verificato nel corso della presidenza di James Madison più di 50 anni prima. Nel 1863 il presidente dichiarò ufficialmente che l'ultimo giovedì di novembre di quell'anno sarebbe stato un giorno di Ringraziamento (Thanksgiving).
Nel giugno del 1864 Lincoln approvò la legge votata dal Congresso che forniva una protezione federale senza precedenti per l'area ai giorni nostri nota col nome di parco nazionale di Yosemite, in California.

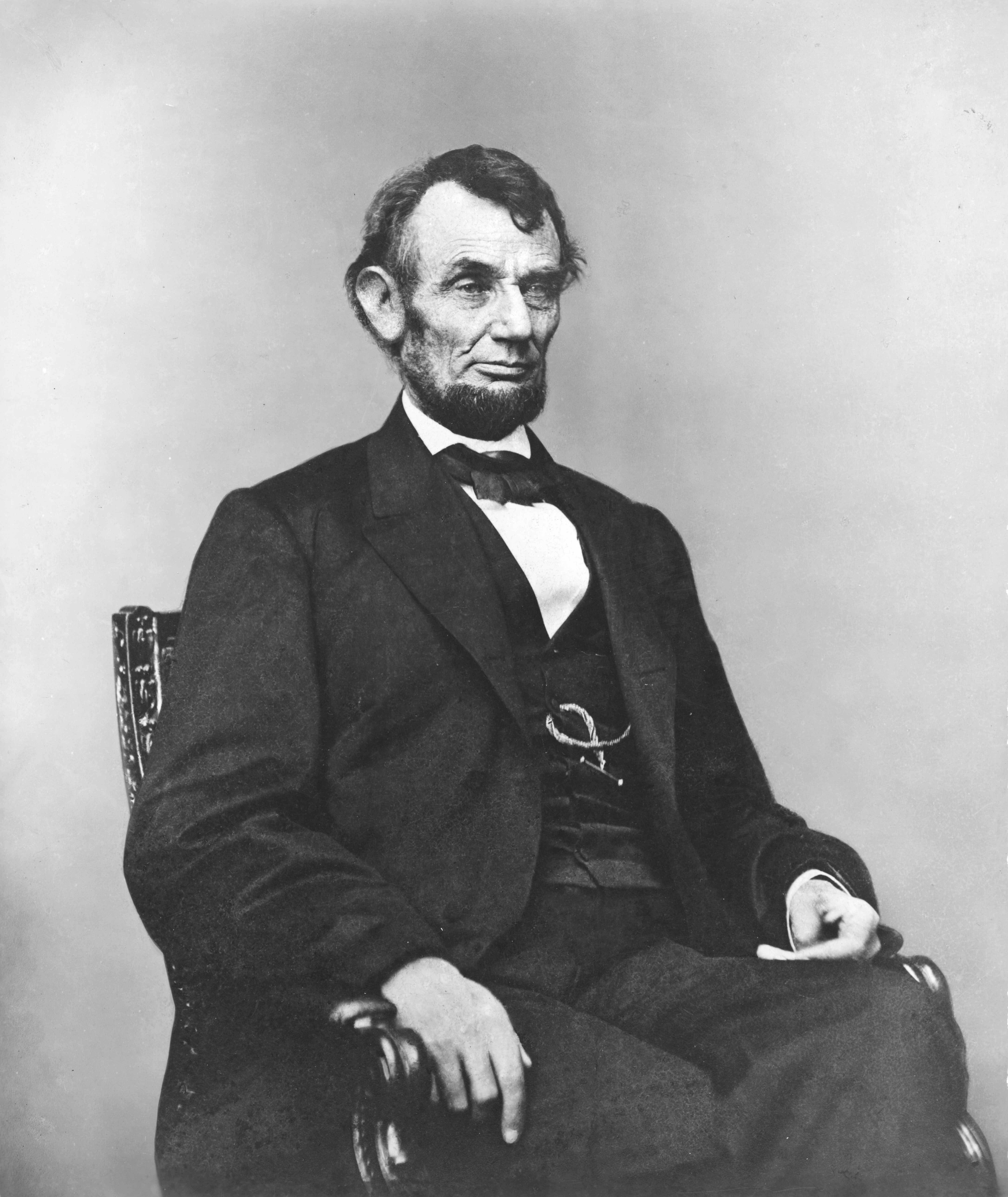
Mentre Lincoln è di solito raffigurato con la barba, egli cominciò a farsela crescere solo a partire dal 1860 dietro suggerimento dell'undicenne Grace Bedell (in quanto simbolo del suo rifiuto nei confronti dell'inevitabilità bellica non si lasciò invece mai crescere i baffi "guerreschi").

## Politica estera
Sia gli unionisti sia i confederati riconobbero l'importanza delle grandi potenze straniere nel riconoscimento della loro causa, poiché un eventuale aiuto proveniente da oltreoceano avrebbe potuto aiutare grandemente il Sud, tanto quanto l'intervento del Regno di Francia di Luigi XVI di Francia nella guerra d'indipendenza americana aveva portato soccorso alle Tredici colonie. All'inizio, la sola grande potenza che offrì il proprio pieno appoggio all'Unione fu l'impero russo, mentre le altre nazioni europee coltivarono vari gradi di simpatia nei confronti dei secessionisti. Rimasero tuttavia ufficialmente neutrali per tutta la durata del conflitto e nessuna di esse riconobbe mai diplomaticamente gli Stati Confederati d'America, il che segnò un risultato positivo sia per il segretario di Stato William H. Seward che per l'amministrazione Lincoln nel suo complesso.
Seppur al di fuori da ogni diretta intromissione, il Secondo Impero francese e l'impero britannico in particolare furono coinvolti nella guerra civile in vari modi. I maggiori capi di Stato europei vedevano la separazione cruenta degli Stati Uniti d'America come la possibilità di eliminare, o almeno indebolire notevolmente, un pericoloso rivale economico e politico; cercarono pertanto la via migliore di sfruttare l'incapacità temporanea degli Stati Uniti di intervenire in altre zone dell'America, come invece stabiliva la dottrina Monroe. L'impero spagnolo ne approfittò per invadere la Repubblica Dominicana nel 1861, mentre i francesi stabilirono un regime fantoccio nel neonato Secondo Impero messicano offrendo la corona a Massimiliano I del Messico nel 1863; nonostante ciò molti sperarono in una rapida conclusione della belligeranza, sia per scopi umanitari che per la disgregazione economica causata dalla guerra.
In principio, la politica estera di Lincoln non lanciò appelli all'opinione pubblica europea. L'aristocrazia, allora il fattore ancora predominante in ogni paese, era compiaciuta nel constatare il collasso americano, come prova reale che l'esperimento di governo popolare basato sul repubblicanesimo era fallimentare. I diplomatici di Lincoln spiegarono che i due contendenti non erano divisi dall'abolizionismo; ripeterono invece argomentazioni legali circa l'incostituzionalità della secessione. Il portavoce confederato, per contro, risultò molto più efficace ignorando del tutto il tema dello schiavismo concentrandosi invece sulla lotta per la libertà, sul loro assiduo impegno nei confronti del libero scambio e soprattutto sul ruolo fondamentale che aveva il cotone nell'intera economia europea. Tuttavia la speranza confederata che il loro cotone fosse fondamentale fu delusa, in quanto gli inglesi trovarono fonti alternative e la loro economia si era spostata verso settori industriali che non facevano più grande affidamento sul cotone.
Sebbene il proclama di emancipazione non avesse modificato la possibilità di un intervento europeo, rinsaldò l'opinione pubblica alla causa unionista, aggiungendo l'abolizionismo come uno dei principali obiettivi di guerra addotti dal Nord; ogni progetto d'interferenza diretta terminò con le vittorie dell'Unione nella battaglia di Gettysburg e nella battaglia di Vicksburg. I capi di Stato europei capirono in quel momento che la causa confederata era irrimediabilmente condannata.

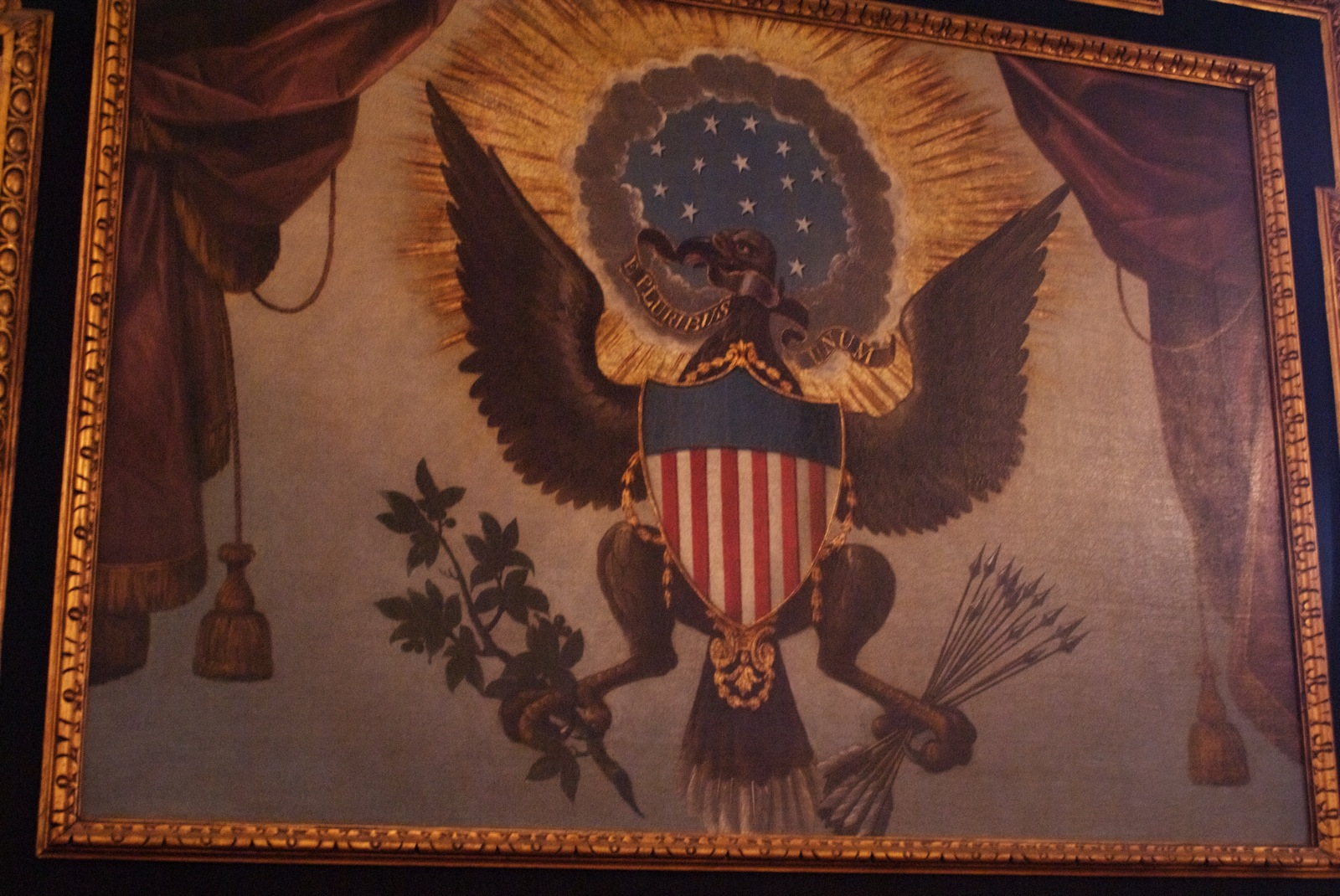
Lo stemma degli Stati Uniti d'America con l'aquila dalla testa bianca che stringe sul suo artiglio sinistro tredici frecce e su quello destro un ramo d'ulivo.

### Relazioni con l'impero britannico
L'aristocrazia britannica era tendenzialmente a favore dei secessionisti, mentre l'opinione pubblica fu invece maggiormente portata a sostenere gli unionisti. Il traffico commerciale su larga scala inizialmente continuò in entrambe le direzioni con gli americani che inviavano grano agli inglesi, mentre questi ultimi spedivano materiali e munizioni; proseguì anche l'immigrazione negli Stati Uniti, mentre il commercio britannico con la Confederazione rimase assai limitato, tranne in quei pochi casi in cui il contrabbando riuscì a forzare il blocco navale attuato dagli unionisti. L'industria tessile britannica dipendeva largamente dal cotone proveniente dal Sud, ma aveva scorte per continuare la produzione per almeno un anno e in ogni caso gli industriali e gli operai avevano allora ben poco peso nella politica nazionale.
La strategia confederata per assicurarsi l'indipendenza era fondata in larga misura sulla speranza di un intervento militare britannico e francese, ma la sua diplomazia si rivelò completamente inefficace. A partire dal proclama di emancipazione nel settembre 1862, la guerra civile divenne per tutti gli osservatori una guerra contro la schiavitù; la maggior parte dei cittadini britannici la sostenne di fatto e Karl Marx parlò appassionatamente a favore dell'abolizionismo.
Una grave controversia diplomatica occorse nel 1861 quando la marina militare unionista intercettò in alto mare una nave di posta battente bandiera britannica, la Trent, e sequestrò due inviati confederati in viaggio verso l'Europa; l'incidente suscitò una reazione di pubblico sdegno nel Regno Unito; il governo di Palmerston protestò con veemenza, mentre dall'altra parte il pubblico americano applaudiva. Lincoln concluse la crisi, conosciuta come l'incidente del Trent, facendo liberare i due diplomatici fermati e tenuti in prigionia illegalmente.

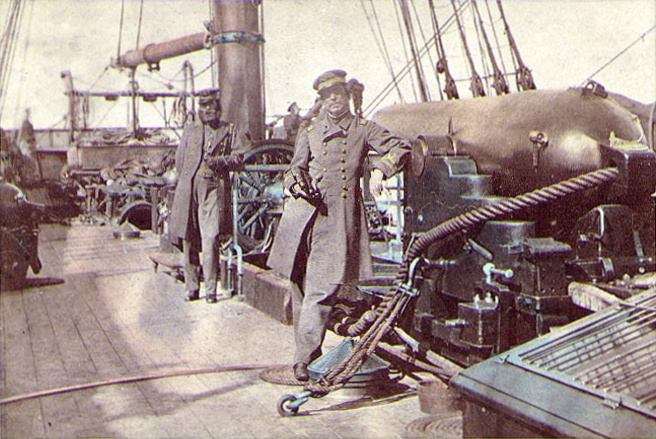
Il capitano Raphael Semmes, comandante della CSS Alabama, in piedi a poppa della randa, durante la sua visita a Città del Capo nell'agosto del 1863. Il suo ufficiale esecutivo, il primo tenente John M. Kell, è sullo sfondo.

I finanzieri britannici organizzarono e gestirono la maggior parte delle evasioni del blocco, investendovi centinaia di milioni di sterline; ma ciò venne considerato legale e pertanto non causò tensioni di rilievo. Vennero assunti come addetti marinai e ufficiali di Marina in congedo. Quando la marina militare unionista catturò uno dei navigli del blocco, fece vendere la nave e il carico come premio per i marinai americani, poi rilasciò l'equipaggio.
Il cantiere navale britannico Cammell Laird costruì due navi corazzate da guerra per i confederati, tra cui la CSS Alabama, con un seguito di violente proteste da parte degli unionisti. La controversia fu finalmente risolta al termine del conflitto tramite le cosiddette pretese della CSS Alabama; agli Stati Uniti furono infine assegnati 15,5 milioni di dollari in una sentenza di arbitrato emessa da un tribunale internazionale per i danni causati dalle navi da guerra fatte costruire in Gran Bretagna.

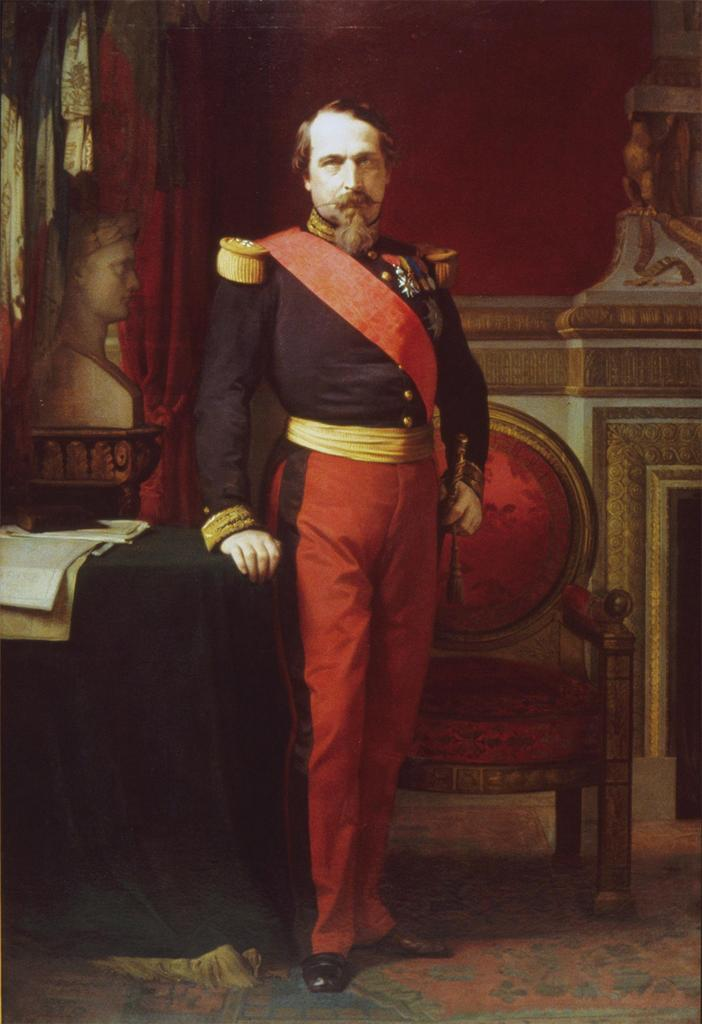
L'imperatore Napoleone III di Francia appoggiò apertamente le rivendicazioni dei sudisti. Dipinto di Hippolyte Flandrin.

### Relazioni con il secondo impero francese
L'imperatore Napoleone III di Francia provò a ristabilire una colonia nell'America settentrionale, col territorio messicano al centro di un impero attraverso cui sperò di aprirsi un passaggio verso l'America centrale. Nel dicembre 1861 le truppe francesi sbarcarono e invasero il Messico, dietro la giustificazione ufficiale del mancato pagamento dei debiti. Fu stabilito uno stato fantoccio sotto il governo di Massimiliano I del Messico. Nell'ottobre del 1862, temendo che l'Unione, una volta riformatasi, avrebbe minacciato direttamente il suo impero restaurato, Napoleone III propose alle due parti in lotta un armistizio e una mediazione congiunta della guerra civile da parte del secondo Impero francese, dell'impero britannico e dell'impero russo. Un tale progetto fu tuttavia rifiutato dalle altre potenze europee, che temevano di alienarsi l'Unione. La bellicosità dell'imperatore francese verso i russi durante la rivolta di gennaio nel 1863 provocò una frattura tra le potenze che rese impossibile ogni intervento europeo congiunto.
Gli Stati Uniti si rifiutarono di riconoscere il nuovo governo messicano e anzi minacciarono i francesi di ricacciarli fuori dal paese con la forza; non si implicarono comunque direttamente nel conflitto messicano, nonostante la crescente resistenza contro l'ordine imposto da Massimiliano. Appena terminata la guerra civile, gli Stati Uniti aumentarono le pressioni sui francesi affinché si ritirassero; la loro costante presenza nell'emisfero occidentale si sarebbe rivelata una delle questioni più importanti da affrontare per la presidenza di Andrew Johnson, che succedette a Lincoln dopo il suo omicidio.

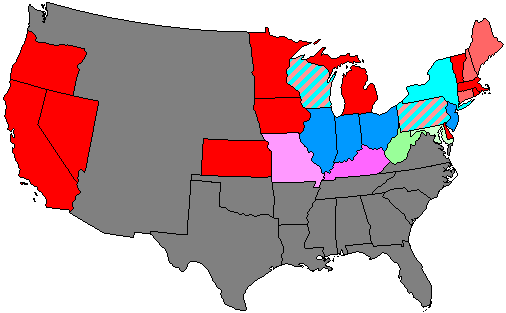

| Percentuale di rappresentanza per Stato al 38º Congresso: | Percentuale di rappresentanza per Stato al 38º Congresso: | Percentuale di rappresentanza per Stato al 38º Congresso: | Percentuale di rappresentanza per Stato al 38º Congresso: |
| --------------------------------------------------------- | --------------------------------------------------------- | --------------------------------------------------------- | --------------------------------------------------------- |
| 80,1-100% Democratici                                     | 80,1-100% Repubblicani                                    | 80,1-100% di Unionisti                                    | 80,1-100% di Unionisti di confine                         |
| 60,1-80% Democratici                                      | 60,1-80% Repubblicani                                     | 60,1-80% di Unionisti                                     | 60,1-80% di Unionisti di confine                          |
| Maggioranza di Democratici                                | Maggioranza di Repubblicani                               | Maggioranza di Unionisti                                  | Maggioranza di Unionisti di confine                       |

## Appuntamenti elettorali durante il mandato

### Elezioni di medio termine del 1862
Le elezioni a medio termine nel 1862 portarono il Partito Repubblicano a dover affrontare gravi defezioni, innanzitutto per il mancato risultato di una rapida conclusione del conflitto; ma lo sfavore nei riguardi dell'amministrazione contemplò anche l'aumento della spinta inflazionistica, un nuovo innalzamento delle tasse, voci di episodi di corruzione vera o presunta, la sospensione dell'habeas corpus, la legislazione militare che introdusse la coscrizione ed infine anche le paure connesse alla liberazione degli schiavi in quanto avrebbero minato in profondità il mercato del lavoro.
L'annuncio del proclama di emancipazione promesso a settembre fece guadagnare voti ai repubblicani soprattutto nelle aree rurali degli Stati Uniti d'America nord-orientali e nel settentrione degli Stati Uniti d'America medio-occidentali, mentre produsse una perdita di elettorato nelle città e nel meridione del Midwest.

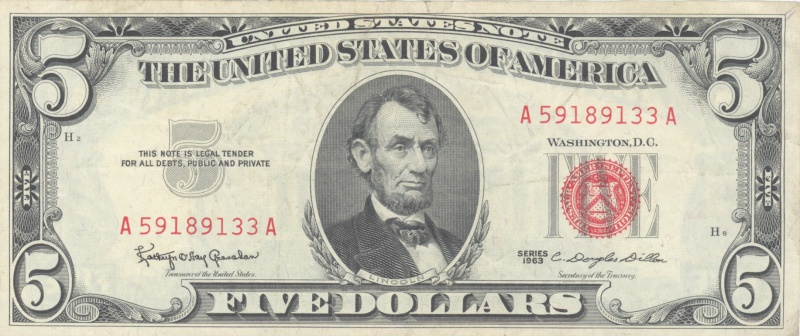
Banconota dedicatoria da 5 dollari emessa nel 1963, durante la presidenza di John Fitzgerald Kennedy.

Mentre i repubblicani si scoraggiarono i democratici rimasero stimolati, fecero particolarmente bene ed ottennero le crescite più consistenti in Pennsylvania, nell'Ohio, nell'Indiana e a New York. I repubblicani riuscirono a mantenere la maggioranza nel Congresso degli Stati Uniti d'America e negli Stati principali ad eccezione di New York; il giornale di Cincinnati sostenne che gli elettori erano "depressi dalla natura interminabile della guerra e dalla sua conduzione fino a questo momento, oltre che dal rapido esaurimento delle risorse nazionali senza aver avuto in cambio un qualche progresso apprezzabile e significativo"".

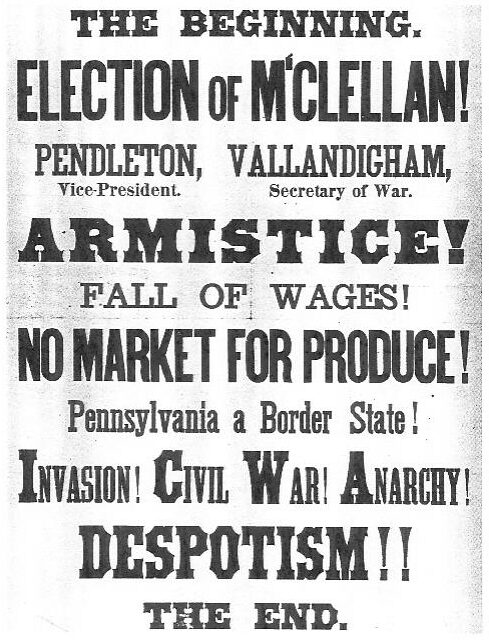
Manifesto della campagna elettorale repubblicana che avverte dei pericoli insiti nell'eventuale vittoria di George McClellan.

### Elezioni presidenziali del 1864
I risultati delle elezioni di metà mandato del 1862 erano stati favorevoli ai democratici e Lincoln dovette subire la pressione di chi gli chiedeva di porre termine, in un modo o nell'altro, alla guerra prima della fine del quadriennio. Sperando di trovare il sostegno di unionisti di entrambi i partiti, invitò i leader repubblicani ad adottare un nuovo nome per le prossime elezioni; nacque così il "Partito dell'unione nazionale". Durante il 1863 riuscì ad ottenere la fiducia di molti, ma la sua nomination non era assicurata, anche perché nessun presidente in carica era stato rieletto dopo Andrew Jackson nel 1832.
Salmon Portland Chase emerse come lo sfidante più pericoloso all'interno del Partito e il senatore del Kansas Samuel C. Pomeroy condusse dietro le quinte una campagna in suo favore; quando nel marzo del 1864 Chase annunciò di non volersi impegnare, i repubblicani radicali cercarono un nuovo candidato. A maggio fu proposto il nome di John Charles Frémont, tuttavia gli abolizionisti radicali si trovarono indecisi e divisi; alcuni di loro appoggiarono Lincoln, sostenendo che la candidatura di Frémont avrebbe favorito i Democratici se Lincoln si fosse ricandidato. A settembre, con Lincoln ormai in corsa, Frémont si ritirò e appoggiò a sua volta il presidente.
Nonostante le recenti battute d'arresto nel fronte occidentale, la Convention nazionale di giugno del Partito dell'unione nazionale nominò Lincoln. Anche se Hannibal Hamlin aveva sperato fino all'ultimo di essere rinominato per la carica di vicepresidente, la convenzione gli preferì Andrew Johnson, democratico unionista, governatore militare del Tennessee; la speranza nel partito era che Johnson avrebbe intercettato elettori democratici. Lincoln aveva rifiutato di far pesare la propria opinione riguardo alla scelta del suo co-candidato.
Prima di agosto i Repubblicani furono in grande ansia, temendo che Lincoln sarebbe stato alla fine sconfitto; la prospettiva era talmente cattiva che il giornalista Thurlow Weed disse al presidente che la "rielezione era un'impossibilità". Riconoscendo il rischio di sconfitta, Lincoln scrisse e firmò un documento che lo impegnava, se avesse perso le elezioni, a provare a vincere la guerra contro i Confederati con una campagna militare decisiva, prima di lasciare la presidenza.
Il presidente domandò a Frederick Douglass di elaborare un piano per far fuggire gli schiavi dal Sud prima della scadenza del suo mandato.
Le prospettive di rielezione si fecero via via migliori dopo che la marina militare unionista conquistò la baia di Mobile alla fine di agosto e quando il generale William Tecumseh Sherman espugnò poche settimane dopo Atlanta, a conclusione della Battaglia di Atlanta.

Mappa dei risultati delle Elezioni presidenziali negli Stati Uniti d'America del 1864; in rosso gli Stati federati conquistati da Lincoln.

Queste vittorie alleviarono le ansie dei Repubblicani e contribuirono a ripristinare il sostegno popolare alla strategia bellica dell'amministrazione. Con il conseguimento di tali successi le divisioni interne latenti nel Partito Democratico giunse infine alla superficie. La Convenzione nazionale democratica si riunì alla fine di agosto scegliendo il generale George McClellan come candidato presidenziale. I Democratici, ancora profondamente divisi, adottarono un programma elettorale che chiedeva l'immediato cessate il fuoco e la stipulazione di un armistizio, ma McClellan stesso era favorevole alla prosecuzione della guerra; egli rimase riluttante per un certo periodo se accettare o meno la nomina, ma dopo la vittoria dell'Unione ad Atlanta rispose affermativamente con una lettera pubblica. Secondo lo storico Ronald C. White la lettera di McClellan cercava di chiarire la sua posizione, tesa a riunificare la nazione e contraria al proclama di emancipazione.
Lincoln condusse una campagna sui temi di "nessuna pace senza vittoria" e "Unione e libertà". La stampa a lui ostile etichettò il presidente con l'epiteto di "tiranno" o lo accusò di promuovere la mescolanza razziale, mentre gli oppositori di McClellan definirono il generale un traditore. Lincoln ottenne una vittoria molto larga, raccogliendo il 55% del voto popolare e 212 dei 233 grandi elettori.

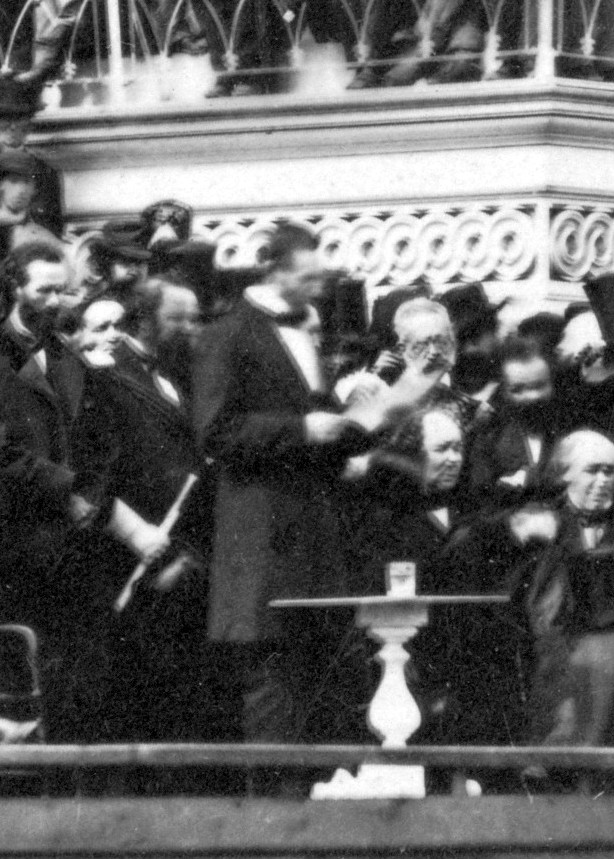
Lincoln durante il suo secondo discorso d'insediamento presidenziale.

Tenne il suo secondo discorso inaugurale il 4 marzo 1865 ( Testo Completo su Wikisource.) al Campidoglio; l'ultimo discorso pubblico lo pronunziò l'11 aprile ( testo su Wikisource.).

## L'omicidio
(Mario Francini, Storia dei presidenti americani Tascabili Newton 1996, pp. 34-35.)
Poco dopo le 22 del 14 aprile 1865, Venerdì santo, il presidente venne colpito a morte nel corso della rappresentazione di Our American Cousin al Teatro Ford; vi si trovava con la moglie Mary Todd Lincoln ed alcuni amici. Gli fu sparato alla parte posteriore della testa dall'attore e simpatizzante confederato John Wilkes Booth; ferito gravemente venne immediatamente esaminato da un medico presente tra il pubblico. Trasportato alla "Petersen’s Boarding House" che si trovava dall'altra parte della strada, morì alle 7:22 del mattino seguente.
L'atto di Booth faceva parte di un complotto ordito con Lewis Powell, David Herold e George Atzerodt, che prevedeva anche l'uccisione del segretario di Stato William H. Seward e del vicepresidente Andrew Johnson. Speravano in tal modo di rilanciare la causa confederata, creando il caos attraverso la destabilizzazione del governo federale; Booth riuscì a colpire Lincoln, ma il resto della trama fallì miseramente. Seward venne aggredito, ma si rimise presto dalle ferite ricevute; Atzerot, invece di uccidere Johnson, andò ad ubriacarsi, per poi tentare la fuga.

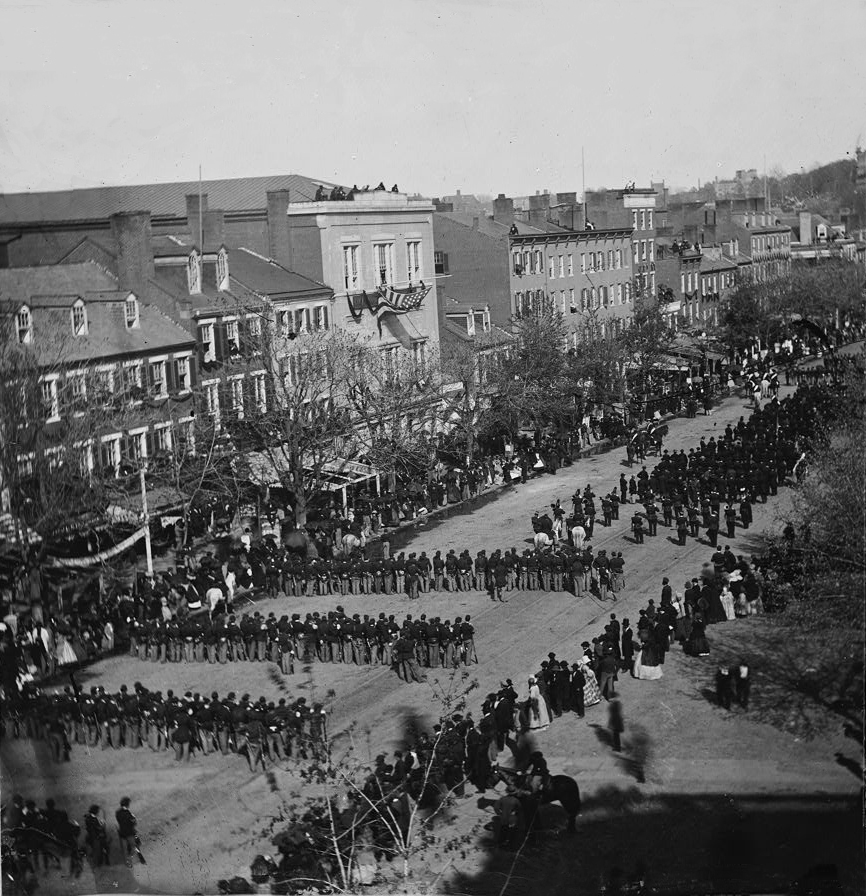
Unità militari che scendono lungo la Pennsylvania Avenue a Washington durante i funerali di Stato per Abraham Lincoln, il 19 aprile 1865.

L'esposizione pubblica della salma avvenne nella sala Est della Casa Bianca e successivamente nella "Rotonda" del Campidoglio fino al 21 aprile, quando la bara fu portata alla stazione ferroviaria della New Jersey Avenue. Si tennero solenni funerali di Stato, prima nella capitale e poi anche nelle varie tappe intermedie ove il treno sostò, per un tragitto lungo 2.662 km, lo stesso che Lincoln aveva percorso all'inverso nel 1861 per recarsi ad assumere la carica di presidente eletto.

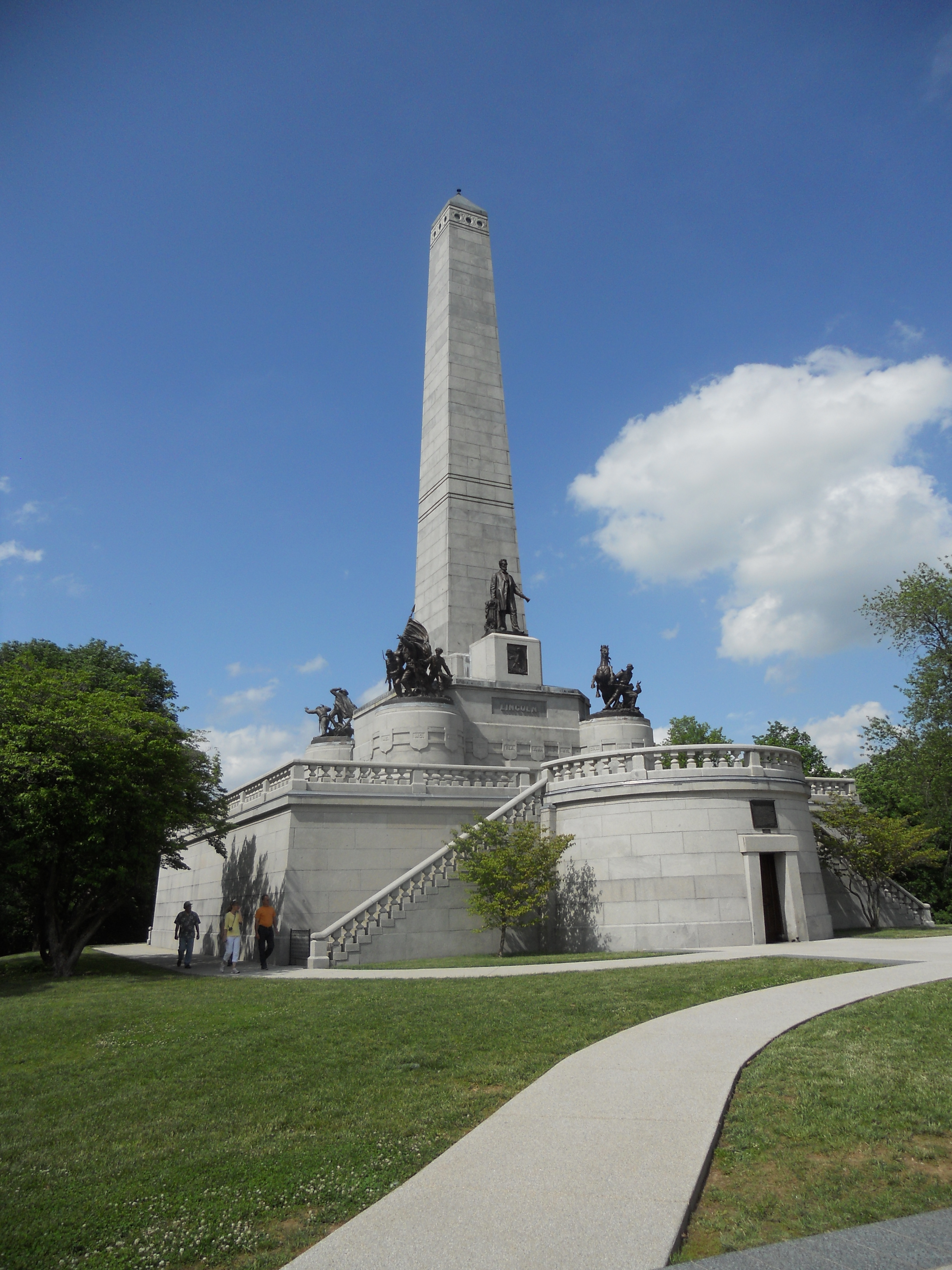
L'ingresso della Tomba Lincoln nel cimitero Oak Ridge di Springfield.

Fu sepolto il 4 maggio nel cimitero Oak Ridge di Springfield, ove riposa tuttora.

## Reputazione storica e eredità
Nei sondaggi, condotti a partire dagli anni 1940, degli studiosi che hanno realizzato la classifica storica dei presidenti degli Stati Uniti d'America, Lincoln si è costantemente classificato nelle prime tre posizioni, spesso come numero uno. Uno studio del 2004 ha mostrato che gli studiosi nei settori della storia e della politica hanno classificato Lincoln il numero uno, mentre gli studiosi giuridici lo hanno posto secondo dopo Washington.
Nei sondaggi presidenziali eseguiti dal 1948, Lincoln è stato classificato al vertice della maggior parte dei sondaggi: Schlesinger 1948, Schlesinger 1962, 1982 Murray Blessing Survey, Chicago Tribune 1982, Schlesinger 1996, C-SPAN 1996, Ridings-McIver 1996, Time 2008, C-SPAN 2009 e C-SPAN 2017. In generale i primi tre presidenti sono classificati come segue: 1° Lincoln; 2° George Washington; 3° Franklin Delano Roosevelt, anche se talvolta Lincoln arriva dietro Washington e Washington dietro a Roosevelt.

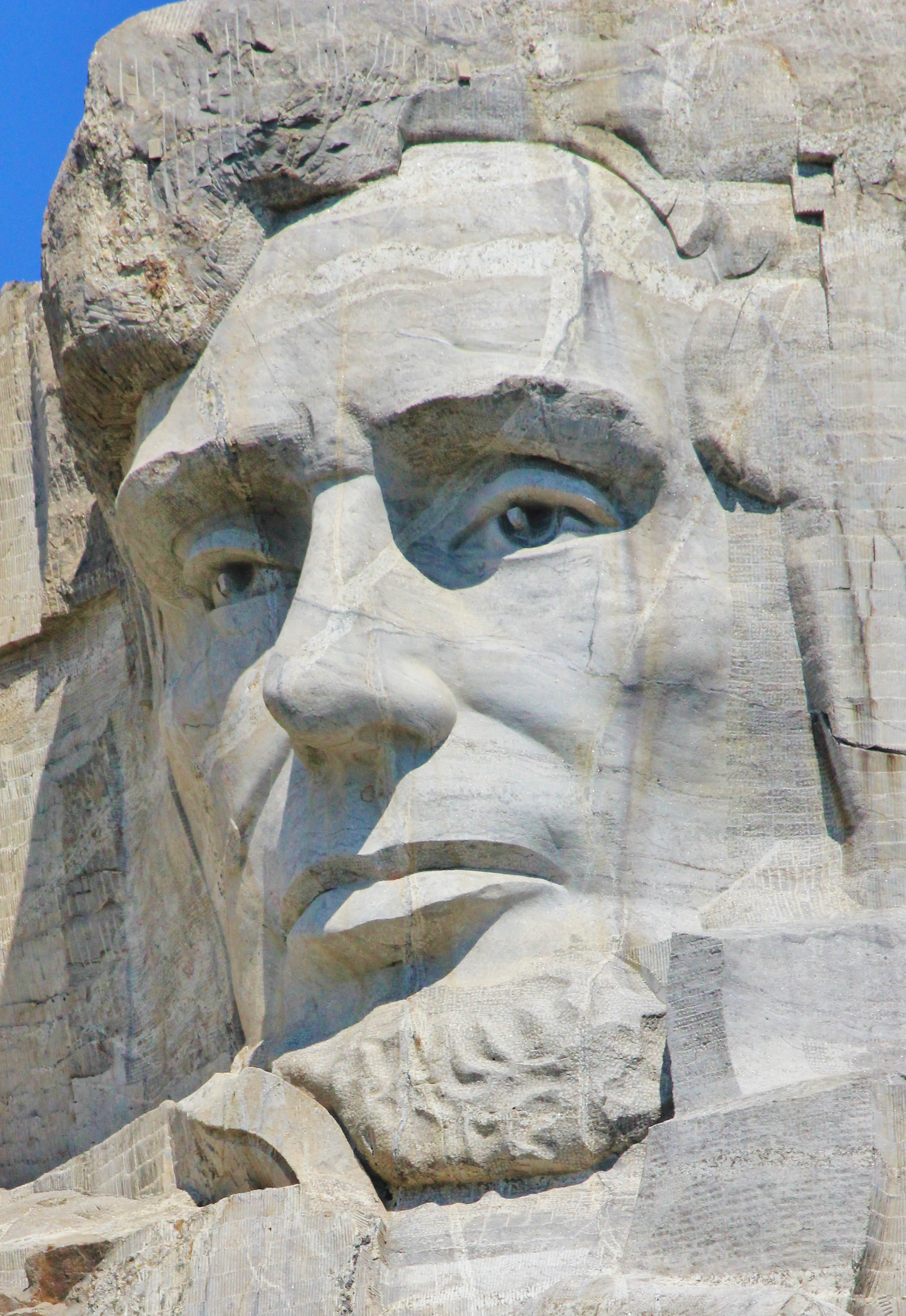
L'immagine di Lincoln scavata nella pietra del monte Rushmore.

### Ridefinizione della Repubblica e del repubblicanesimo
La riuscita riunificazione tra gli Stati sudisti e nordisti ebbe una conseguenza per il nome stesso della nazione. Il termine "Stati Uniti" veniva infatti utilizzato in precedenza, talvolta al plurale ("gli Stati Uniti sono") e altre volte al singolare ("Stati Uniti è"), senza alcuna particolare coerenza grammaticale. La guerra civile rappresentò uno stimolo significativo per la successiva predominanza del singolare, a partire dalla fine XIX secolo.
Lo storico legale Paul Finkelman sostiene che la vittoria dell'Unione sulla Confederazione, soprattutto attraverso gli emendamenti approvati durante l'era della Ricostruzione, ratificati tutti dopo la morte di Lincoln ma resi possibili dalla vittoria bellica, modificò l'essenza stessa della Costituzione americana.
Il caso giudiziario, di poco successivo, Texas contro White (1869) concluse definitivamente il dibattito sulla costituzionalità o meno della secessione e sull'autonomia degli Stati federati rispetto al governo federale. Oltre a mettere la parola fine alla schiavitù, gli emendamenti della Ricostruzione sancirono le clausole costituzionali che promossero l'uguaglianza razziale.
Negli ultimi decenni storici come Harry Victor Jaffa, Herman Belz, John Patrich Diggins, Vernon Burton e Eric Foner hanno sottolineato la ridefinizione stipulata dal presidente dei valori facenti capo al repubblicanesimo. Già nel corso degli anni 1850, quando la maggior parte della retorica politica si focalizzava sulla sacralità della Costituzione, Lincoln ribaltò l'idea mettendo l'accento sulla dichiarazione d'indipendenza come fondamento dei valori politici americani, che chiamò l'"ancora di emergenza" del repubblicanesimo.
L'attenzione alla libertà e all'uguaglianza per tutti, in contrasto con la tolleranza espressa fino ad allora dalla stessa Costituzione nei riguardi della schiavitù, spostò radicalmente l'approccio al dibattito. Come afferma Diggins, per quel che riguarda il "discorso di Cooper Union" della prima metà del 1860 e che si rivelò assai influente nel prosieguo della campagna per le elezioni presidenziali del 1860 "Lincoln presentò agli americani una teoria della storia che offrirà un prezioso contributo alla teoria e al destino futuro del repubblicanesimo".
La sua posizione acquistò progressivamente forza in quanto evidenziò la base morale insita nella democrazia, piuttosto che i suoi legalismi. Solo un anno dopo tuttavia egli giustificherà il conflitto propriamente in termini di legalità (la Costituzione era un contratto e perché una parte potesse uscirne anche tutte le altre dovevano essere d'accordo) e poi di obbligo nazionale a garanzia della forma di governo repubblicana in ogni singolo Stato dell'Unione.
Burton (2008) infine sostiene che il repubblicanesimo di Lincoln fu raccolto dagli ex schiavi quando si emanciparono.

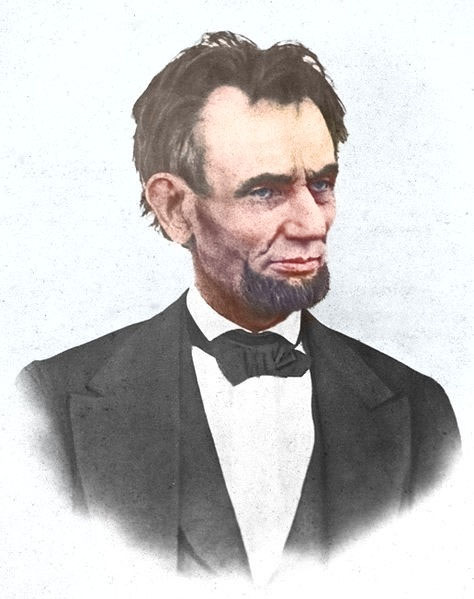
L'ultima foto conosciuta del presidente, affacciato al balcone della Casa Bianca il 6 marzo 1865.

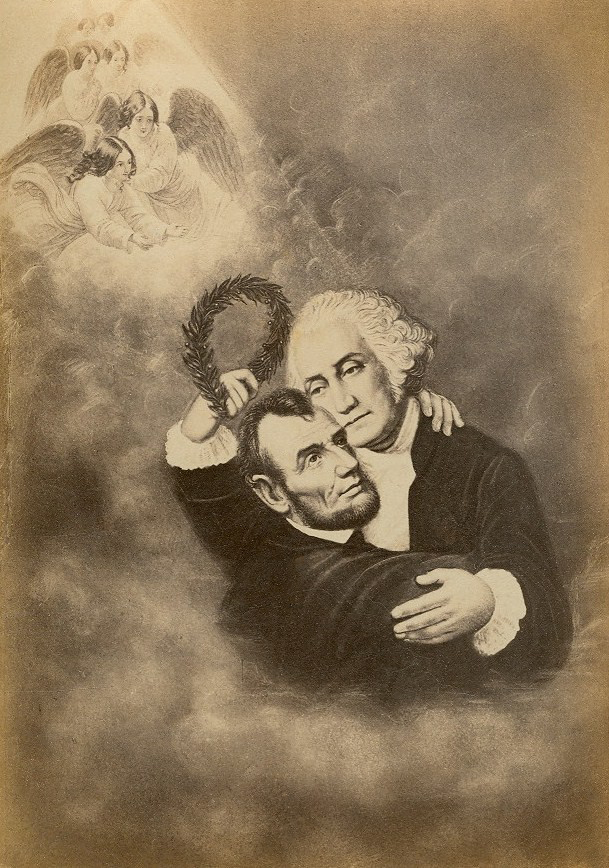
L'apoteosi di Lincoln, accolto in paradiso tra le braccia di George Washington mentre gli sta ponendo in capo una corona trionfale d'alloro (nella George Eastman House).

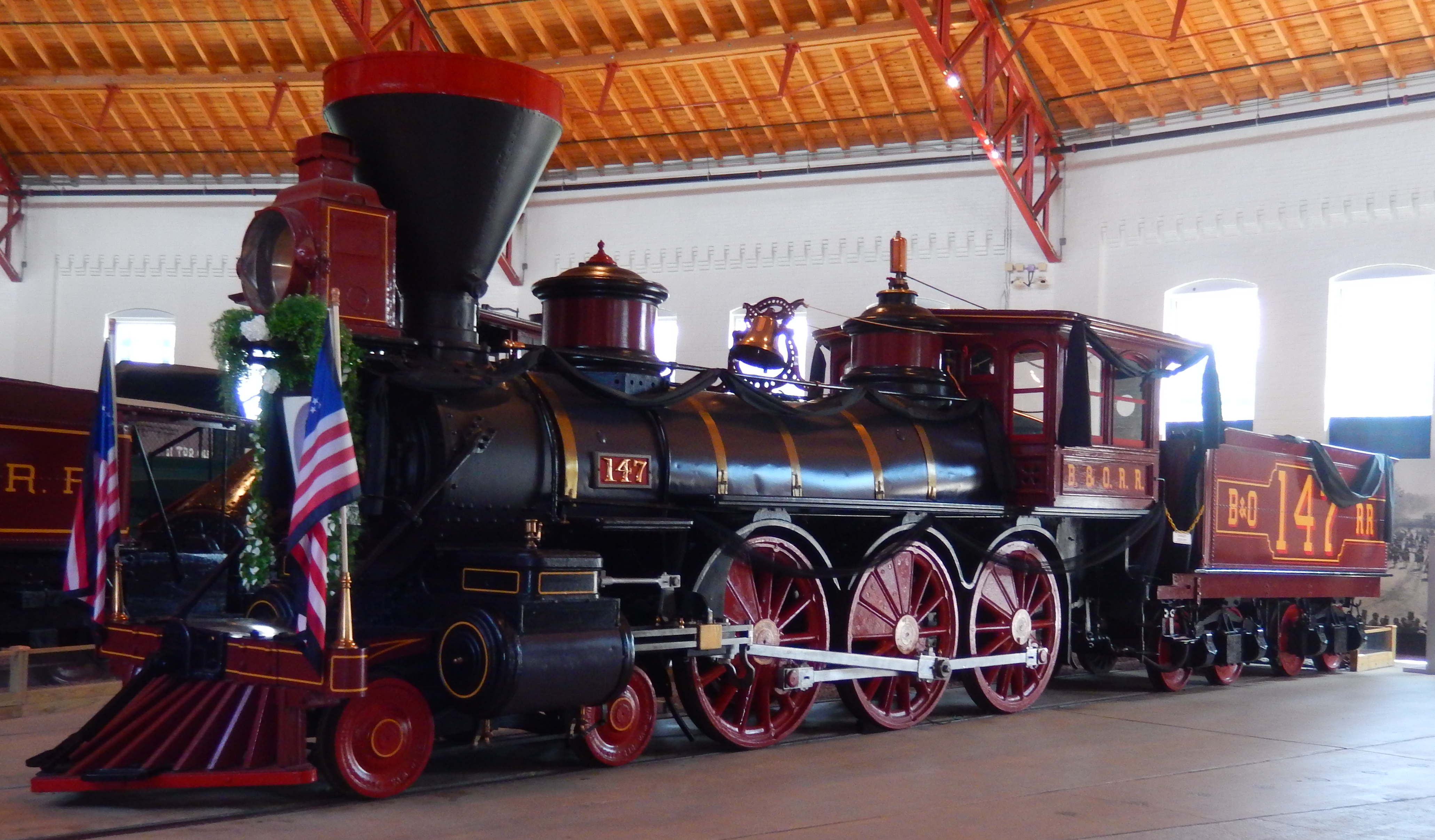
La locomotiva funeraria che trasportò Lincoln.

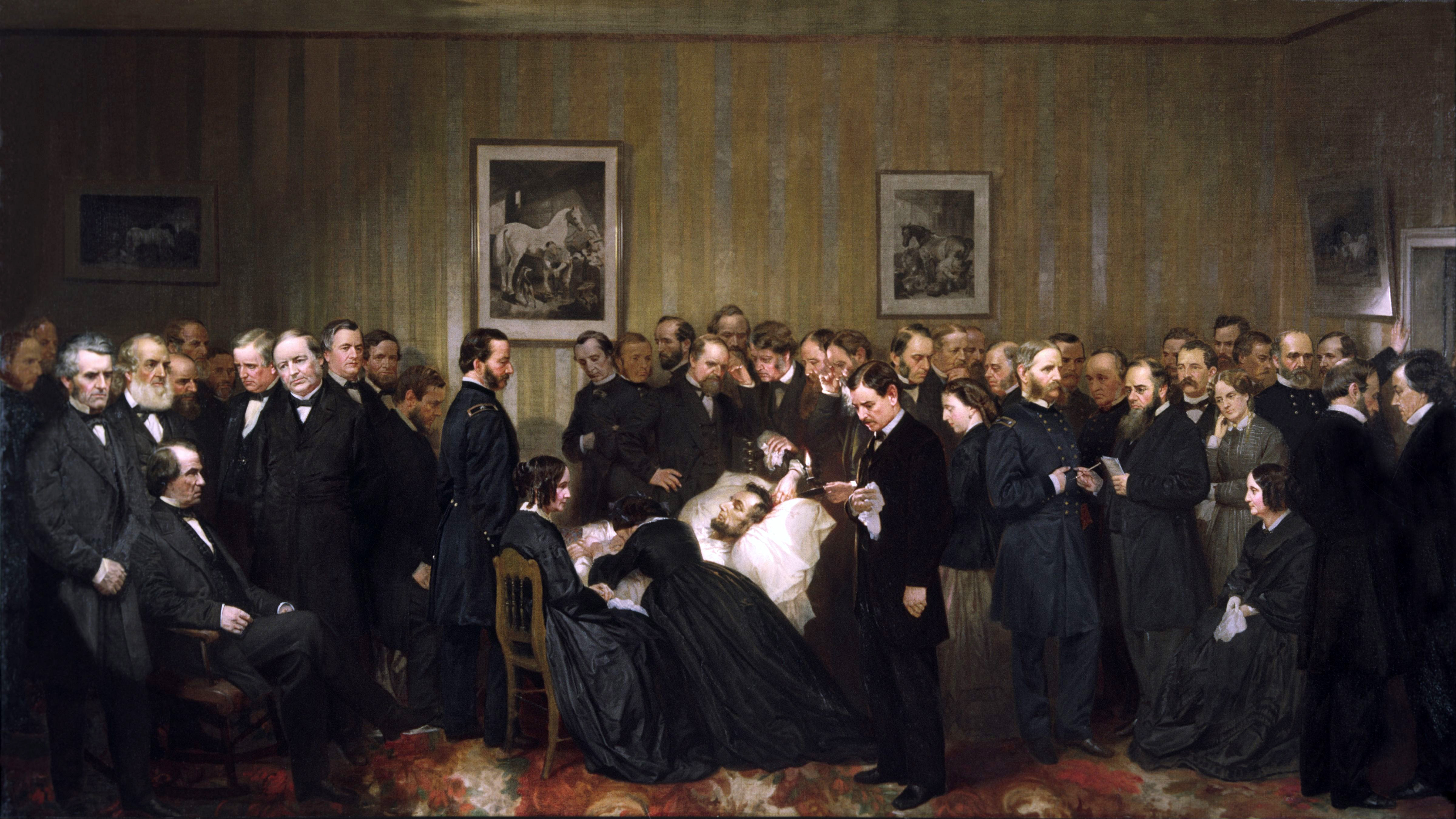
Le ultime ore di Abraham Lincoln disegnate da John B. Bachelder e dipinte da Alonzo Chappel (1868), raffiguranti insieme coloro che fecero visita al presidente morente per tutta la notte e la mattina presto tra il 14 e il 15 aprile 1865.

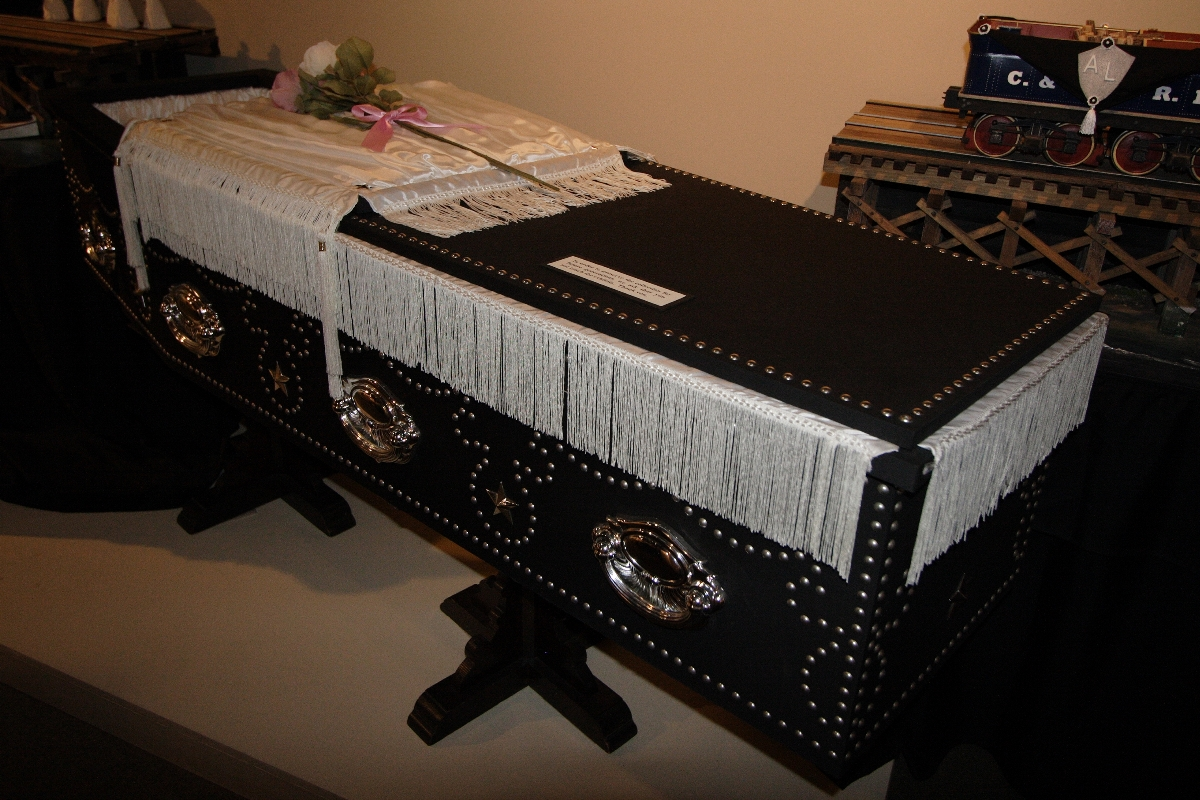
Replica della bara di Lincoln al "Museum of Funeral Customs" di Springfield.

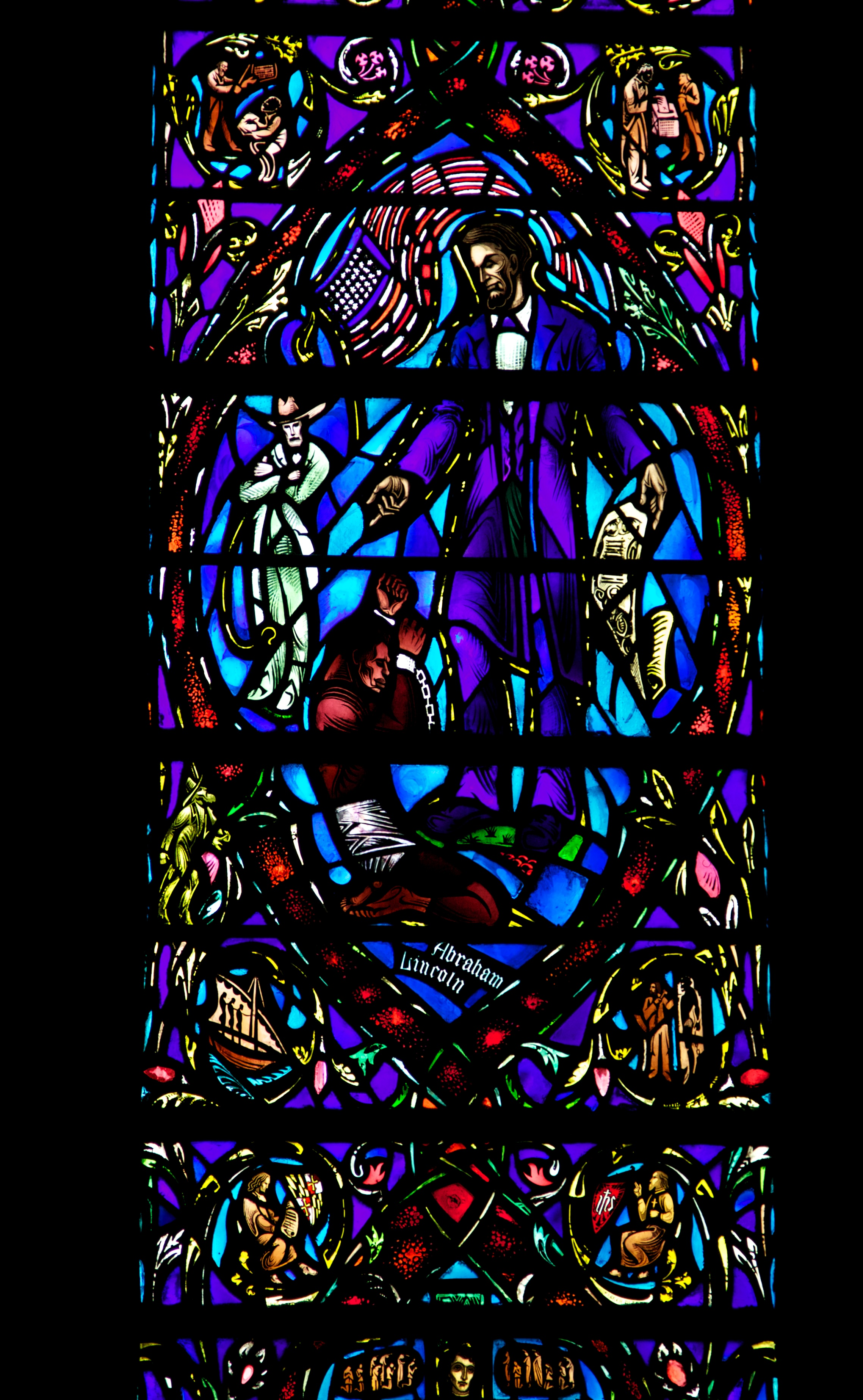
Lincoln "l'emancipatore" ritratto nella vetrata della cappella dell'Università di Pittsburgh.

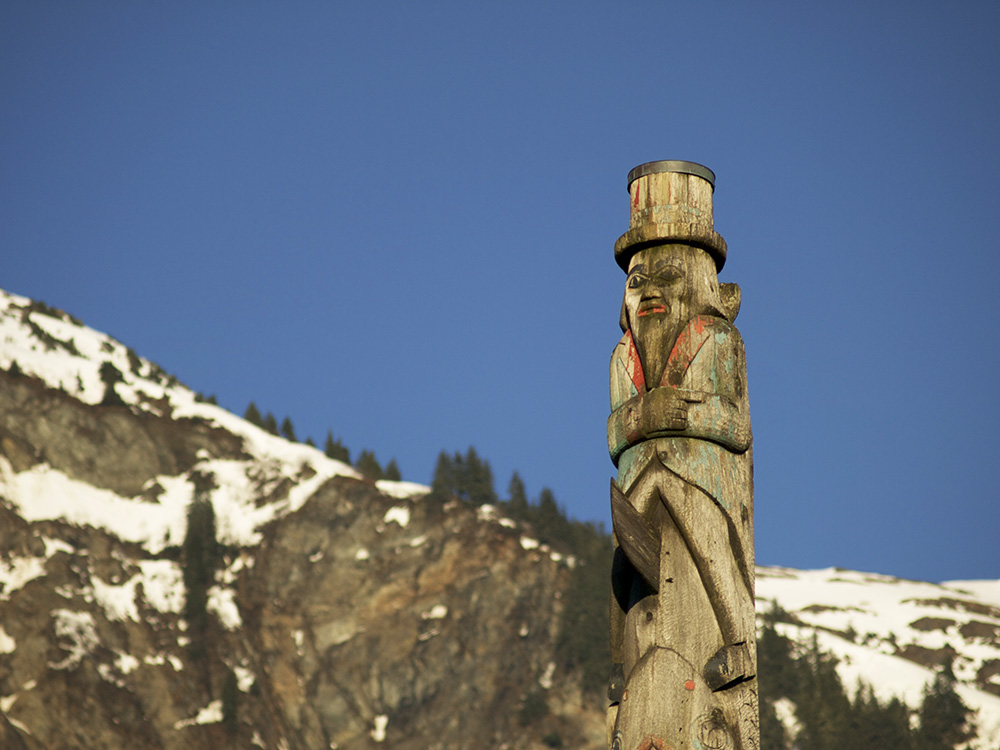
Il "Lincoln Totem" a Juneau nell'Alaska.

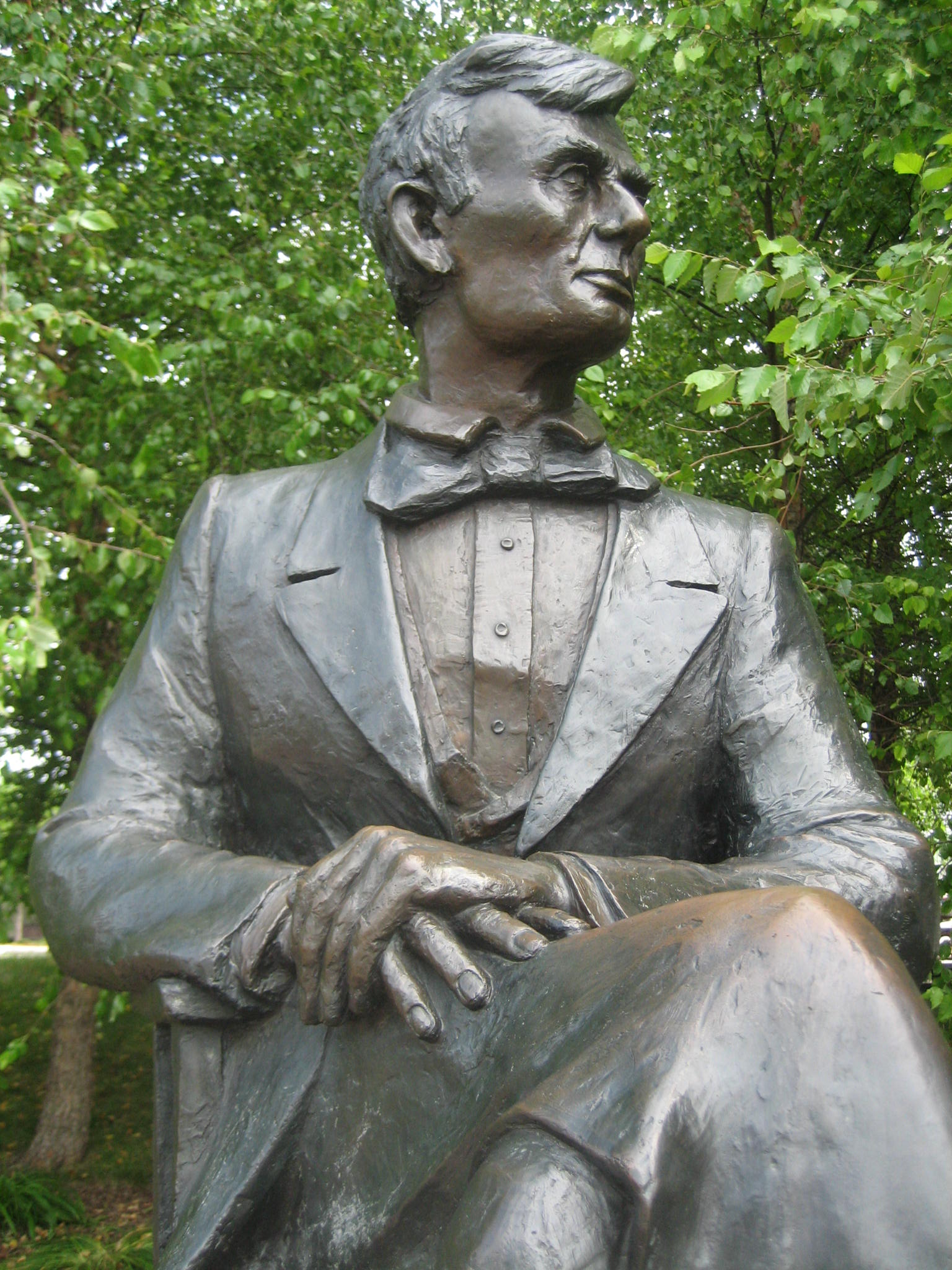
Statua di Lincoln a Freeport (Illinois).

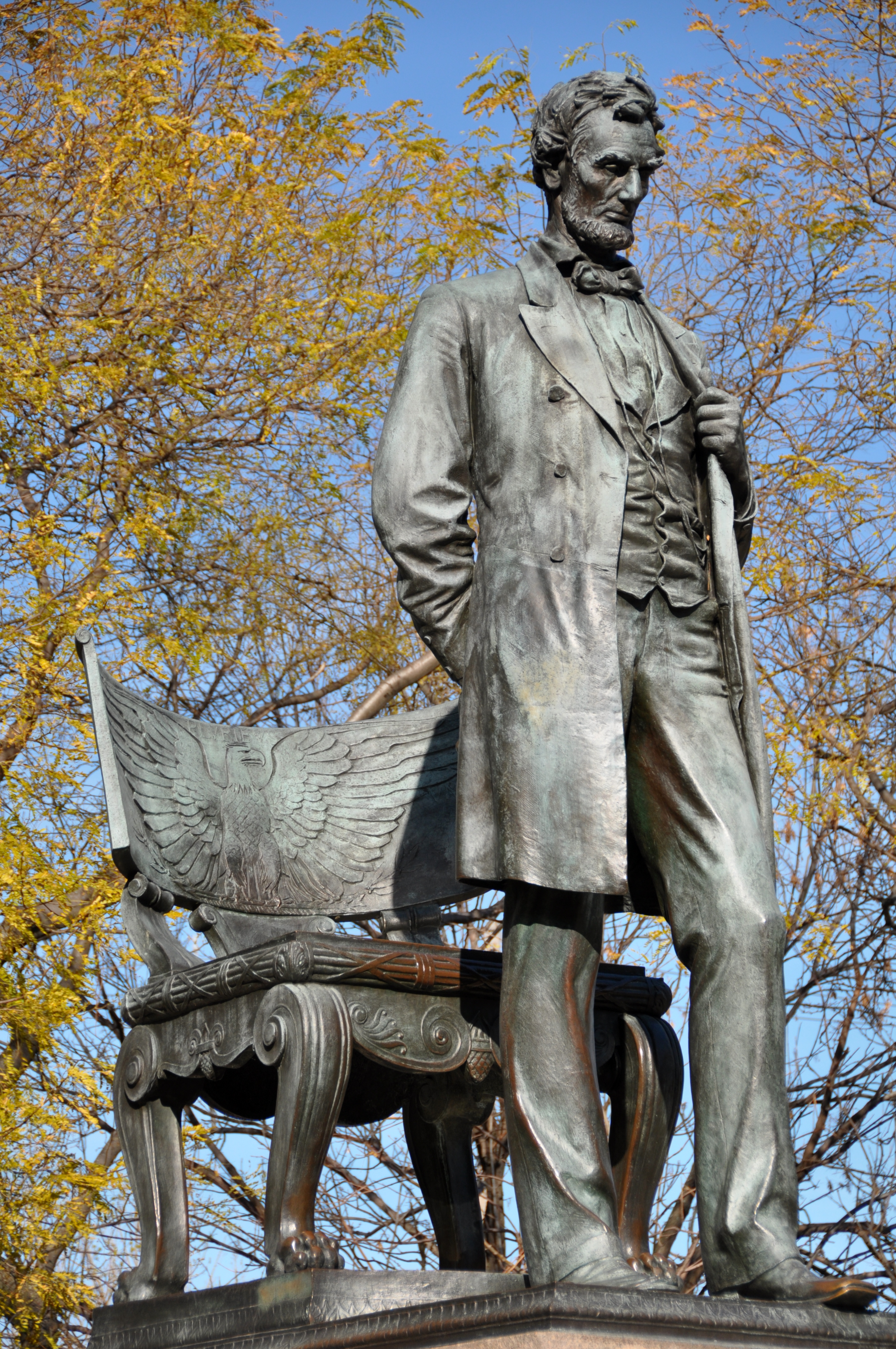
Abraham Lincoln: The Man di Augustus Saint-Gaudens.

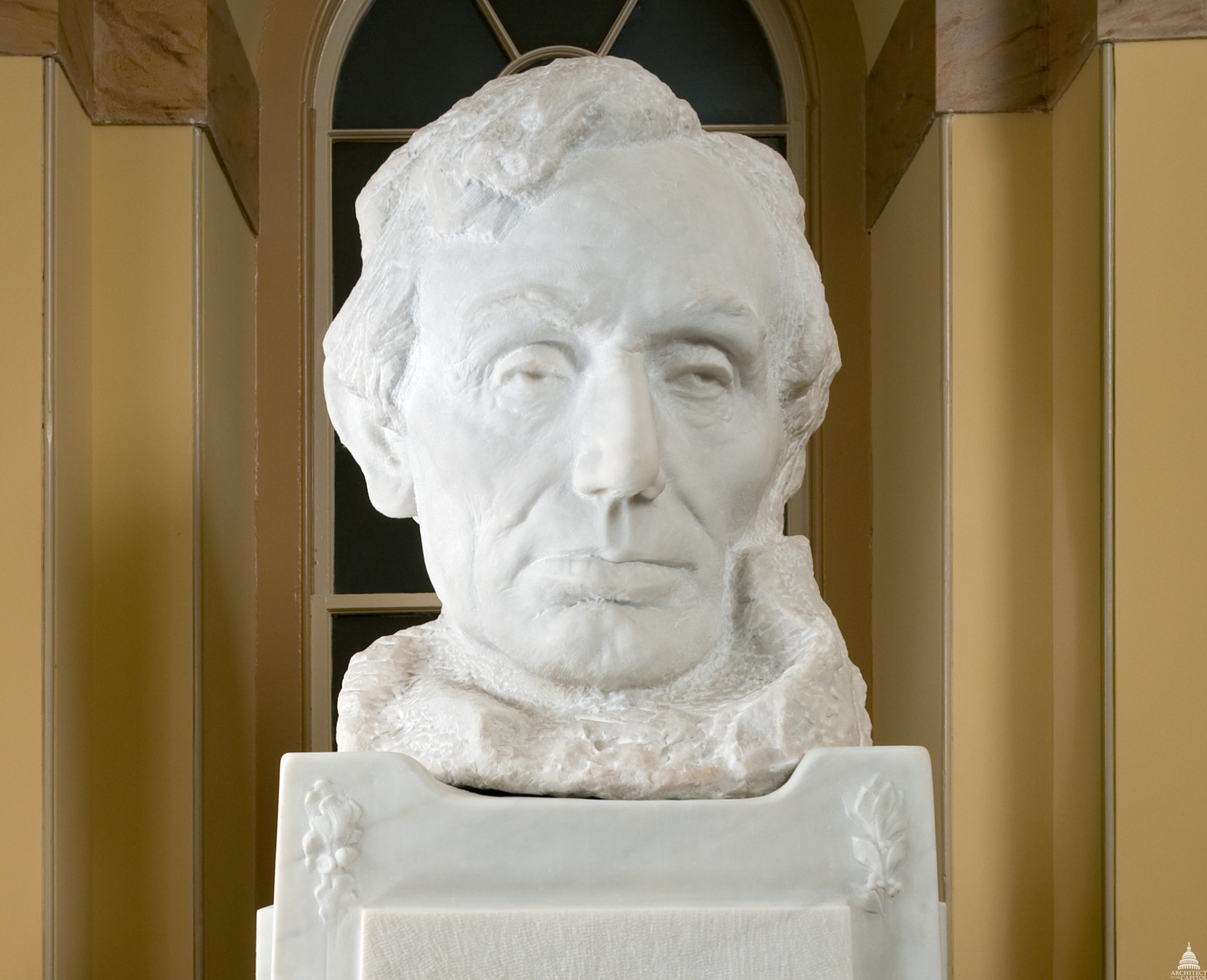
Busto di Lincoln all'interno del Campidoglio (Washington).

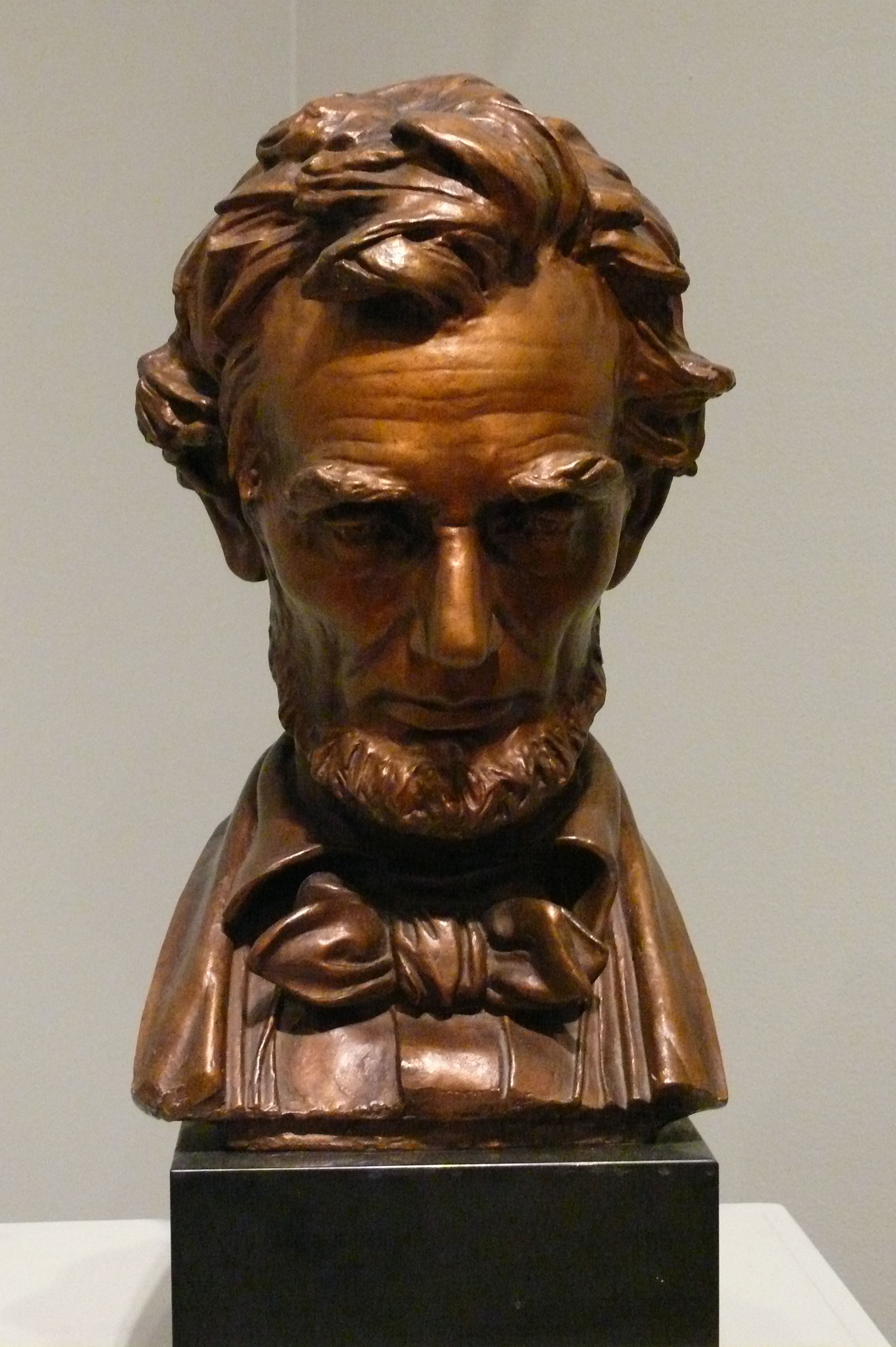
Busto di Lincoln, di Augustus Saint-Gaudens.

### Approfondimenti
- LaWanda Cox, Lincoln and Black Freedom: A Study in Presidential Leadership, Columbia, South Carolina, University of South Carolina Press, 1981, ISBN 978-0-87249-400-8.
- Michael S. Green, Lincoln and the Election of 1860, Concise Lincoln Library, Carbondale, Illinois, Southern Illinois University Press, 2011, ISBN 0-8093-3035-0.
- Nicolay, John George e John Hay. Abraham Lincoln: a History (1890), 10 volumes; online at  Volume 1. and  Volume 2.  vol 6.
- James G. Randall, Lincoln the President, Volume One, Boston, Massachusetts, Da Capo Press, 1997  [First published in four volumes in 1945, 1952 and 1955], ISBN 0-306-80754-8.
«Volume One covers Lincoln's life as far as Gettysburg, focusing mainly on his presidential administration.»
- James G. Randall, Lincoln the President, Volume Two, Boston, Massachusetts, Da Capo Press, 1997  [First published in four volumes in 1945, 1952 and 1955], ISBN 0-306-80755-6.
«Volume Two concentrates on Lincoln the person - his conversation, his personality, his daily tasks, his marriage, his sense of humour - and covers his life from the period of the Emancipation Proclamation up to the final triumph of Appomattox and his untimely death.»